# Buenos Aires
Buenos Aires es la capital y ciudad más poblada de la República Argentina. Sus nombres oficiales son Ciudad de Buenos Aires o Ciudad Autónoma de Buenos Aires (CABA). También es llamada Capital Federal, sede del Gobierno nacional. Es uno de los 24 distritos, o «jurisdicciones de primer orden», que conforman el país. Desde 1996 es una ciudad autónoma, por lo que tiene sus propios poderes ejecutivo, legislativo y judicial. Está situada en la región centro-este del país, sobre la orilla sur del Río de la Plata, en la región pampeana. La ciudad de Buenos Aires fue cedida en 1880 por la provincia de Buenos Aires para que fuera la capital federal del país; a partir de 2020 es considerada «capital principal», junto a 24 capitales alternas. En virtud de la reforma constitucional de 1994, goza de un régimen de autonomía.
Su tejido urbano se asemeja a un abanico que limita al sur, oeste y norte con la lindante provincia de Buenos Aires y al este con el Río de la Plata. Oficialmente la ciudad se encuentra dividida en 15 comunas que agrupan a 48 barrios.
La población de la ciudad, según el Censo de 2022, es de 3 120 612 habitantes. Integra un aglomerado urbano mayor denominado área metropolitana de Buenos Aires (AMBA) junto a cuarenta partidos-municipios de la lindera provincia de Buenos Aires, que en total suma una población de 13 395 796 habitantes.
Buenos Aires es una ciudad cosmopolita y un importante destino turístico. Su compleja infraestructura la convierte en una de las metrópolis de mayor importancia de América y es una ciudad global de categoría «alfa -», dadas sus influencias en el comercio, finanzas, moda, arte, gastronomía, educación, entretenimiento y principalmente en su marcada cultura.   Su renta per cápita es de las más altas de la región. En 2022, fue la ciudad más visitada de Latinoamérica. Es considerada una de las veinticinco ciudades más influyentes del mundo.
Su perfil urbano es marcadamente ecléctico. Se mezclan los estilos colonial español, art decó, art nouveau, neogótico, italianizante, francés borbónico y academicismo francés. Por esto último, sumado a su desarrollo edilicio y marcada influencia europea en su arquitectura en determinadas zonas, es que se la conoce en el mundo por el apodo de «La París de América».

## Toponimia

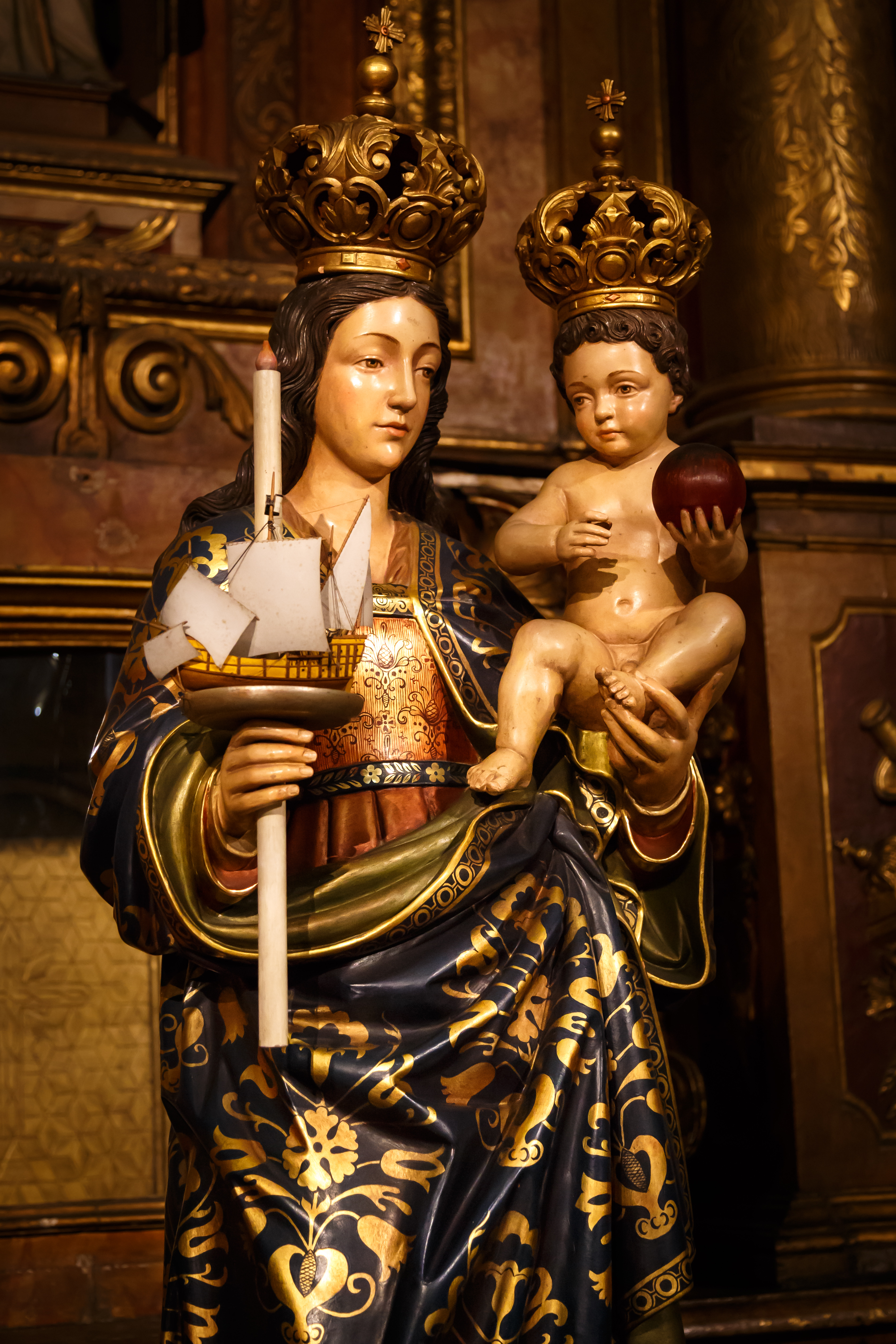
Imagen de Nuestra Señora del Buen Aire en la catedral metropolitana de Buenos Aires, advocación de la que tomó el nombre la ciudad

En la llamada primera fundación, Pedro de Mendoza llamó al lugar Real de Nuestra Señora Santa María del Buen Ayre, para cumplir la promesa que hiciera a la Patrona de los Navegantes, que se hallaba en la Cofradía de los Mareantes de Triana y de la que él era miembro. En efecto, «Buen Ayre» es la castellanización del nombre de la Virgen de Bonaria, es decir de la Virgen de la Candelaria, a quien los padres mercedarios habían levantado un santuario para los navegantes en Cagliari, Cerdeña, y que era venerada también por los navegantes de Cádiz, España.
Mendoza, sin embargo, no fundó una ciudad, sino un asentamiento (real en la terminología de la época) cercano a una aldea querandí, la cual no era considerada como tal por los europeos, que los aprovisionó de alimentos durante dos semanas. Las hostilidades posteriores impidieron que se concretara la fundación de una población de acuerdo a las leyes castellanas, por lo tanto la fundación de la ciudad de Buenos Aires se remonta a Juan de Garay en 1580, quien la denominó Ciudad de la Trinidad, nombre oficial, pero casi nunca usado, de la ciudad hasta 1996.
La razón del nombre no aparece en ninguna documentación; se ha especulado por ser la Trinidad la festividad religiosa más cercana o por el día en el cual los colonizadores arribaron al sitio. El puerto, por su parte, conservó el nombre con el cual ya era conocido en la época, con la forma de Puerto de Santa María de los Buenos Ayres. Hasta 1996 no hubo disposición oficial alguna que cambiara su nombre; sin embargo el desconocimiento de los hechos y el recuerdo de la trágica expedición de Pedro de Mendoza hicieron que se generalizara el uso del nombre de Buenos Aires para la ciudad.
Por muchos años se le atribuyó el nombre a Sancho del Campo, de quien Ruy Díaz de Guzmán en su obra La Argentina manuscrita recogió la frase: «¡Qué buenos aires son los de este suelo!», que pronunció al bajar. Sin embargo, en 1892, Eduardo Madero, tras realizar exhaustivas investigaciones en los archivos españoles, terminaría por concluir que el nombre estaba íntimamente relacionado con la devoción de los marinos sevillanos por Nuestra Señora de los Buenos Aires. El autor Pastor S. Obligado atribuía el homenaje a la Virgen del Buen Aire a Leonardo Gribeo, escudero de Mendoza.
En Argentina suelen referirse a ella con distintas denominaciones. El nombre de Capital Federal fue uno de los más utilizados —sobre todo para diferenciarla de la provincia homónima—, en alusión a la condición de distrito independiente que adquirió con la ley de federalización que promulgara Julio Argentino Roca. Muchas veces también se usa la expresión «Ciudad de Buenos Aires», o sencillamente «Buenos Aires», aunque esta última se presta a confusión con la provincia lindante, de la que fue su capital hasta 1880, año en que fue federalizada.
«Ciudad de Buenos Aires» y «Ciudad Autónoma de Buenos Aires» son las dos denominaciones que oficialmente le dio la Constitución de la ciudad sancionada en 1996. Es por esto que también suele emplearse la abreviatura 'CABA' para mencionarla. Informalmente suele llamársela Baires, apócope de la forma original, común dentro de la ciudad pero poco utilizada en el interior del país.
De manera figurada posee numerosos nombres, tales como la París del sur, por su belleza arquitectónica y su carácter cultural; o la Cabeza de Goliat, según un ensayo de Ezequiel Martínez Estrada, en alusión a su tamaño e influencia desproporcionada sobre el resto del país; o la Reina del Plata, como la denominan Manuel Jovés y Manuel Romero en un famoso tango, tomando una metáfora que ya había utilizado Esteban Echeverría en su poema Avellaneda.

## Geografía

Vista del Gran Buenos Aires. La ciudad forma parte de uno de los mayores aglomerados urbanos del mundo.

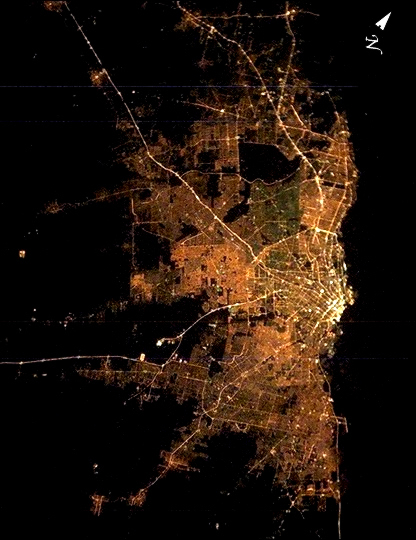
Imagen satelital nocturna del Gran Buenos Aires.

### Ubicación
La ciudad de Buenos Aires se encuentra en Sudamérica, a 34° 35' 59" de latitud sur y 58° 22' 55" de longitud oeste, en la margen derecha del Río de la Plata.

### Límites
El Río de la Plata (al este y al norte) y el Río Matanza-Riachuelo (al sur) son los límites naturales de la Ciudad Autónoma de Buenos Aires. El resto del perímetro está rodeado por la colectora externa de la Avenida General Paz, que es una autopista de 24 km de extensión que circunvala la ciudad de norte a oeste hasta que se encuentra por el sur con el Río Matanza-Riachuelo. Cabe recordar que por el Este el límite son las aguas del mencionado río, excepto los recintos de los edificios del Puerto de Buenos Aires, que están bajo la administración del Estado Nacional. Esos edificios se encuentran dispersos, hacia el Este de la ciudad en una línea imaginaria que circula por la Avenida Presidente Ramón S. Castillo, Corbeta Uruguay y Avenida Antártida Argentina y Avenida Lanchas hasta el Río de la Plata; retomando luego el límite en la línea que forman la Avenida España, la Avenida Rawson de Dellepiane y la Autopista Dr. Arturo Balbín, llegando hasta el Riachuelo. Esta línea descrita demarca un límite por el Este entre la jurisdicción perteneciente a la CABA y un espacio bajo la jurisdicción del Estado Nacional, el cual está formado por los mencionados edificios del Puerto de Buenos Aires (no confundir con Puerto Madero).
Existe un pequeño tramo de no más de 2 km, comprendido entre la Avenida Intendente Cantilo y el Río de la Plata, donde el límite con la Provincia de Buenos Aires en parte es la línea imaginaria de la prolongación de la Av. General Paz y otro tramo el arroyo Raggio; este sector corresponde al límite entre el Parque de los Niños y el Paseo de la Costa. Esto se debe a que la autopista llamada Avenida General Paz no finaliza en la costa del río sino en la Av. Intendente Cantilo. Esta avenida enlaza de manera rápida la ciudad con el resto del Gran Buenos Aires, una franja de alta concentración de habitantes y fuerte actividad comercial e industrial. 
Adicionalmente, existe en la Comuna 4 un meandro del Riachuelo, denominado Meandro de Brian, en donde el límite con la Provincia de Buenos Aires pasa a ser la proyección de la rectificación pendiente del cauce, de modo que en la zona donde el río bordea al meandro, ambas orillas (incluyendo al meandro propiamente dicho) forman parte de la Ciudad de Buenos Aires.
Excepto su límite oriental con el Río de La Plata, todos los otros límites indicados de la ciudad separan su jurisdicción de las correspondientes a la Provincia de Buenos Aires.
| Noroeste: San Martín   | Norte: Vicente López y Río de la Plata | Noreste: Río de la Plata    |
| Oeste: Tres de Febrero |                                        | Este: Río de la Plata       |
| Suroeste: La Matanza   | Sur: Lomas de Zamora                   | Sureste: Lanús y Avellaneda |

### Hidrografía
La región estaba antiguamente manchada de lagunas y atravesada por arroyos, algunos de los cuales fueron rellenados y otros entubados. Entre los arroyos de importancia están los Terceros (del Sur o de Granados, del Medio o de Matorras y del Norte o de Manso), Maldonado, Vega, Medrano, Cildáñez y White. En 1908 muchos arroyos fueron encauzados y rectificados, ya que con las crecidas causaban daños a la infraestructura de la ciudad. Fueron canalizados pero se mantenían a cielo abierto, construyéndose varios puentes para su cruce. Finalmente en 1919 se dispuso su canalización cerrada, pero los trabajos comenzaron recién en 1927, terminando algunos en 1938 y otros, como el Maldonado, en 1954.

### Relieve
La ciudad se encuentra casi totalmente ubicada en la región geológicamente pampeana, sólo las áreas orientales —en donde se encuentran Puerto Madero, la Reserva Ecológica de Buenos Aires, el Aeroparque, la Ciudad Deportiva de Boca Juniors, entre otras zonas— son de terreno emergido artificialmente por relleno de las costas del Río de La Plata.
El límite original de la costa con el río estaba dado por una serie de barrancas (entre ellas las Barrancas de Belgrano) surgidas por las variaciones del nivel del mar (y del estuario del Plata) hace miles de años. Tal límite antiguo corresponde aproximadamente a las siguientes avenidas: Paseo Colón, Leandro N. Alem, del Libertador, General Las Heras, Santa Fe, Luis María Campos y nuevamente Del Libertador. La selva marginal que se mantiene en muchas costas del río Paraná al norte y al sur de Buenos Aires no existe más.
Las cuenca de los arroyos se caracterizaba por la existencia de zonas más deprimidas que otras, conocidas como "valles de inundación". De tal modo, el territorio poseía suaves ondulaciones interrumpidas por el sur, ante el amplio valle de inundación correspondiente al Riachuelo, y gran parte de las zonas inundables recibieron hasta inicios de siglo XX la denominación de Bañados de Pereyra. La zona más elevada de la ciudad autónoma se encuentra en el barrio de Villa Devoto.
Pese a que la mayor parte del área porteña integra la región pampeana el territorio era antes de la urbanización no era llano, ya que la serie de arroyos implicaba la existencia de zonas más deprimidas que otras; esas zonas más bajas se conocen como "valles de inundación".
El punto más alto es la esquina de Av. Francisco Beiró y Chivilcoy, que se encuentra en dicho barrio, cerca del límite con Monte Castro. Cabe considerar que Monte Castro recibe su nombre de "monte" no porque exista allí algún accidente orográfico, sino por la otra acepción que la palabra "monte" tiene en Argentina, la de una zona arbolada. En efecto, esta zona más elevada de la ciudad, antes de 1880, se encontraba poblada naturalmente por arboledas.

### Sismicidad
Buenos Aires se ubicaría, en apariencia, en una región asísmica dentro del territorio de la República Argentina. La región responde a la «falla de Punta del Este», con sismicidad baja. Sólo se pueden percibir ligeros movimientos sísmicos en los pisos más altos de los edificios céntricos, y cuyo origen suelen ser movimientos sísmicos cuyo epicentro se encuentra en el oeste de la república.
Dado el cortísimo período conocido (5 siglos, después de 1500), sólo se conoce que el 5 de junio de 1888 se produjo el terremoto del Río de la Plata de 1888, a las 3.20 UTC-3, con una magnitud en la escala de Richter de 5,5; su epicentro estuvo a 30 km de profundidad, en el centro de dicho río. Jamás se tomaron medidas mínimamente antisísmicas. Este sismo afectó a todas las poblaciones de la costa del Río de la Plata, especialmente a las ciudades de Buenos Aires y de Montevideo, produciendo leves daños.

### Clima

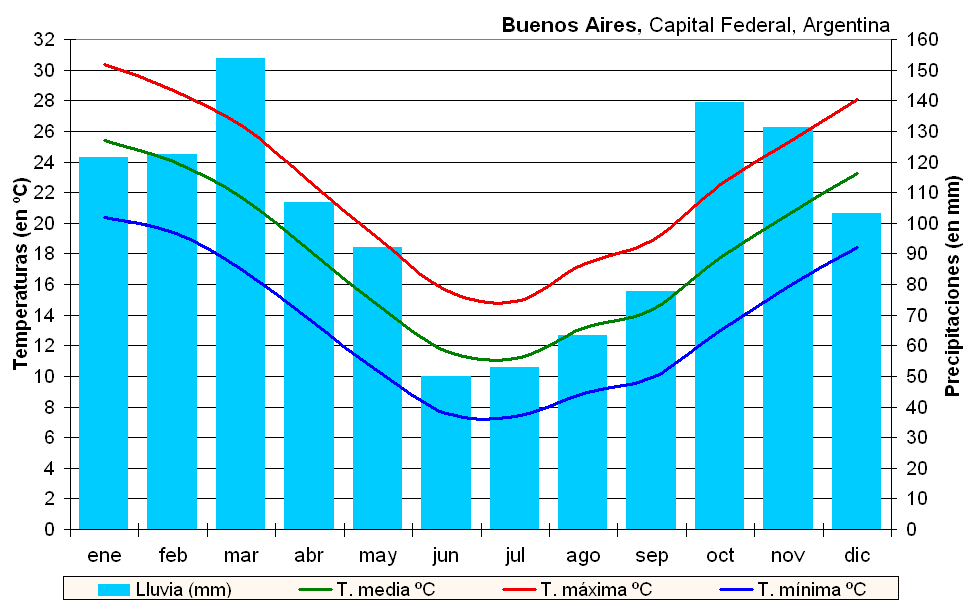
Climograma de Buenos Aires

El país está ubicado en el hemisferio sur, por lo que las estaciones en Argentina se invierten en comparación con el hemisferio norte. El verano austral en Buenos Aires es caluroso y soleado, a pesar de posibles tormentas eléctricas, y las temperaturas oscilan entre los 19 °C y 30 °C. El invierno austral es templado y húmedo, con temperaturas entre los 7 °C y 16 °C. El clima de la ciudad de Buenos Aires es templado pampeano. De acuerdo con la clasificación climática de Köppen, Buenos Aires tiene un clima subtropical húmedo (Cfa). Considerando el período 1991-2020, normalmente empleado para designar los promedios climáticos, la temperatura media anual es de 18.1 °C y la media anual de precipitación es de 1257.6 mm. La temperatura más alta registrada en Buenos Aires fue de 43.3 °C, el 29 de enero de 1957, y la más baja fue de -5.4 °C, registrada el 9 de julio de 1918.
A lo largo del siglo XX, como ha sucedido en la mayoría de las grandes ciudades del mundo a causa de la urbanización, las temperaturas de la ciudad han aumentado levemente debido a la isla de calor (desarrollo urbano), siendo actualmente entre 1 y 8 °C superior al de regiones cercanas menos urbanizadas, como el Gran Buenos Aires. La cercanía al Río de la Plata es también un factor influyente. Las precipitaciones también se han acrecentado desde 1973, como ya ocurrió en el anterior hemiciclo húmedo, el de 1870 a 1920.
| Parámetros climáticos promedio de Buenos Aires, Observatorio Central (1906–2023) | Parámetros climáticos promedio de Buenos Aires, Observatorio Central (1906–2023) | Parámetros climáticos promedio de Buenos Aires, Observatorio Central (1906–2023) | Parámetros climáticos promedio de Buenos Aires, Observatorio Central (1906–2023) | Parámetros climáticos promedio de Buenos Aires, Observatorio Central (1906–2023) | Parámetros climáticos promedio de Buenos Aires, Observatorio Central (1906–2023) | Parámetros climáticos promedio de Buenos Aires, Observatorio Central (1906–2023) | Parámetros climáticos promedio de Buenos Aires, Observatorio Central (1906–2023) | Parámetros climáticos promedio de Buenos Aires, Observatorio Central (1906–2023) | Parámetros climáticos promedio de Buenos Aires, Observatorio Central (1906–2023) | Parámetros climáticos promedio de Buenos Aires, Observatorio Central (1906–2023) | Parámetros climáticos promedio de Buenos Aires, Observatorio Central (1906–2023) | Parámetros climáticos promedio de Buenos Aires, Observatorio Central (1906–2023) | Parámetros climáticos promedio de Buenos Aires, Observatorio Central (1906–2023) |
| Mes                                                                              | Ene.                                                                             | Feb.                                                                             | Mar.                                                                             | Abr.                                                                             | May.                                                                             | Jun.                                                                             | Jul.                                                                             | Ago.                                                                             | Sep.                                                                             | Oct.                                                                             | Nov.                                                                             | Dic.                                                                             | Anual                                                                            |
| -------------------------------------------------------------------------------- | -------------------------------------------------------------------------------- | -------------------------------------------------------------------------------- | -------------------------------------------------------------------------------- | -------------------------------------------------------------------------------- | -------------------------------------------------------------------------------- | -------------------------------------------------------------------------------- | -------------------------------------------------------------------------------- | -------------------------------------------------------------------------------- | -------------------------------------------------------------------------------- | -------------------------------------------------------------------------------- | -------------------------------------------------------------------------------- | -------------------------------------------------------------------------------- | -------------------------------------------------------------------------------- |
| Temp. máx. abs. (°C)                                                             | 43.3                                                                             | 38.7                                                                             | 38.9                                                                             | 36.0                                                                             | 31.6                                                                             | 28.5                                                                             | 30.2                                                                             | 34.4                                                                             | 35.3                                                                             | 36.3                                                                             | 36.8                                                                             | 40.5                                                                             | 43.3                                                                             |
| Temp. máx. media (°C)                                                            | 30.1                                                                             | 28.6                                                                             | 26.8                                                                             | 23.0                                                                             | 19.3                                                                             | 16.0                                                                             | 15.4                                                                             | 17.7                                                                             | 19.3                                                                             | 22.6                                                                             | 25.6                                                                             | 28.5                                                                             | 22.7                                                                             |
| Temp. media (°C)                                                                 | 25.1                                                                             | 23.95                                                                            | 22.25                                                                            | 18.4                                                                             | 15.0                                                                             | 12.0                                                                             | 11.4                                                                             | 13.25                                                                            | 14.8                                                                             | 17.95                                                                            | 20.75                                                                            | 23.45                                                                            | 18.25                                                                            |
| Temp. mín. media (°C)                                                            | 20.1                                                                             | 19.3                                                                             | 17.7                                                                             | 13.8                                                                             | 10.7                                                                             | 8.0                                                                              | 7.4                                                                              | 8.8                                                                              | 10.3                                                                             | 13.3                                                                             | 15.9                                                                             | 18.4                                                                             | 13.6                                                                             |
| Temp. mín. abs. (°C)                                                             | 5.9                                                                              | 4.2                                                                              | 2.8                                                                              | −2.3                                                                             | −4.0                                                                             | −5.3                                                                             | −5.4                                                                             | −4.0                                                                             | −2.4                                                                             | −2.0                                                                             | 1.6                                                                              | 3.7                                                                              | −5.4                                                                             |
| Precipitación total (mm)                                                         | 138.8                                                                            | 127.1                                                                            | 140.1                                                                            | 119.0                                                                            | 92.3                                                                             | 58.8                                                                             | 60.6                                                                             | 64.2                                                                             | 72.0                                                                             | 127.2                                                                            | 117.3                                                                            | 118.9                                                                            | 1236.3                                                                           |
| Días de precipitaciones (≥ 1 mm)                                                 | 9                                                                                | 8                                                                                | 9                                                                                | 9                                                                                | 7                                                                                | 7                                                                                | 7                                                                                | 7                                                                                | 7                                                                                | 10                                                                               | 10                                                                               | 9                                                                                | 99                                                                               |
| Horas de sol                                                                     | 279.0                                                                            | 240.8                                                                            | 229.0                                                                            | 220.0                                                                            | 173.6                                                                            | 132.0                                                                            | 142.6                                                                            | 173.6                                                                            | 189.0                                                                            | 227.0                                                                            | 252.0                                                                            | 266.6                                                                            | 2525.2                                                                           |
| Humedad relativa (%)                                                             | 64                                                                               | 68                                                                               | 72                                                                               | 76                                                                               | 77                                                                               | 79                                                                               | 79                                                                               | 74                                                                               | 70                                                                               | 70                                                                               | 65                                                                               | 63                                                                               | 71                                                                               |
| Fuente: Servicio Meteorológico Nacional                                          |                                                                                  |                                                                                  |                                                                                  |                                                                                  |                                                                                  |                                                                                  |                                                                                  |                                                                                  |                                                                                  |                                                                                  |                                                                                  |                                                                                  |                                                                                  |

Si bien los días cubiertos son más frecuentes en invierno, cuando más llueve es en verano, época en que se desarrollan tormentas a veces muy intensas, por lo que enormes cantidades de agua caen en poco tiempo.
En invierno son más comunes lloviznas débiles pero continuas. De todos modos no puede decirse que haya estacionalidad de lluvias. Los veranos son cálidos, con un promedio de enero de 24.9 °C. La elevada humedad puede volver en ocasiones sofocante al tiempo.
La humedad relativa promedio anual es del 71.2 %.
Los inviernos son frescos, con una temperatura máxima promedio en julio de 15.5 °C y mínimas que, en ocasiones excepcionales, pueden llegar por debajo de los 0 °C (con heladas en áreas suburbanas). El invierno, a su vez, es bastante irregular o variable, ya que también se observan días templados, y hasta excepcionalmente cálidos durante esa estación, lo cual lo hace más suave y corto en cuanto a su duración.
Las nieblas pueden producirse de manera variable durante el año, aunque no son demasiado frecuentes.
En cuanto a la heliofanía (duración de la insolación) es entre moderada y considerable, con aproximadamente 2 300 a 2 400 horas de sol anuales sobre un total de aproximadamente 4 300 posibles.
Respecto de las condiciones atmosféricas, se registran al año un promedio de 131 días claros o despejados, 111 días con cielo cubierto y 49 días con tormentas, y el resto mixtos.
Vientos
La ciudad de Buenos Aires recibe la influencia de dos tipos de vientos zonales: el pampero y la sudestada. El primero proviene del sudoeste, y suele iniciarse con una tormenta corta que rápidamente da paso a un aire mucho más frío y seco. Aunque puede darse en cualquier época del año, se da con mayor intensidad en verano; se lo espera cuando refresca luego de días cálidos. La sudestada se da principalmente entre abril y octubre. Consiste en un viento fuerte del sudeste, fresco y muy húmedo, que dura varios días y va muchas veces acompañado de precipitaciones de variada intensidad. El viento continuo hace subir las aguas del Río de la Plata, llegando a veces a producir inundaciones en las zonas más bajas de la ciudad, como el barrio de La Boca.
Nevadas

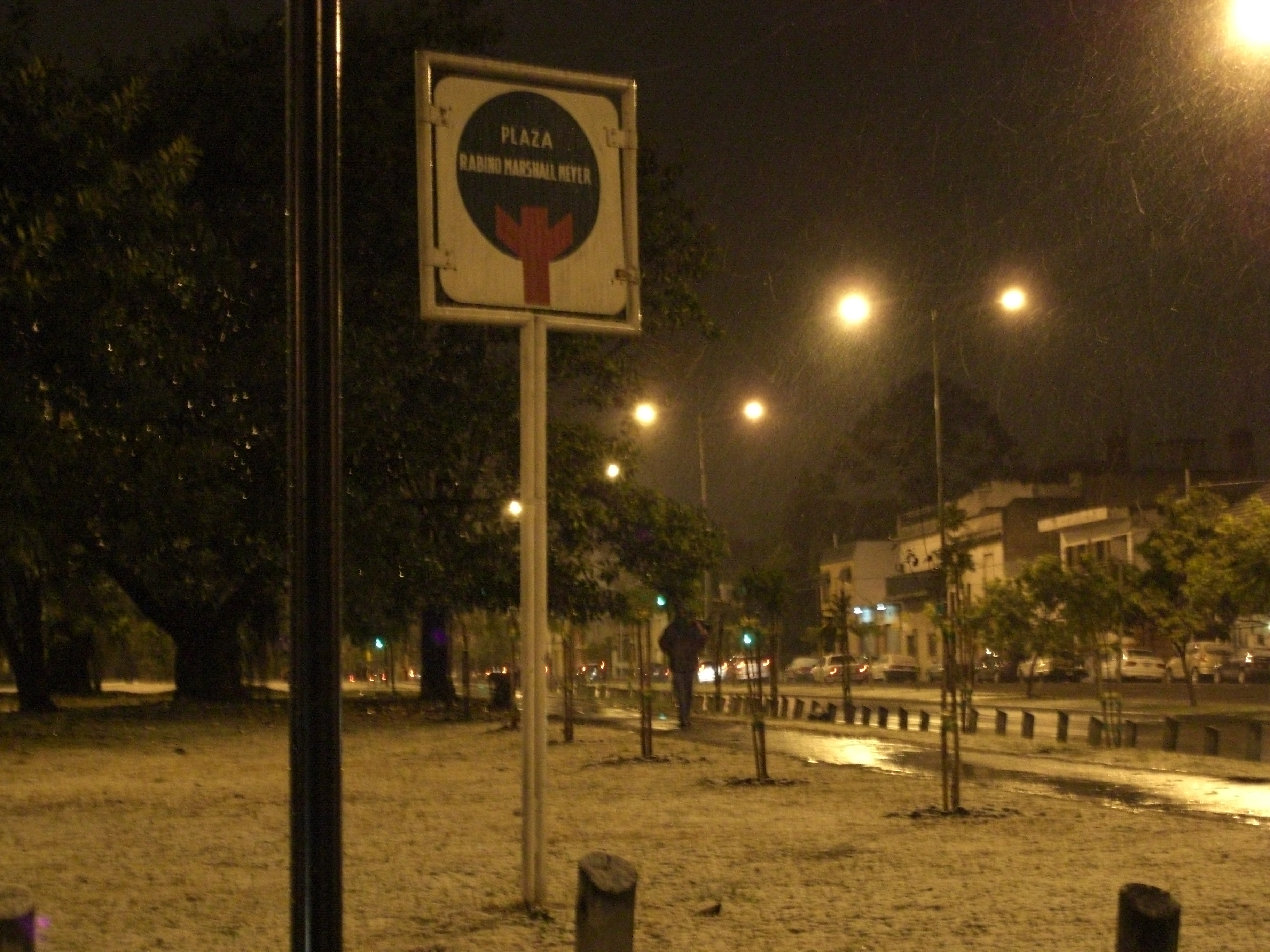
Muestra de una nevada en Buenos Aires

Las nevadas en la ciudad no son frecuentes. La última nevada importante tuvo lugar el 9 de julio de 2007. Comenzó en forma de aguanieve y terminó cubriendo de nieve gran parte de la ciudad y el conurbano. En las zonas suburbanas llegó a tener un espesor mucho mayor. Ocurrió a consecuencia de un gran viento polar que se extendió por todo el territorio de la Argentina.
Desde que se han obtenido registros sistemáticos del clima, en el año 1870, se sabe también de otra nevada considerable en 1918. Fenómenos de aguanieve se han dado en repetidas ocasiones, principalmente en el área suburbana.

## Historia

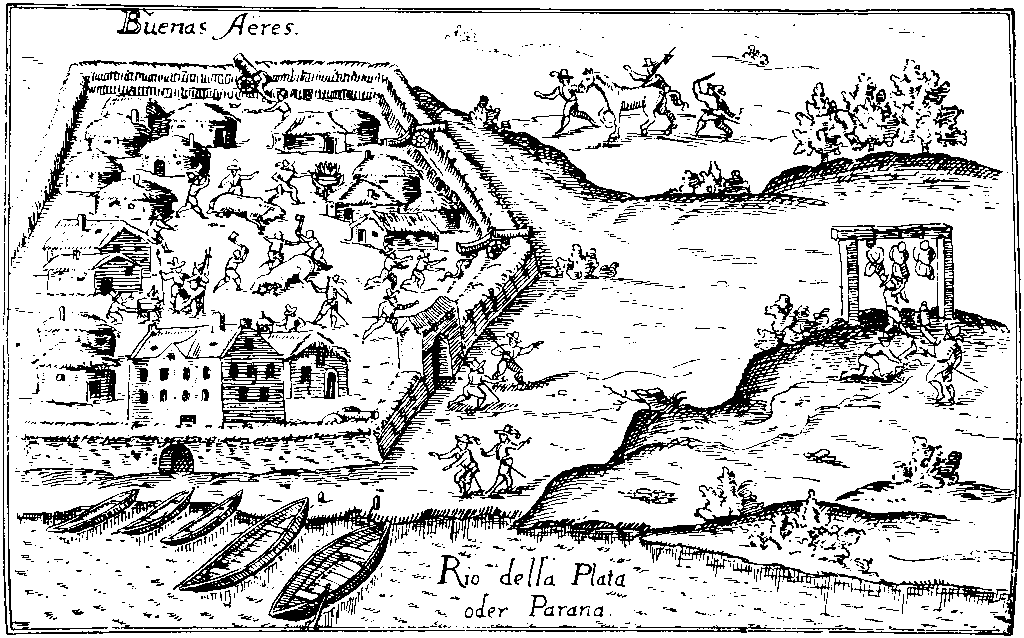
Buenos Aires en su primera fundación. Fue abandonada luego de cinco años en guerra con los indígenas que no autorizaron la radicación en sus tierras de los conquistadores españoles. (1536)

### Exploración
El 15 de enero de 1526, Diego García de Moguer zarpó desde La Coruña como capitán general de la armada al mando de una expedición de tres naves, financiada por comerciantes, para buscar la ruta de las especias, siguiendo la derrota de Elcano, pasando por el estrecho de Magallanes. En el camino, en febrero de 1528, se detuvo a explorar la zona del Río de la Plata, por lo que se le atribuye su descubrimiento.
El 24 de agosto de 1534 viajó, en una segunda expedición, en la carabela Concepción hacia el territorio del Río de la Plata, pasando por la isla de Santiago de Cabo Verde, luego al Brasil, donde ascendió el estuario del Plata de los ríos Uruguay y Paraná, convirtiéndose en uno de los primeros vecinos del primigenio asentamiento de Santa María del Buen Aire.

### 1536: Primera fundación de Buenos Aires
El 2 de febrero de 1536 (o 3 de febrero según otros historiadores), el español Pedro de Mendoza estableció un asentamiento al que le dio el nombre de Puerto de Nuestra Señora del Buen Ayre en una región habitada por indígenas pampas conocidos como querandíes.
Después de hambrunas y conflictos con los querandíes, la posición fue finalmente abandonada y destruida por los propios españoles a finales de junio de 1541.

El Imperio español en tiempos de la segunda fundación de Buenos Aires en 1580 y de su cabildo, bajo el reinado de Felipe II, distinguiendo el ámbito de cada Consejo territorial en el sistema polisinodial del Imperio español.
Territorios adscritos al Consejo de Indias.

### 11 de junio de 1580: Segunda fundación de Buenos Aires

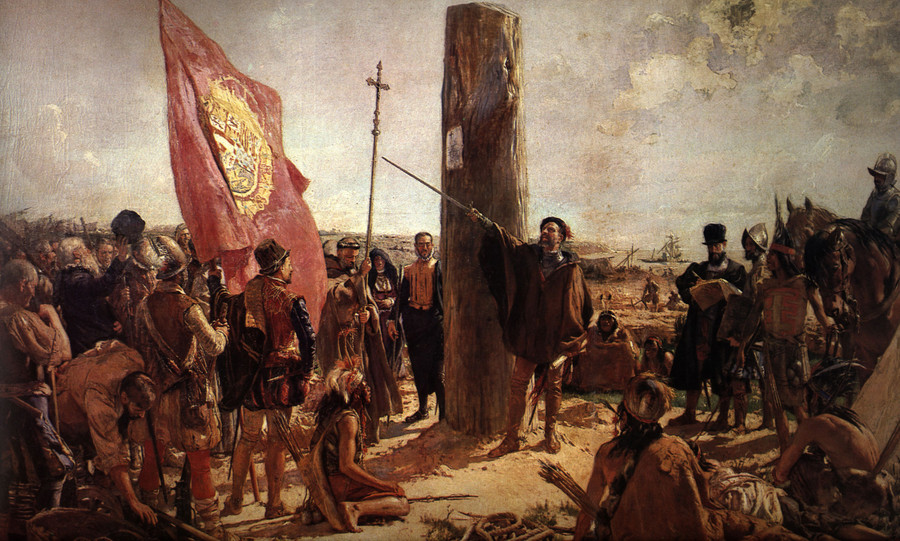
Fundación de Buenos Aires (1923), de José Moreno Carbonero. Segunda versión donde, debido a las críticas argentinas, fueron incluidos los fundadores guaraníes de la ciudad y Ana Díaz, la única mujer con derecho de vecindad.

La segunda fundación de Buenos Aires fue organizada en Asunción, por Juan Torres de Vera y Aragón designando al adelantado castellano de origen vasco o burgalés Juan de Garay como responsable de dicha misión. En enero de 1580 Garay reclutó en Asunción alrededor de 300 personas que constituirían la población inicial de Buenos Aires. La mayoría de ellos, unas doscientas personas, eran familias guaraníes. A ellos se sumaron 65 personas inscriptas como vecinas, muchas de ellas acompañadas por sus esposas e hijos. De los 65 vecinos inscriptos como tales, una era mujer, Ana Díaz. Ella misma era guaraní por parte de madre (las mujeres solteras o viudas mayores de 25 años tenían el derecho a ser consideradas «vecinas»). Del total del contingente, solo diez eran nacidos en España. Asunción proveyó ganado, plantas, forrajes y maderas para el nuevo asentamiento.
A fines de febrero 18 soldados salieron por tierra arreando las tropas de caballos y vacas. A mediados de marzo, zarpó el grueso del contingente, navegando por el río Paraguay/Paraná aguas abajo. La mayoría se desplazó en canoas tripuladas por los guaraníes. El resto se embarcó en la carabela «San Cristóbal de Buena Ventura», construida en Paraguay —la cual debía proseguir luego su viaje a España—, y en dos bergantines. Después de recalar en Santa Fe, fundada previamente y donde Garay tenía su familia, se reanudó el viaje a fines de mayo. El 29 de ese mes, la escuadrilla fondeó en el Riachuelo en el lugar donde estuvo el destruido fuerte de Mendoza. Se lo reputó inadecuado para la población y se buscó mejor emplazamiento. Al fin fue ubicado el lugar, según las crónicas una media legua al norte, en un lugar alto.
Allí, el sábado 11 de junio de 1580 tuvo lugar técnicamente la fundación de la ciudad, a la que se dio el nombre de Ciudad de la Trinidad , en el Puerto de Santa María de los Buenos Aires - ya que hasta entonces ni el poblado de los querandíes destruido por los lansquenetes ni el fuerte y puerto de Pedro de Mendoza representaban una ciudad según el concepto y normas españoles de la época.
De acuerdo a las ordenanzas y leyes de Indias, la ceremonia comenzó por la mañana en la futura plaza Mayor, hoy plaza de Mayo, cuando Garay hizo plantar una cruz en el sitio destinado para la iglesia. En seguida se constituyó el primer Cabildo y se erigió el Rollo de justicia en el centro de la plaza. Finalmente, Garay tomó posesión del territorio, echando mano a la espada, cortando con ella unas briznas de hierba y tirando estocadas según el ceremonial. Con estos ritos, quedó fundada la ciudad de Buenos Aires. 

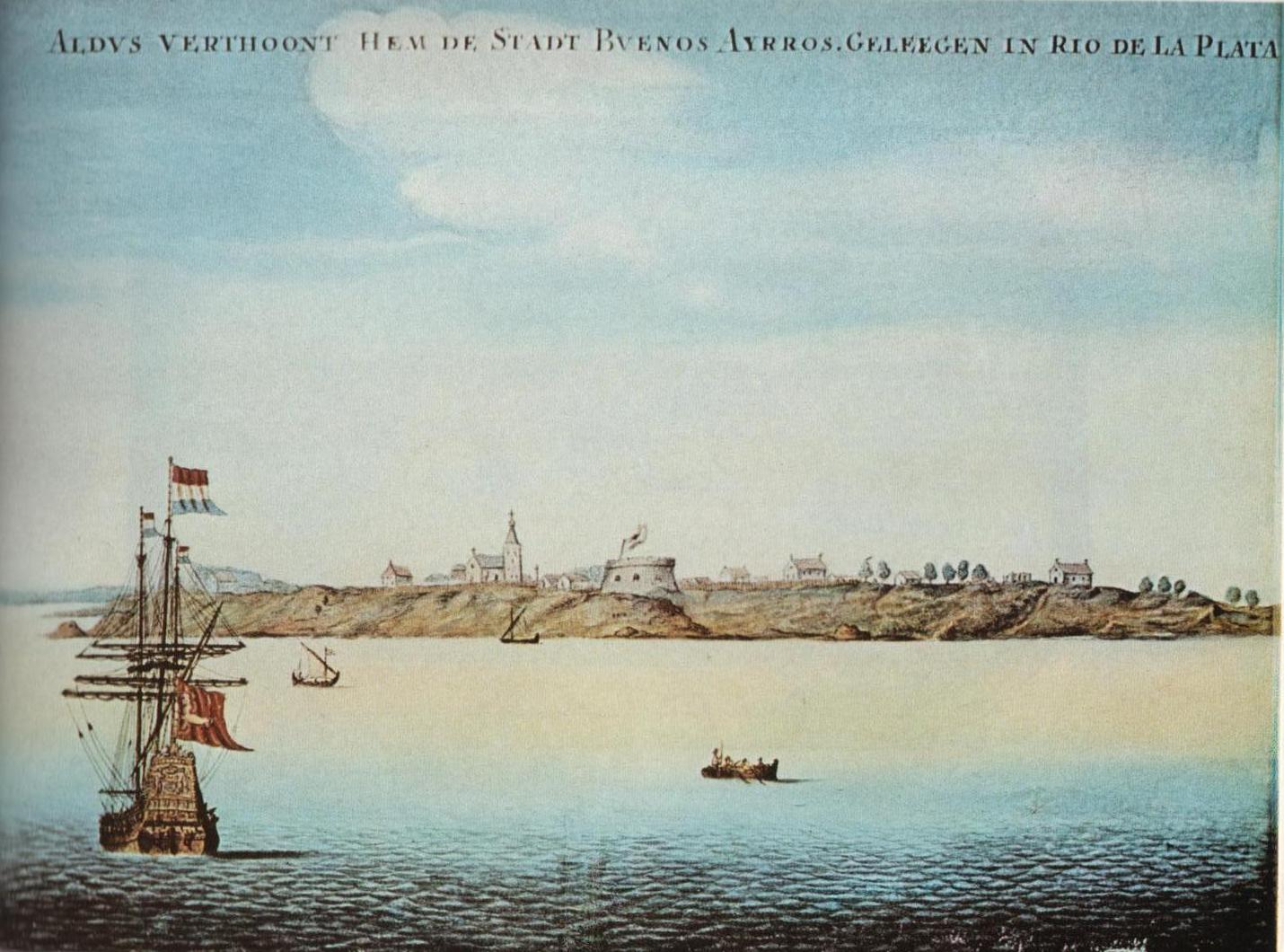
Primera vista conocida de Buenos Aires, pintada hacia 1628 por un neerlandés

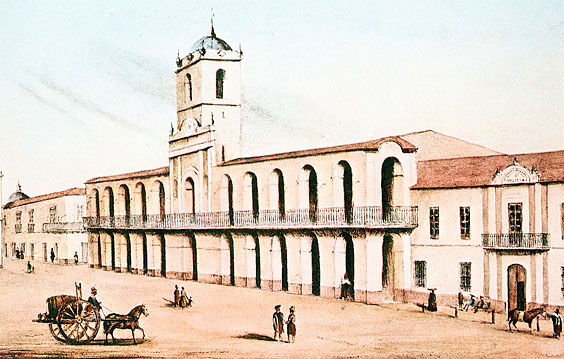
el Cabildo de Buenos Aires fue una institución fundada en 1580 y que funcionó hasta 1821, cuando fue reemplazada en sus funciones por la Junta de Representantes de Buenos Aires

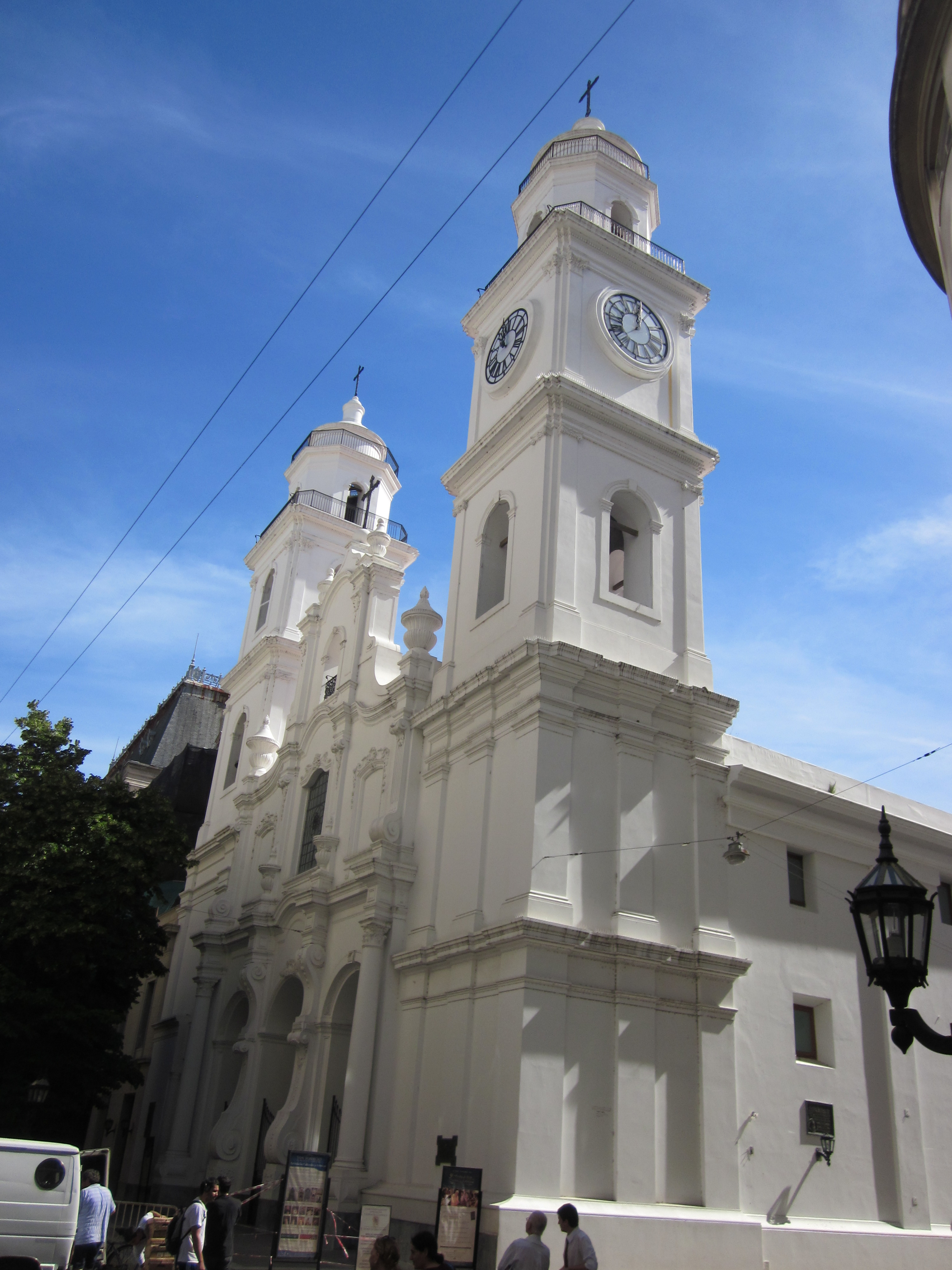
Iglesia de San Ignacio, el templo católico en pie más antiguo de la ciudad de Buenos Aires

La Cruz de Borgoña es la bandera de los reinos españoles

Originariamente Buenos Aires, nombre que reemplazó en la práctica al de Ciudad de la Trinidad, fue sede de una gobernación subordinada al Virreinato del Perú. Durante unos dos siglos los habitantes, más tarde designados como porteños, sufrieron muchas penurias: alejados de todo centro comercial importante, carecían de los elementos necesarios para mantener el estilo de vida europeo y eran incapaces de fabricarlos en la ciudad. La Corona, por su parte, privilegiaba los puertos sobre el Pacífico, por sus ricos cargamentos, y por lo tanto relegaba a Buenos Aires a un segundo plano, ya que solamente recibía dos navíos de registro por año, y hubo lustros en los que no llegó ninguno.
Esto llevó a que los habitantes (apenas unos 500 en 1602) buscaran burlar la ley y vivir del contrabando, que venía fundamentalmente desde Brasil. Este contrabando era pagado con la única fuente de riqueza que existió hasta principios del siglo XVII, que consistía en la venta del cuero que se obtenía de la matanza de rebaños (vaquerías) de bovinos sin dueños que vagaban por los campos. La carne, el sebo, las astas y demás se consumían localmente y se desechaban las sobras.
De hacia 1660 aproximadamente es una de las primeras descripciones de la ciudad de Buenos Aires, de parte del viajero Acarete du Biscay, contenida en la Relación de un viaje al Río de la Plata y de allí por tierra al Perú con observaciones sobre los habitantes, sean indios o españoles, las ciudades, el comercio, la fertilidad y las riquezas de esta parte de América.
En 1680 los portugueses, recientemente independizados de España, llegaron con una expedición a Colonia del Sacramento, en la costa opuesta del Río de La Plata, pretendiendo establecerse en ese territorio poco poblado pero dependiente del monarca castellano. El gobernador de Buenos Aires, José de Garro, después de enviarles un ultimátum ordenándoles su retirada, el cual fue rechazado, reunió a los habitantes, que sumaban unos tres mil hombres con contingenes provenientes de otras ciudades de la gobernación, incluidos guaraníes de las misiones, y atacó con éxito a los usurpadores. Esta contundente victoria fue muy celebrada en Buenos Aires y la hizo más prestigiosa en el seno de la Monarquía Hispánica.
A partir del siglo XVIII cobró gran auge en la ciudad el comercio de esclavos africanos, cuyos principales empresarios eran británicos. Muchos de estos esclavos quedaron afincados en la ciudad para realizar tareas domésticas en las casas de las familias más importantes. Esto llevó a que la ciudad llegara a tener un 25 % de población de origen africano sobre el total de sus habitantes.
La industria del cuero fue progresando, y hacia mediados del siglo XVIII existía una producción local importante. Por otra parte, dado que en Buenos Aires solo se podía prosperar por lo que uno tenía, el valor social no lo daban los apellidos o la cercanía con la aristocracia, sino el éxito logrado por mérito propio. A diferencia de otras ciudades vecinas, los prejuicios aristocráticos o de castas tenían menor preponderancia que la fortuna.
En 1776, la ciudad fue designada capital del recién creado Virreinato del Río de la Plata. Las causas principales de esta decisión se debieron a: la necesidad de frenar el avance portugués y británico en la región, el intento de terminar con el contrabando, y su localización estratégica sobre la ruta del Atlántico. Comenzó así un período de gran prosperidad, pues la ciudad fue beneficiada por la Corona española con un tipo de comercio más abierto, flexible y liberal, dado por el Reglamento de libre comercio. Buenos Aires podía introducir mercaderías de cualquier región, y conectarse con otros puertos, sin pedir permiso a las autoridades reales; de esta manera cortó con su dependencia política y comercial de Lima. La ciudad vivió un exponencial progreso entre 1780 y 1800, recibiendo además una fuerte inmigración, fundamentalmente de españoles, y en menor medida de franceses e italianos; y se pobló de comerciantes y los primeros estancieros.

### Invasiones extranjeras y proceso de independencia de España
Desde su creación hasta 1807 la ciudad sufrió varias invasiones. En 1582, un corsario inglés [cita requerida] intentó un desembarco en la isla Martín García pero fue rechazado. En 1587 el inglés Thomas Cavendish intentó apoderarse de la ciudad, sin lograrlo. En 1658 se produjo el tercer intento, ordenado por Luis XIV, rey de Francia, pero el Maestro de campo, don Pedro de Baigorri Ruiz, a la sazón gobernador de Buenos Aires, logró defender con éxito el puerto. El cuarto intento estuvo a cargo del aventurero Mr. de Pintis, pero el vecindario lo rechazó. En 1699 se produjo la quinta invasión a cargo de una banda de piratas daneses que fue rápidamente expulsada. Durante el gobierno de Bruno Mauricio de Zabala, el francés Étienne Moreau desembarcó en la costa oriental del Río de La Plata, donde las tropas españolas lo rechazaron y mataron.
En el marco de la guerra anglo-española —undécima guerra anglo-española—, en 1806, Gran Bretaña se había interesado en las riquezas de la región y España estaba aliada a Francia, enemigo de aquel imperio. El 27 de junio el mayor general inglés William Carr Beresford se apoderó de Buenos Aires, casi sin resistencia, pues no existía un ejército fuerte y organizado. Tomó el gobierno, pero fue derrotado el 12 de agosto de 1806 por un ejército proveniente de Montevideo comandado por el francés Santiago de Liniers.
En 1807 una segunda expedición inglesa al mando de John Whitelocke tomó la plaza fuerte de Montevideo y permaneció en este enclave por varios meses. El 5 de julio de 1807, Whitelocke intentó ocupar Buenos Aires, pero sus habitantes y las milicias urbanas, ahora organizadas  —y una vez más con ayuda de Liniers— derrotaron a los ingleses. La resistencia del pueblo y su participación activa en la defensa y la reconquista aumentó el poder y la popularidad de los líderes criollos, al tiempo que incrementaba la influencia y el fervor de los grupos independentistas. Buenos Aires ganó en poder militar (conformado principalmente por criollos) y prestigio moral. Paralelamente, quedó en evidencia la insuficiencia de la metrópoli en cuanto a enviar tropas que pudiesen defender a sus colonias, ahora deseadas con avidez por otras potencias emergentes. Todo esto, y la llegada de ideas liberales y fundamentalmente la ocupación de España por el ejército napoleónico, permitió la creación de movimientos emancipadores, que desataron en 1810 la Revolución de Mayo y la creación del primer gobierno patrio.
Como consecuencia de esto se produjo la deposición del poder de los españoles en beneficio de los criollos. La ciudad, de unos 40 000 habitantes, se transformó en un importante puerto consumidor de productos manufacturados que provenían principalmente de Gran Bretaña y se produjo el desmembramiento del Virreinato del Río de la Plata. Buenos Aires se constituyó en un primer momento en centro hegemónico, pero debió imponerse a las oligarquías provinciales, que tenían sus propios proyectos económicos.

### Hasta fines delsigloXIX

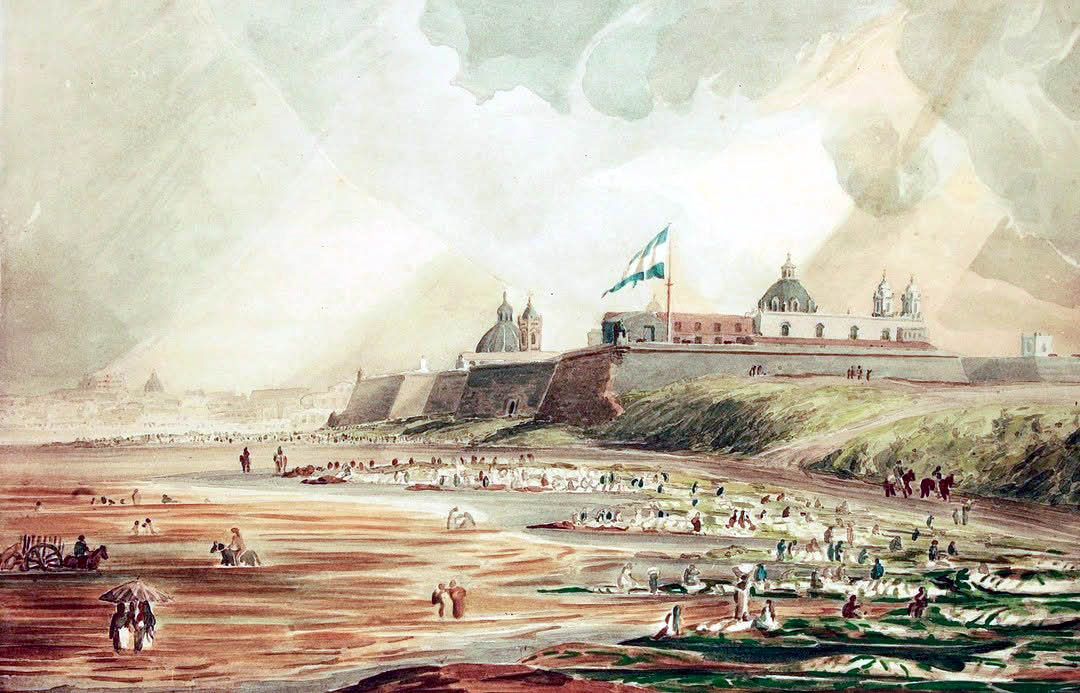
El Fuerte (donde actualmente se encuentra la Casa Rosada) y la costa del Río de la Plata hacia 1816

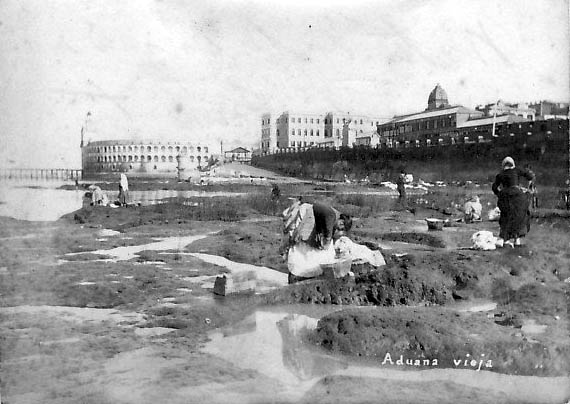
La misma vista en una fotografía de 1888. El Fuerte fue demolido y se observa la Aduana Taylor y la Estación Central de Buenos Aires

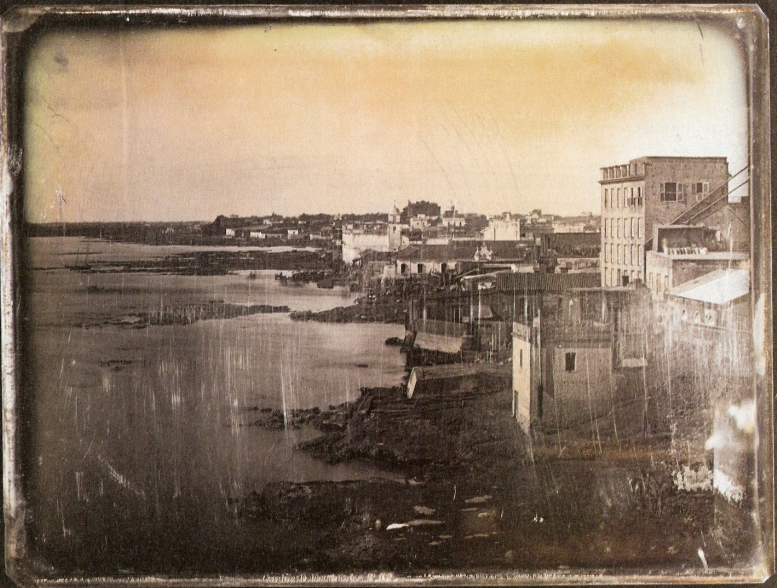
Antiguamente, el Río de la Plata llegaba a la altura de la avenida Paseo Colón. Una vista de la ribera desde el Fuerte, 1852

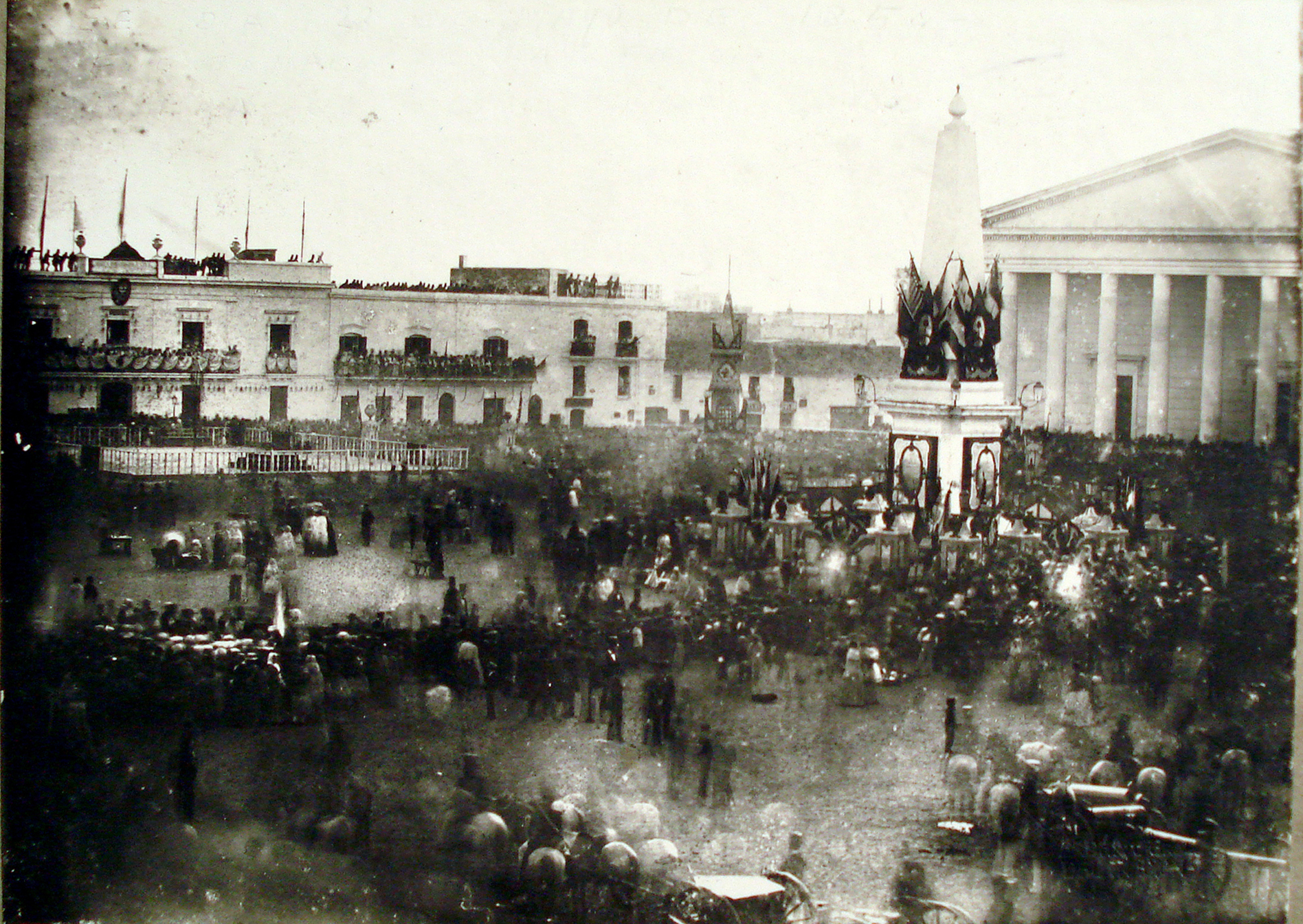
Jura de la Constitución del Estado de Buenos Aires, en 1854

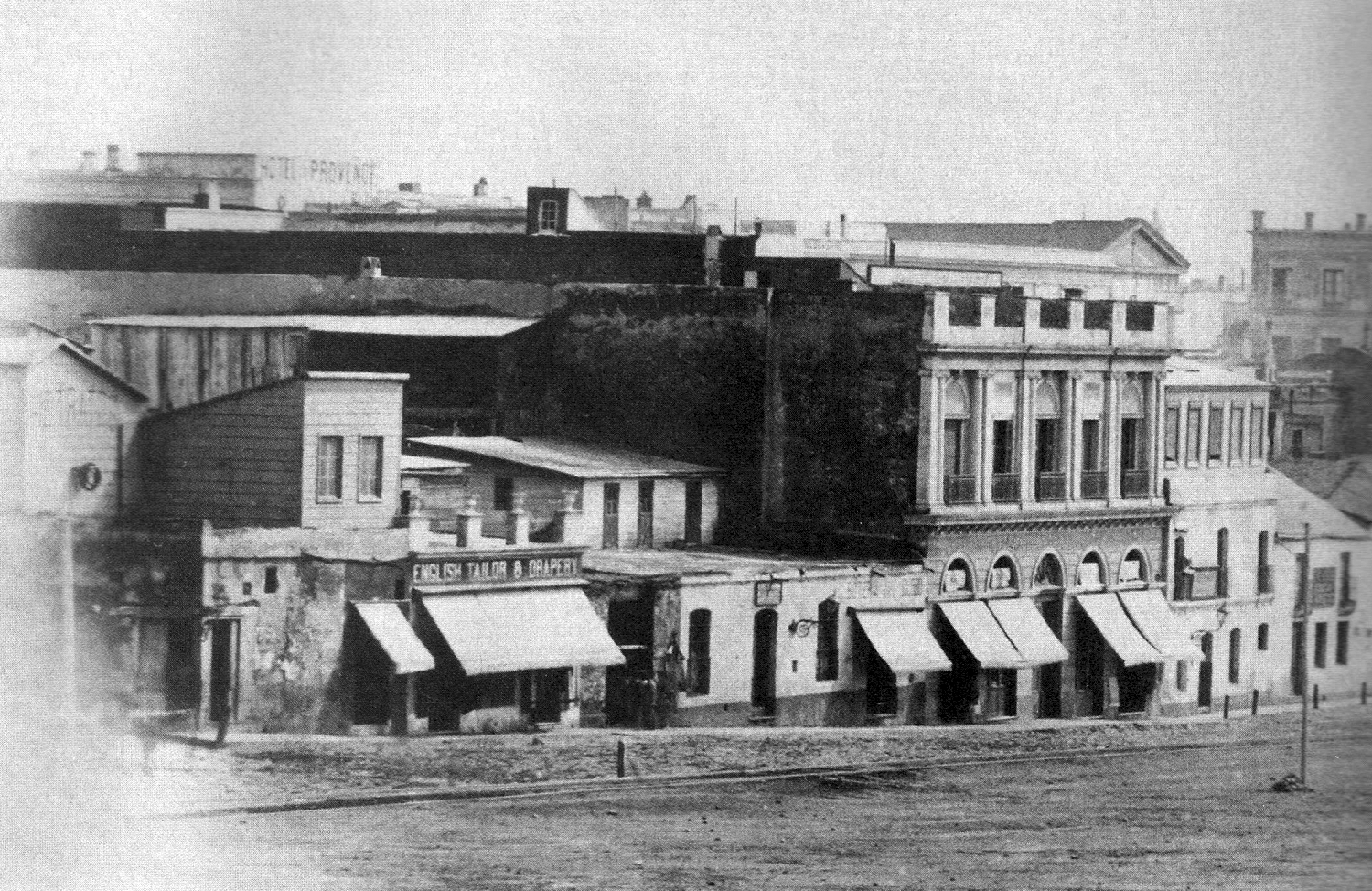
El paseo de Julio (actual avenida Leandro N. Alem) en 1867

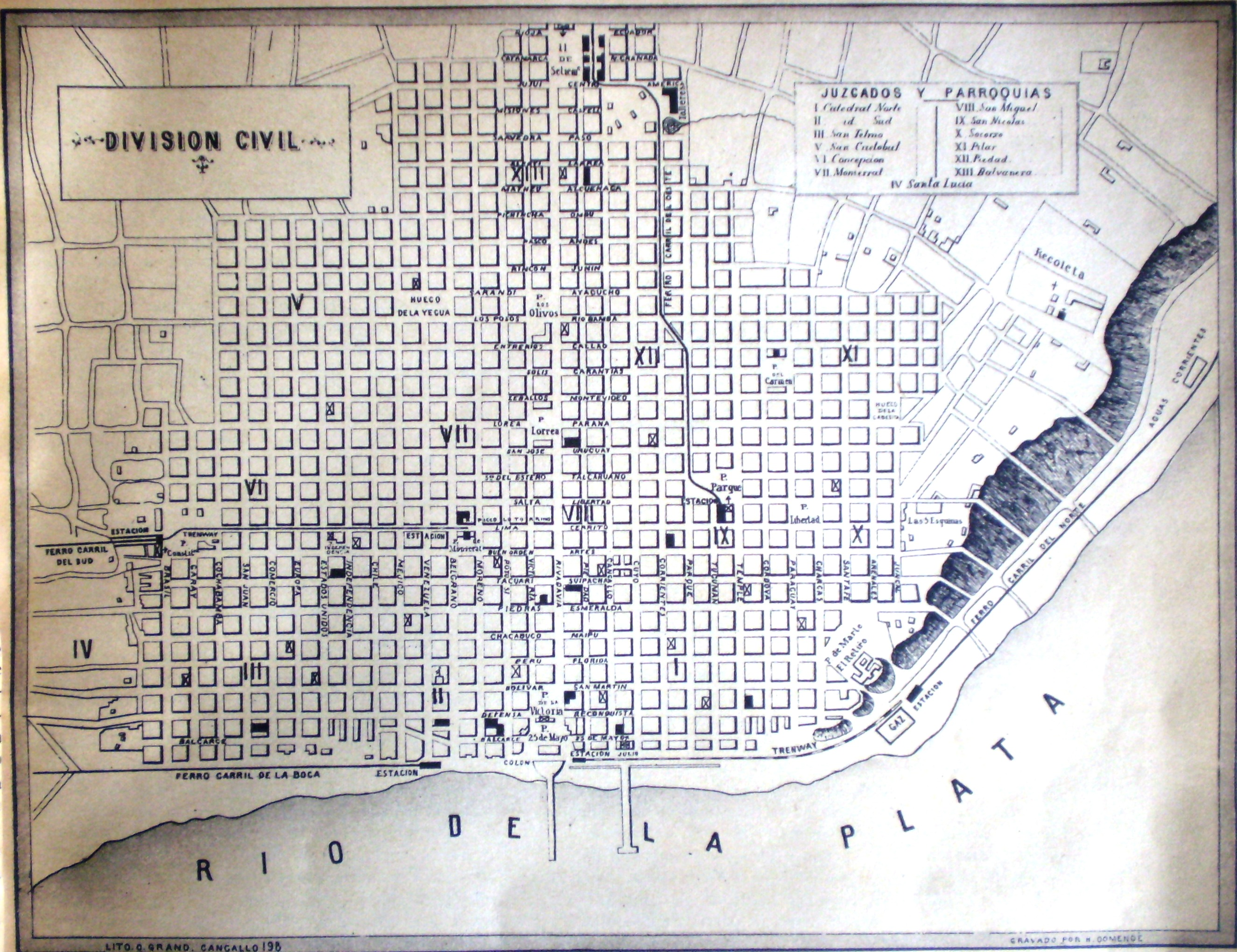
Plano de Buenos Aires en 1870

Partidos de la provincia de Buenos Aires antes de la federalización de la ciudad de Buenos Aires. En rojo, la ciudad actual con sus barrios

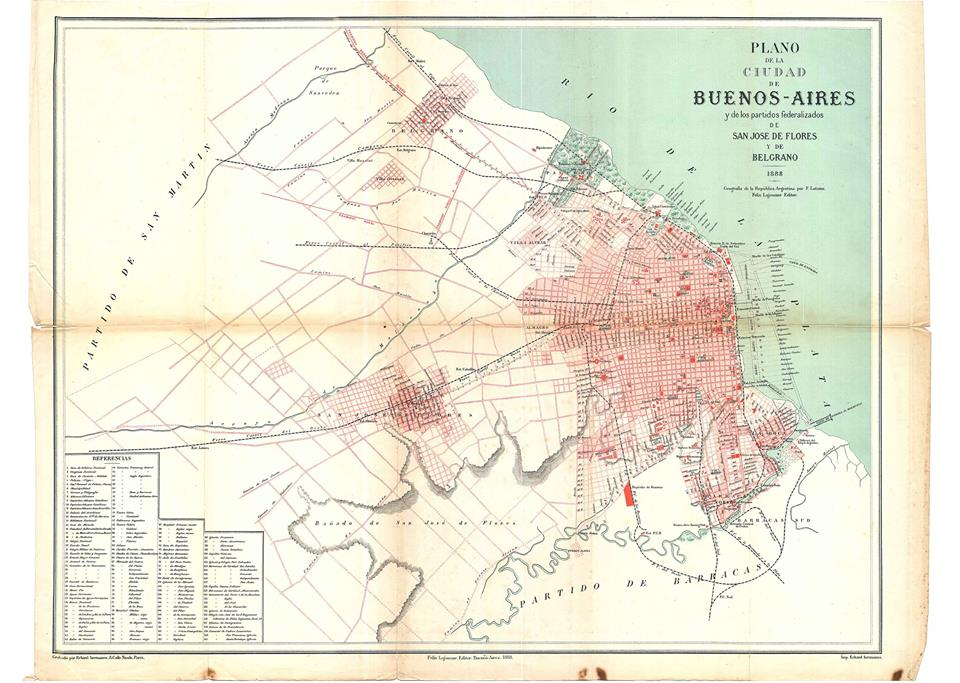
Plano de Buenos Aires en 1888

El gobierno que sucedió al virrey, la Primera Junta, consideró que tenía todos los poderes de aquel. Lo mismo entendieron los gobiernos que le sucedieron: Junta Grande, Primer y Segundo Triunvirato, y Directorios. La Primera Junta pretendió además designar a los gobernadores-intendentes, enviar ejércitos y recaudar los derechos de aduana. Esto hizo que el resto del virreinato sintiera que la revolución solo había sustituido el poder central del virrey por el de Buenos Aires, sin obtener ninguna ventaja.
En 1815 las provincias se rebelaron contra el gobierno central al ser designado Carlos María de Alvear como Director Supremo. Este fue depuesto tres meses después, lo que obligó a insuflar un nuevo motivo de fervor por la Revolución. Así surgió la necesidad de declarar, en el Congreso de Tucumán de 1816, lo que ya era un hecho: la independencia del virreinato con respecto a España. Aquel congreso se trasladó luego a Buenos Aires, y elaboró la Constitución de 1819, que no funcionó y fue desechada por los federales. Al año siguiente las fuerzas federales derrotaron al Directorio y se creó la provincia de Buenos Aires, siendo su primer gobernador Manuel de Sarratea quien firmó con los vencedores el Tratado del Pilar. Luego de un período de inestabilidad, Martín Rodríguez fue designado gobernador y sus ministros, entre los que se destacaba Bernardino Rivadavia, iniciaron un período de orden y reformas: se creó el Registro Nacional, se fundó la Administración de Vacuna y el Archivo General de Buenos Aires y se inauguró la Bolsa Mercantil. En el aspecto cultural se destacó la inauguración de la Universidad de Buenos Aires y se creó la Sociedad de Ciencias Físicas y Matemáticas.
A fines de 1824 se reunió un congreso para redactar una constitución nacional pero a los pocos meses estalló la guerra del Brasil, lo que obligó a formar un ejército urgentemente, y se pensó que también se tenía que formar un Poder Ejecutivo Nacional para unificar el mando militar.
De modo que, sin empezar siquiera a discutir una constitución que le diera marco legal al cargo, el 6 de febrero de 1826 se sancionó la ley de presidencia, creando un Poder Ejecutivo Nacional Permanente, con el título de «Presidente de las Provincias Unidas del Río de la Plata».
Se nombró a Rivadavia como el primer presidente en febrero de 1826, lo que no fue bien recibido en las provincias.
Rivadavia presentó a ese congreso un proyecto de capitalización de Buenos Aires, con el cual la ciudad y gran parte de la campaña circundante se proclamaba capital del Estado. El federalismo porteño se opuso, en defensa de las instituciones de las provincias garantizadas por la ley fundamental, en especial el puerto y la aduana, principal fuente de recursos de la provincia. No obstante, la ley fue sancionada en 1826. El gobernador de la provincia de Buenos Aires, Las Heras, cesó en su cargo por decreto del Poder Ejecutivo. La Junta de Representantes fue disuelta, y se nacionalizaron el ejército de la provincia, las tierras públicas, la aduana y todas las propiedades provinciales. Los hacendados, alarmados por las consecuencias que podía tener la capitalización, dejaron de apoyar a Rivadavia, y este quedó políticamente aislado. Tres meses luego la Constitución de 1826 se aprobó pero las provincias la rechazaron.
Mientras tanto, en 1825, desembarcó en la Banda Oriental la expedición libertadora de Juan Antonio Lavalleja y sus Treinta y Tres Orientales y luego de poner sitio a Montevideo reunieron un congreso que declaró que la Provincia Oriental se reincorporaba a las Provincias Unidas del Río de la Plata. El Congreso Nacional aceptó la reincorporación pero Rivadavia decidió entonces deshacerse de la guerra con Brasil ya que un bloqueo naval impuesto por aquel afectaba el comercio, base de la recaudación de rentas del estado. A pesar de la contundente victoria sobre Brasil se firmó un tratado deshonroso que reconocía la soberanía del Imperio sobre la Banda Oriental y se comprometía a pagarle al enemigo una indemnización. Aunque ante las críticas Rivadavia rechazó el convenio, igualmente sufrió el costo político del pacto, que iba a ser una de las razones de su posterior renuncia.
Durante la llamada «época de Rivadavia» la ciencia y la cultura prosperaron significativamente. Su impulso reformista dio a la vida intelectual una dinámica desconocida hasta entonces, creando un clima propicio que fructificó en diversos campos a través de la obra personal de muchos individuos.
Las medidas centralistas incrementaron la enemistad de las provincias con su gobierno y la guerra con el Brasil agotó los recursos. Rivadavia tuvo que renunciar y se exilió en Inglaterra. Así, el régimen presidencial concluyó y nuevamente cada provincia se gobernó por sus propias instituciones confiando en Buenos Aires el manejo de las Relaciones Exteriores. La mayoría de los protagonistas comprometidos con el régimen caído emigró, empobreciéndose el quehacer intelectual de tendencia europeizante, principalmente en Buenos Aires.
Se abrió entonces un período de cuestionamiento a los supuestos que hasta entonces habían fundamentado las relaciones porteñas con el resto del país. En 1829, Juan Manuel de Rosas llegó al poder después de derrotar al Partido Unitario. En 1831 derrotó al ejército unitario y dejó el gobierno en 1832 para volver en 1835, asegurándose la suma del poder público, encabezando una coalición formada por la mayor parte de la élite federal y tradicionalista de la ciudad.
Rivadavianos y unitarios se vieron obligados a emigrar.
El censo de 1836 realizado en la ciudad a pedido de Rosas indicaba que había 62 000 habitantes. En 1852 ya había 85 000 en 350 manzanas edificadas.
Rosas sancionó una Ley de Aduanas que protegía la producción de las provincias, pero aumentaba notablemente los ingresos de Buenos Aires. En esta época la ciudad enfrentó airosamente el Bloqueo francés y el Bloqueo anglofrancés.
Al derrotar Urquiza a Rosas en la batalla de Caseros, este último se exilió en Inglaterra, y así en Buenos Aires el centro de poder político quedó en manos de liberales y unitarios. Vicente López y Planes fue designado gobernador provisorio de la provincia de Buenos Aires y por el Acuerdo de San Nicolás la aduana de la ciudad fue nacionalizada, y sus ingresos manejados por Urquiza, al designárselo Director de la Nación.
Pero la Legislatura de Buenos Aires, gracias al alegato de Bartolomé Mitre, rechazó el acuerdo, lo que provocó la renuncia del gobernador López. Urquiza pretendió asumir la conducción de Buenos Aires, pero los porteños, tras la revolución de septiembre de 1852, retomaron el control de la ciudad.
De esta manera, si bien el Estado de Buenos Aires no se declaró libre, se apartó del resto de las trece provincias que conformaron la Confederación Argentina.
A partir de Caseros la ciudad se abrió hacia la inmigración. Miles de europeos, especialmente de Italia y España, le cambiaron la fisonomía a la ciudad y a su idiosincrasia. Se realizaron construcciones de todo tipo, incluyendo el primer ferrocarril de la Argentina, que unía la ciudad con el pueblo de Flores, que en aquel entonces estaba en la provincia. Los palacios y casas fueron construidos u ornamentados al estilo italiano, reemplazando al «estilo colonial».
La fundación en 1854 de la Municipalidad permitió ordenar la ciudad. Pero la falta de higiene era un gran problema y fue recién después de la epidemia de fiebre amarilla de 1871, que diezmó literalmente la población, que se mejoró el problema del agua corriente y se mejoraron las condiciones de vida de la población, que en algunos lugares vivía hacinada y en 1875 se creó el amplio espacio verde del parque Tres de Febrero.
Durante el largo proceso que llevó a la creación del Estado Nacional Argentino, Buenos Aires fue elegida lugar de residencia del Gobierno Nacional, aunque este carecía de autoridad administrativa sobre la ciudad, que formaba parte de la provincia de Buenos Aires.
La necesidad del gobierno nacional de federalizarla, sumada al movimiento de tropas ordenado por el gobernador de la provincia, Carlos Tejedor, produjo en 1880 una serie de enfrentamientos que terminarían con la derrota de la provincia de Buenos Aires y la federalización de la ciudad. Posteriormente, la provincia cedió los partidos de Flores y Belgrano, que fueron anexados al territorio de la Capital Federal, recibiendo a cambio una compensación económica.
En 1882 el Congreso Nacional creó las figuras del Intendente y el Concejo Deliberante de la ciudad. El intendente no era elegido por voto popular, sino que era designado por el presidente de la Nación en conformidad con el Senado. El primero en ejercer el nuevo cargo fue Torcuato de Alvear, designado en 1883 por Julio A. Roca. En cambio el Concejo Deliberante sí era votado por los habitantes.
Además la ciudad se volvió cosmopolita, a diferencia del resto del país, y desarrolló una potencialidad financiera y cultural. La Nación hizo todo lo posible por agrandar y embellecer la ciudad que ahora le pertenecía. De 337.617 habitantes en 1880, la ciudad pasó a tener en 1895 la cifra de 649.000, de los que solamente 320 000 eran nativos.

### Hasta la actualidad

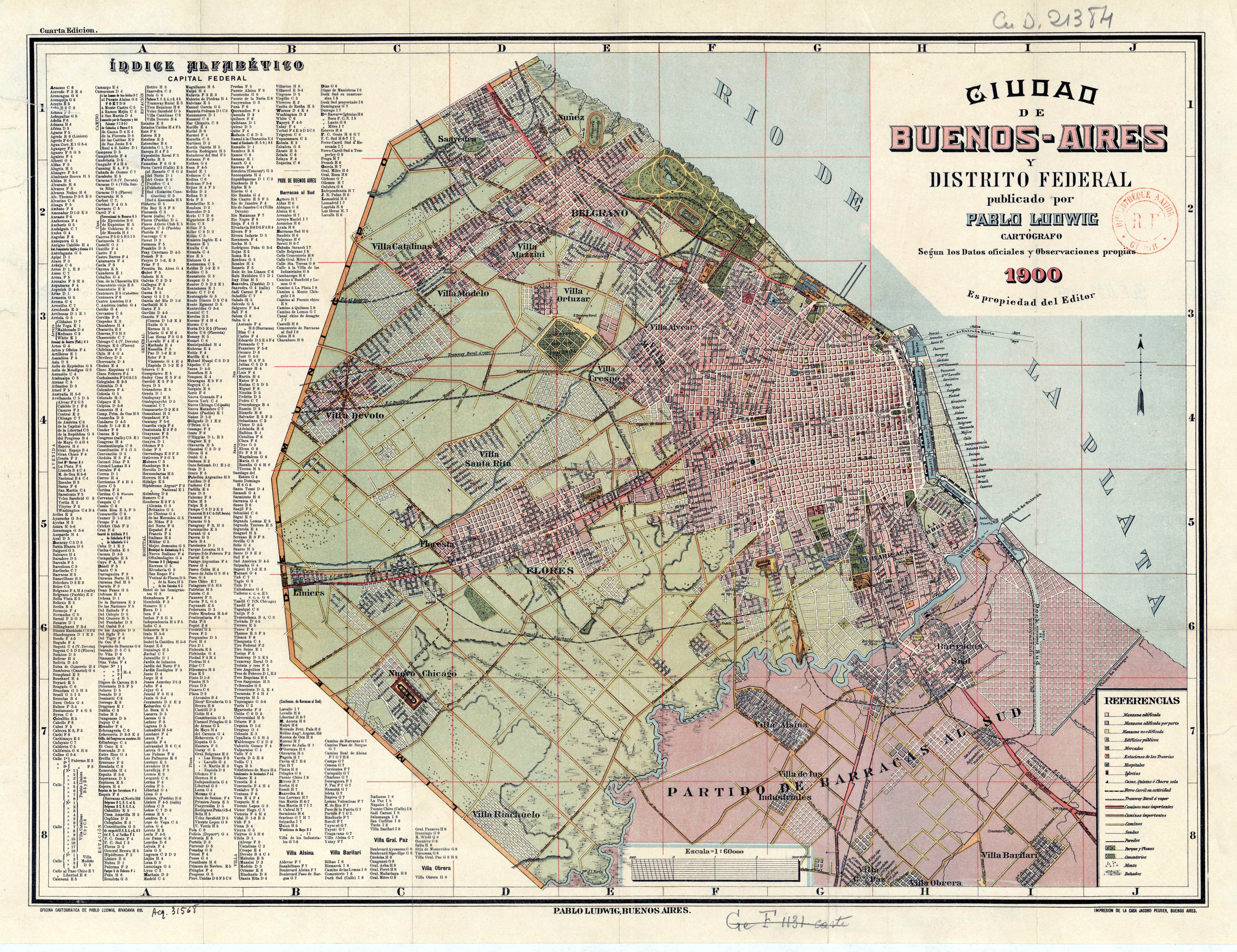
Plano de Buenos Aires en 1900.

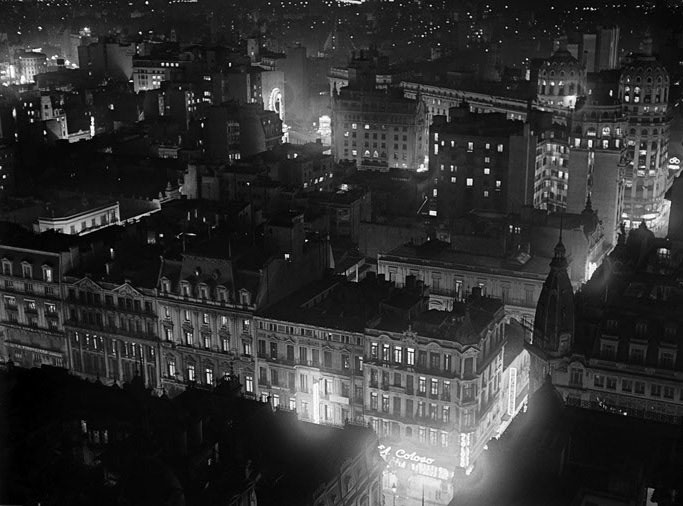
Vista noctura de la Avenida de Mayo y la Avenida Roque Sáenz Peña desde el Palacio Ayerz.

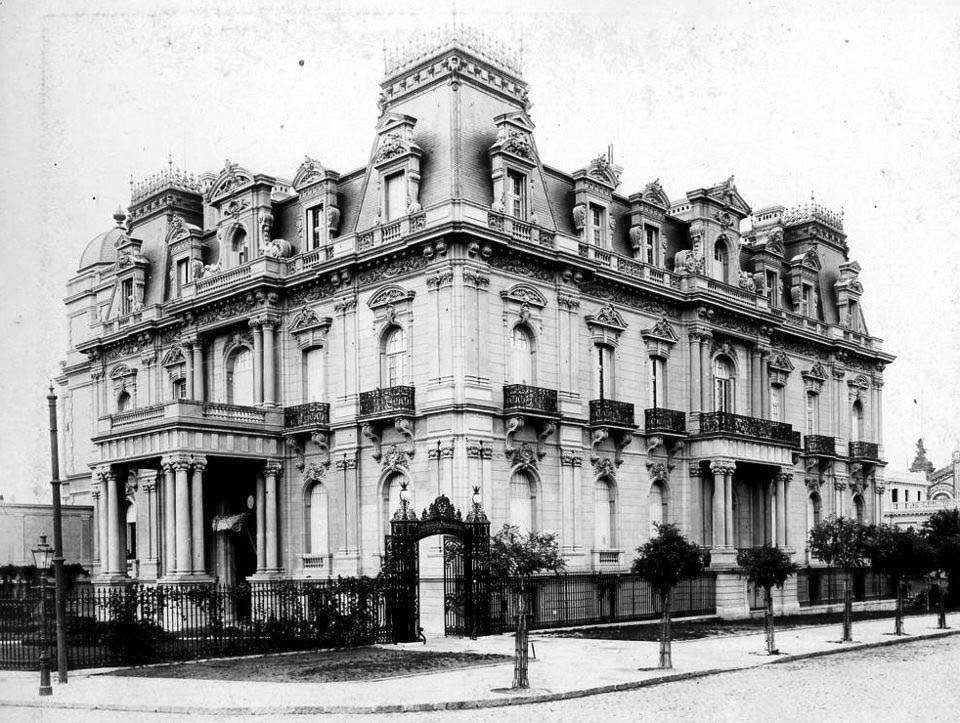
El desaparecido Palacio Ortiz Basualdo Dorrego fue construido en 1904 y demolido en 1969.

Hacia fines del siglo XIX y principios del siglo XX la ciudad sufrió una transformación importante; la prosperidad económica que atravesaba el país sumada a las preparaciones para el I Centenario que se celebraría en 1910 permitieron que la infraestructura urbana se desarrollara. Se mejoraron los servicios públicos y en 1913 contó con el primer subterráneo de Iberoamérica. En lo urbanístico se modificó en estilos, edificios altos y en la traza urbana. Se discutieron y formularon planes para hacer de la metrópolis el símbolo de una nueva y progresista nación.
El aumento del tráfico comercial requería la construcción de un nuevo puerto en la ciudad. Eduardo Madero había presentado varios proyectos para su construcción en 1861 y 1869, pero fue en 1882 cuando su proyecto es aceptado gracias a su tío Francisco Madero, vicepresidente de la Nación durante la primera presidencia de Julio Argentino Roca. El puerto fue inaugurado en 1884, pero la dársena norte y el dique 4 fueron inaugurados recién en 1897. Este puerto tuvo muchas deficiencias, por lo que en 1908 el Congreso de la Nación estableció la construcción del Puerto Nuevo, que fue inaugurado en forma provisoria en 1919, compuesto por dársenas abiertas y ubicado al norte de la avenida Córdoba.
Pero no todo era prosperidad en la ciudad de Buenos Aires. Los festejos del Centenario se desarrollaron bajo estado de sitio, declarado a raíz de la huelga general sucedida el año anterior luego de la sangrienta represión en plaza Lorea a una manifestación anarquista, que dejó ocho muertos y más de cien heridos, y que luego se daría a conocer como la «Semana Roja». En enero de 1919 fueron asesinados setecientos obreros y hubo cerca de cuatro mil heridos luego de un conflicto desatado a raíz de una huelga en los talleres metalúrgicos Pedro Vasena e Hijos, hecho que sería recordado como la «Semana Trágica».
Desde 1895 a 1914, a raíz de la llegada de las grandes corrientes inmigratorias, la ciudad creció con una de las tasas anuales más grandes del mundo y en 1914 era la duodécima ciudad más grande del mundo con 1 575 000 habitantes, y también creció cultural y comercialmente.
Esta inmigración provocó cambios en la fisonomía de la ciudad. Era frecuente la construcción de conventillos, viviendas precarias que eran alquiladas a los recién llegados, quienes debían convivir en una situación de hacinamiento y falta de higiene. También comenzaron a formarse las primeras villas de emergencia, que si bien se desarrollaron a partir de la década de 1930, existían desde fines del siglo XIX.

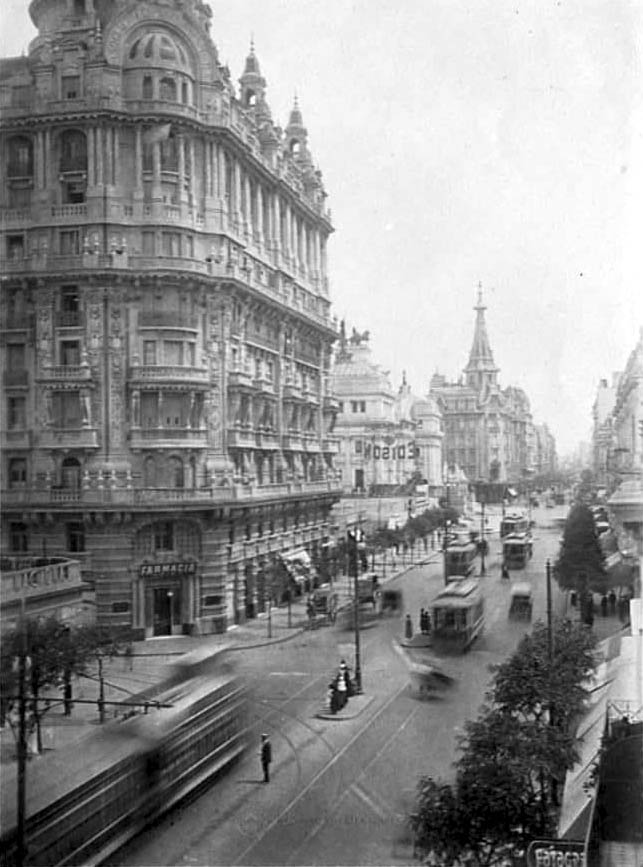
El edificio de la "Asociación Española de Mutualidades" en 1920.

Durante finales del siglo XIX y principios del siglo XX existió un gran desarrollo del sistema tranviario. La primera línea de tranvía fue inaugurada el 14 de julio de 1863. Para la década de 1920 la red contaba con 875 km de líneas, 3000 vehículos y 12 000 empleados. El sistema continuó funcionando hasta el 19 de febrero de 1963, luego de lo cual la ciudad se queda sin tranvías hasta que se inaugura el PreMetro el 27 de agosto de 1987, salvo por un servicio histórico que funciona en el barrio de Caballito los feriados y fines de semana desde 1980 —el «Tramway Histórico de Buenos Aires»— proporcionado por la Asociación Amigos del Tranvía.
En 1936 se construyó el Obelisco y el año siguiente se inauguró el primer tramo de la avenida 9 de Julio, cuya extensión sería ampliada varias veces en las décadas siguientes.
En 1941, tras 4 años de obras, se inauguró la avenida General Paz. Desde ese entonces, le sirve de límite con la provincia de Buenos Aires, si bien dichos límites habían sido fijados por ley en 1887.
Durante los gobiernos de la Revolución del 43 y los mandatos de Juan Domingo Perón, a raíz de un fuerte proceso de migración interna, la ciudad aumentó su población tanto dentro de sus límites administrativos como en los partidos de la provincia de Buenos Aires lindantes con la misma, lo cual llevó a la conformación de la megaciudad conocida como Gran Buenos Aires.
En 1955 la ciudad sufrió el bombardeo de la Plaza de Mayo por un grupo de militares y civiles opuestos al gobierno del presidente Juan Domingo Perón con la intención de derrocarlo. En el hecho murieron 308 personas y hubo más de 700 heridos.
Hacia 1976 (en plena dictadura militar), con vistas a un parque automotor en constante expansión, fue ideado el Plan de autopistas urbanas, firmemente ejecutado por el intendente Cacciatore, que contemplaba una red de autopistas con peaje.
La construcción comenzó en 1978, y las autopistas 25 de mayo y Perito Moreno fueron finalmente inauguradas el 6 de diciembre de 1980.
Una importante cantidad de terrenos fueron expropiados, en muchos casos de manera forzada, y con profundo malestar y rechazo de gran parte de los vecinos afectados. Muchos de ellos fueron trasladados a barrios construidos por proyectos estatales de vivienda. Otras obras fueron comenzadas y luego abandonadas, y dichos terrenos fueron ocupados ilegalmente.
El 17 de marzo de 1992 a las 14:45 horas, un coche bomba explotaba contra el edificio de la Embajada de Israel causando 29 muertes, pero no sería el único, ya que el hecho se repetiría el 18 de julio de 1994 a las 9:53, esta vez contra la sede de la AMIA, causando 85 muertos y más de 300 heridos.
Tras la Reforma de la Constitución Argentina de 1994 la ciudad pudo contar con su propia Constitución y con un gobierno autónomo de elección directa. En las primeras elecciones del Poder Ejecutivo, efectuadas en 1996, resultó ganadora la fórmula radical, convirtiendo a Fernando de la Rúa en el primer jefe de Gobierno.
De la Rúa renunciaría a su cargo en 1999 para asumir la Presidencia de la Nación, siendo su mandato completado por el vicejefe Enrique Olivera.

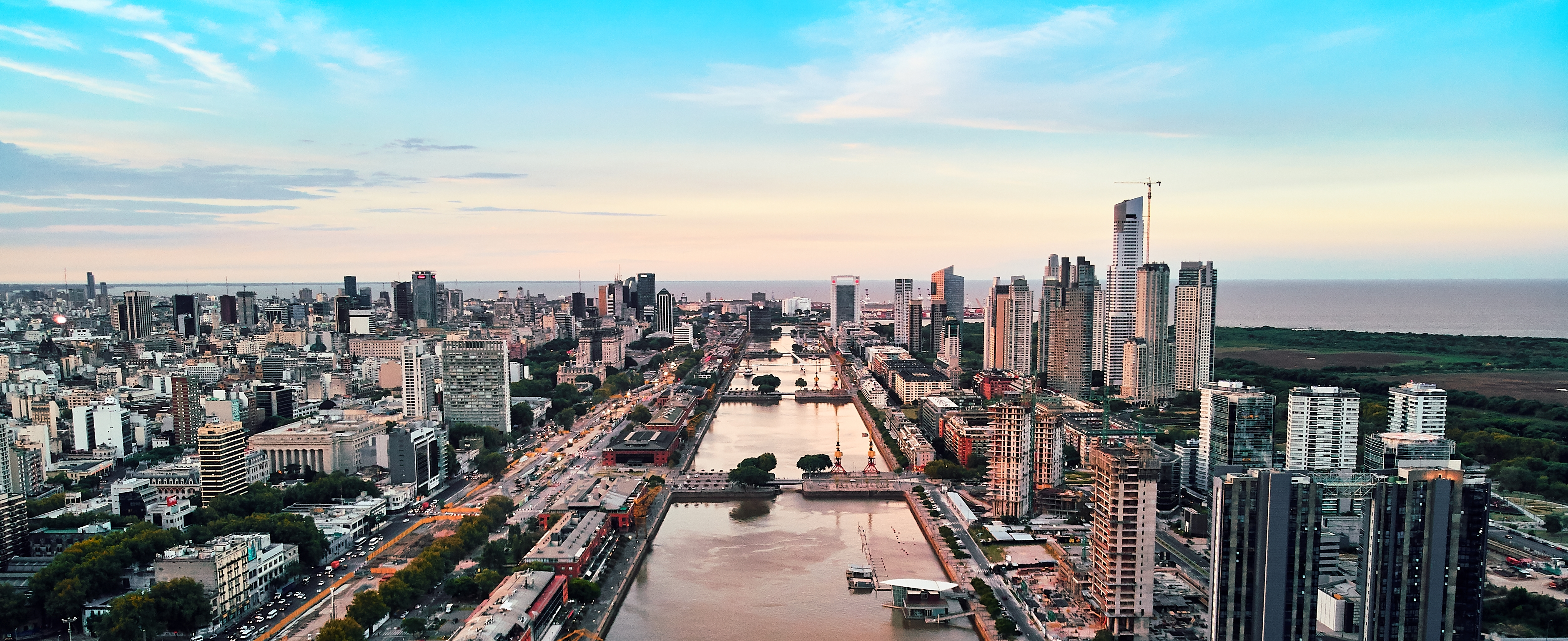
Panorámica de los edificios de Buenos Aires en Puerto Madero.

Durante los años siguientes la ciudad continuó con su desarrollo cultural y de su infraestructura. Comenzaron nuevas obras de ampliación de la línea de subterráneos; a la vez que fueron inaugurados y refaccionados diferentes museos, teatros y centros culturales.
En diciembre de 2001 la ciudad fue testigo de algunos de los cacerolazos y marchas que pedían la renuncia del ministro de Economía, Domingo Cavallo, y del presidente de la Nación, Fernando de la Rúa. La represión policial ordenada por el Gobierno Nacional causó varios muertos tanto en las cercanías de la Casa Rosada como en las del Palacio del Congreso. El conflicto finalizó con la renuncia del presidente, y dio lugar a una de las peores crisis institucionales que sufrió la República Argentina.
En 2003 fue promulgada la Unión Civil, tanto para las parejas homosexuales como para las heterosexuales, convirtiéndose en la primera ciudad en América Latina en oficializar dichas uniones.
En el 2004 la ciudad sufrió una de sus mayores tragedias cuando en un recital de rock el 30 de diciembre se produjo un incendio en el local bailable República Cromañón al momento de arrojar en su interior, por parte de los asistentes al mismo, bengalas causando un incendio de dejó 193 muertos y 1432 heridos.
Este hecho produjo una investigación en un juicio político para determinar la responsabilidad política del jefe de Gobierno Aníbal Ibarra; tras el cual, la Legislatura decidió suspenderlo y luego destituirlo, siendo reemplazado definitivamente por el Vicejefe de Gobierno Jorge Telerman el 7 de marzo de 2006. En el juicio penal iniciado después, se comprobó que Aníbal Ibarra no era culpable y resultó sobreseído, fallo que luego quedó firme.
En el año 2007 se producen las elecciones para jefe de Gobierno y legisladores. El 10 de diciembre de 2007 Mauricio Macri asumió el cargo de jefe de Gobierno, luego de vencer la fórmula compuesta por él y Gabriela Michetti, en la segunda vuelta de las elecciones realizadas en junio del mismo año, al binomio Daniel Filmus-Carlos Heller con el 60.96 % de los votos. Dicha fórmula había triunfado también en la vuelta previa al obtener el 45.62 %, con una diferencia de más del 20 % respecto de sus principales competidores. En la misma fecha también asume Aníbal Ibarra el cargo de legislador en la Legislatura Porteña, tras haber ganado en las elecciones legislativas.
En 2010 en la ciudad se realizaron los actos centrales del Bicentenario de Argentina, durante los cuales también se celebró la reinauguración del Teatro Colón, luego de los trabajos de restauración hechos a raíz de su deterioro.

### Proyecto de traslado de la capital
En 1868 el presidente Bartolomé Mitre vetó la Ley 252, que pretendía mudar la capital a la ciudad de Rosario. Domingo Sarmiento también vetó dos leyes que pretendían mudarla al mismo destino: la Ley 294 en 1869 y la 620 en 1873. También vetó en 1870 la ley 462, que pretendía trasladarla a Villa María.

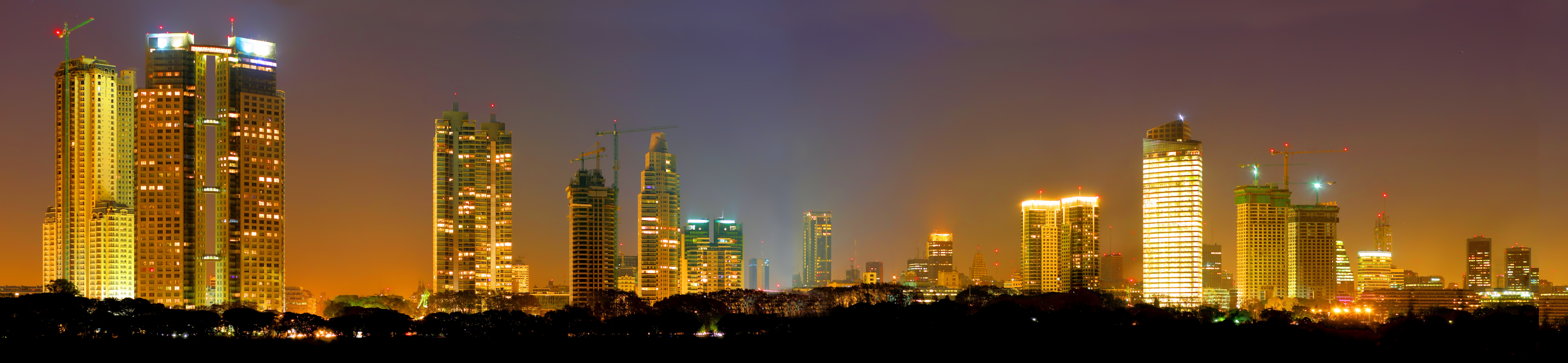
Vista nocturna de Puerto Madero.

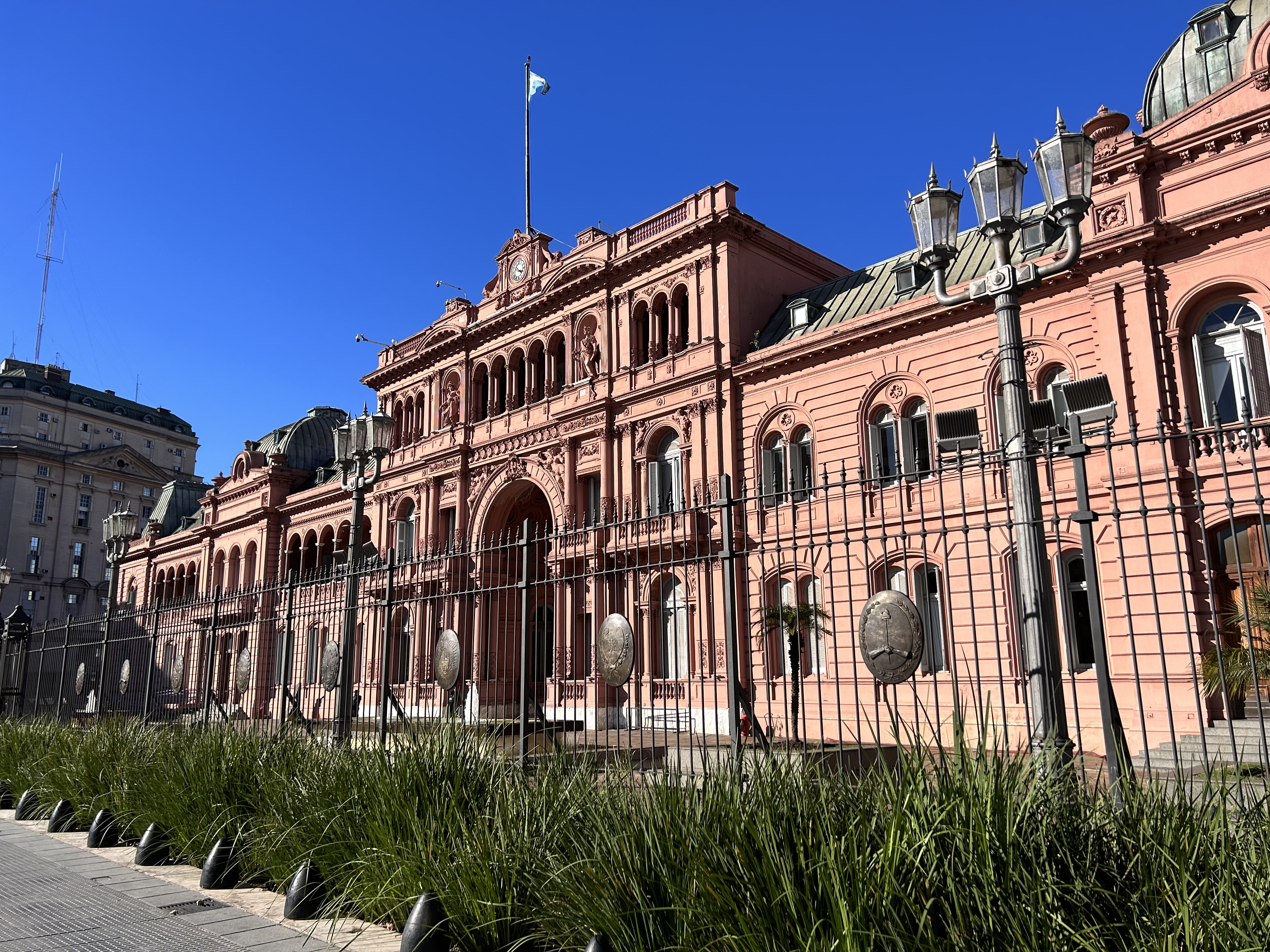
Fotografía de Casa Rosada, tomada en abril de 2024

El 3 de mayo de 1972, durante la presidencia de facto del general Alejandro Agustín Lanusse, se dictó el decreto-ley 19.610, el cual declaraba la necesidad de trasladar la capital de la nación fuera de la ciudad de Buenos Aires.
El 27 de mayo de 1987, durante la presidencia de Raúl Alfonsín, el Congreso de la Nación sancionó la ley 23.512, en la que se declaraba como la nueva capital federal a los núcleos urbanos erigidos y por erigirse en un futuro en el área de las ciudades de Viedma, Carmen de Patagones y Guardia Mitre (Distrito Federal de Viedma-Carmen de Patagones), junto con un amplio territorio de campos en la zona del Valle Inferior del río Negro, cedido por las Legislaturas de las provincias de Buenos Aires y Río Negro. Este proyecto, el cual es conocido como Proyecto Patagonia, tenía como objetivo no solo descentralizar la ciudad de Buenos Aires, sino también poblar y desarrollar la región patagónica. Para cumplir con el proyecto, el 21 de julio de 1987, a través del decreto 1156, se creó el Ente para la Construcción de la Nueva Capital-Empresa del Estado (ENTECAP).
Cuando Carlos Saúl Menem asumió la presidencia, en 1989, decidió disolver el ENTECAP.
Con el proyecto de traslado de la capital se abrió un debate sobre la eventualidad de que la ciudad retornara a la jurisdicción de la provincia de Buenos Aires, lo que se resolvió con el artículo 6.º de la ley 23.512, el cual establece la provincialización de la ciudad una vez que las autoridades federales estuvieran radicadas en su nueva sede y que se debería convocar a una Convención Constituyente para organizar sus instituciones. Tras vencerse los plazos de vigencia de las cesiones hechas por la provincia de Buenos Aires (el 12 de noviembre de 1991) y por la de Río Negro (el 14 de julio de 1994) el 21 de mayo de 2014 fue derogada la ley 23512 con la sanción del Digesto Jurídico argentino (ley N.º 26939), que es el cuerpo ordenado de las normas nacionales argentinas vigentes, al no ser incluida en su cuerpo normativo. De esta manera el proyecto de traslado de la capital federal llegó jurídicamente a su fin.

## Discusión sobre su estatus jurídico
La reforma constitucional argentina de 1994 otorgó a la ciudad de Buenos Aires un nuevo estatus jurídico al disponer que «La Ciudad de Buenos Aires tendrá un régimen de gobierno autónomo, con facultades propias de legislación y jurisdicción, y su jefe de gobierno será elegido directamente por el pueblo de la ciudad» (art. 129). Antes de 1994, la ciudad de Buenos Aires era un municipio que tenía la facultad extraordinaria de tener representación propia en las cámaras de senadores y diputados del Congreso de la Nación, pero no tenía la facultad de elegir al intendente municipal, cuya elección recaía en el presidente de la Nación.
Con posterioridad a 1994, los ciudadanos de la ciudad eligieron una convención constituyente que procedió a aprobar en 1996 un «estatuto organizativo» (art. 129, CN), denominado «constitución» por la convención, que también adoptó como nombre oficial de la ciudad, el de «Ciudad Autónoma de Buenos Aires».
Desde entonces no hay acuerdo entre los especialistas sobre cuál es el estatus jurídico de la ciudad de Buenos Aires. La discusión central se concentra alrededor de las dicotomías autonomía-autarquía y municipio-estado. A continuación se presenta la síntesis de las principales posturas sobre el estatus o naturaleza jurídica de la ciudad de Buenos Aires a partir de 1994:
- Gobierno autónomo. Para Claudio Kiper Buenos Aires no es una «ciudad autónoma», ni un «estado autónomo», sino una ciudad con «gobierno autónomo», es decir una ciudad autogobernada. Kiper sostiene que la utilización de la palabra «gobierno autónomo» que utiliza la Constitución Nacional, y no «estado autónomo» o «ciudad autónoma», expresa la voluntad de los constituyentes de limitar la autonomía al gobierno, estableciendo para las facultades legislativas y jurisdiccionales (judiciales) un criterio más acotado de «facultades propias» definidas por la ley reglamentaria dictada por el Congreso Nacional. Para Kiper la condición de estado autónomo en Argentina, solo le corresponde a las provincias. Por esta razón, según Kiper, la Ciudad de Buenos Aires no tiene facultades para tener una justicia civil propia, porque el concepto de «gobierno autónomo» no incluye la noción de un poder judicial propio, sino solo el de «facultades propias de jurisdicción».[126]
- Ciudad-estado en camino hacia la autonomía plena. Para Antonio María Hernández es una «ciudad-estado» en camino hacia la «autonomía plena», que en 2017 aún no la había alcanzado, debido a que muchas áreas institucionales aún están a cargo del Estado federal y son pagadas por toda la población del país.[127]
- Ciudad-estado de estatus inferior a una provincia. Para Juan Octavio Gauna también es una «ciudad-estado», con un estatus jurídico superior a un municipio, pero inferior a una provincia.[128]
- Municipio con amplio grado de autarquía. Para Rodolfo Barra es un «municipio», cuya naturaleza como todos los municipios está conferida por las relaciones de vecindad urbana. En su condición de municipio no tiene autonomía sino autarquía, que la reforma constitucional de 1994 concedió en un grado de gran amplitud.[129]
- Municipio federado. Para Pedro Frías también es un municipio, pero a diferencia de los demás municipios argentinos, integra la federación argentina junto a las provincias.[130]
- Ciudad autárquica con una amplia competencia funcional. Para Miguel Marienhoff, en el régimen constitucional argentino solo las provincias tienen autonomía, debido a que su poder es originario. Las personas públicas cuyo poder es derivado de otro poder, no tienen autonomía, sino autarquía. Por esa razón, para Marienhoff, Buenos Aires no es una ciudad autónoma, sino que es ciudad autárquica con una amplia competencia funcional.[131]
- Persona de derecho público no originada en la voluntad de sus habitantes. Para Alberto Spota la personería de la ciudad de Buenos Aires se asemeja más a la autarquía que a la autonomía. La razón de ello es que no fue instalada por la voluntad de sus habitantes, sino por una convención reformadora de la Constitución, que podría en el futuro extinguir ese estatus y retornar al estatus anterior u otro que se decida.[132]
- Provincia urbana. Para Ricardo Ottonello es una «provincia urbana».[133]
- Ciudad constitucional federada. Horacio Rosatti sostiene que se trata de una «ciudad constitucional federada».[134] Esta doctrina fue recientemente adoptada por la Corte Suprema de Justicia de la Nación en los autos:[135]

Ciudad de Buenos Aires c/ Pcia. de Córdoba s/ Ejecución fiscal», sentencia del 4 de abril de 2019. En este precedente se resolvió que «…el art. 129 de la Constitución Nacional fue incorporado en la reforma constitucional de 1994 reconociendo a la ciudad de Buenos Aires el status de ciudad constitucional federada (…) dotándola de autonomía de legislación y jurisdicción y por esta vía la incluye en el diálogo federal.

- Autonomía limitada por su rol de capital federal. Para Jorge Francisco Cholvis es una «ciudad constitucional federada» (conf. Horacio Rosatti), no equiparada a las provincias, con una "autonomía limitada" debido a su doble rol de gobierno local y capital federal. Por esta razón, Cholvis sostiene que el Puerto de Buenos Aires no debe ser transferido a la Ciudad Autónoma de Buenos Aires, ya que su dominio y jurisdicción corresponde al Estado federal.[136]
- No es una provincia. La Corte Suprema de Justicia de la Nación ha sostenido que la Ciudad de Buenos Aires luego de 1994 no era una provincia. (conf., CSJN, «Cincunegui c. Gobierno de la Ciudad de Buenos Aires», del 18.11.99; CSJN, «Fisco Nacional-Administración Federal de Ingresos Públicos-Dirección General Impositiva», del 16.5.2000 — «El Derecho», Serie Especial Derecho Constitucional del 25 de agosto de 2000-; CSJN, «Rodríguez, Héctor y Otros c. Provincia de Buenos Aires», del 5.12.2000, pub., en Rev. J.A.S. del semanario 6255, del 18.7.2000; entre otros). En fallos más recientes, como «Ciudad de Buenos Aires c/ Provincia de Córdoba s/ Ejecución fiscal» (Fallos 342-533) y «Nisman» (Fallos 339-1342), sostuvo que la Ciudad de Buenos Aires:

es ciudad, por sus características demográficas. Es ciudad constitucional, porque es la única designada expresamente por su nombre y con atributos específicos de derecho público en la Constitución Nacional, a diferencia de las otras ciudades que son aludidas genéricamente al tratar los municipios de provincia. Y es ciudad constitucional federada, porque integra de modo directo el sistema federal argentino conjuntamente con los restantes sujetos políticos que lo componen, tanto los de «existencia necesaria» o «inexorables», cuya identificación y regulación —o la previsión de su regulación— obra en la propia Ley Fundamental (el Estado Nacional, las provincias, los municipios de provincia y la ciudad autónoma de Buenos Aires), como los de «existencia posible» o «eventuales», aquellos cuya existencia depende de la voluntad de los sujetos inexorables (tal el caso de las regiones).

## Población y ordenamiento urbano

Pirámide de población de Buenos Aires, según el Censo de 2022.

### Demografía
En el  censo nacional realizado en octubre de 2010 por el INDEC, en la ciudad de Buenos Aires se contabilizaron 2 890 151 habitantes de los cuales las mujeres son el 54.0 % y los varones representan el 46.0 %. Así mismo, la ciudad cuenta con una importante densidad demográfica que asciende a 14 307.68 hab/km². A inicios del siglo XXI, debido al envejecimiento (por escasa fecundidad de los estratos de clase media) de la población nativa porteña, a la emigración al extranjero y a la substitución demográfica en gran medida provocada por las crisis económicas, un 40 % de los porteños no nació ni en la ciudad ni en los partidos del Gran Buenos Aires, sino que se trata de población que migró desde las provincias del norte argentino y de otros países (se calcula que 381 778 de sus habitantes, nacieron en el extranjero). Según la Dirección General de Estadística y Censos (perteneciente al Gobierno de la C.A.B.A.), en 2008 la tasa global de fecundidad fue de 1.94 hijos por mujer (por debajo del nivel de reemplazo generacional de 2.1 hijos por mujer).
| Gráfica de evolución demográfica de Buenos Aires entre 1779 y 2022 |
|                                                                    |
| Fuente: Censos nacionales del INDEC                                |

Desde hace más de sesenta años, la población de la ciudad de Buenos Aires está estancada en aproximadamente 2.9 millones de habitantes, con leves variaciones intercensales. En 2001 la ciudad cedió el 2.º lugar que históricamente ocupaba entre las jurisdicciones más populosas del país, ante el crecimiento demográfico de las provincias de Córdoba y Santa Fe.|

Densidad poblacional de la Ciudad de Buenos Aires, según el Censo de 2022.

### Arquitectura y urbanismo

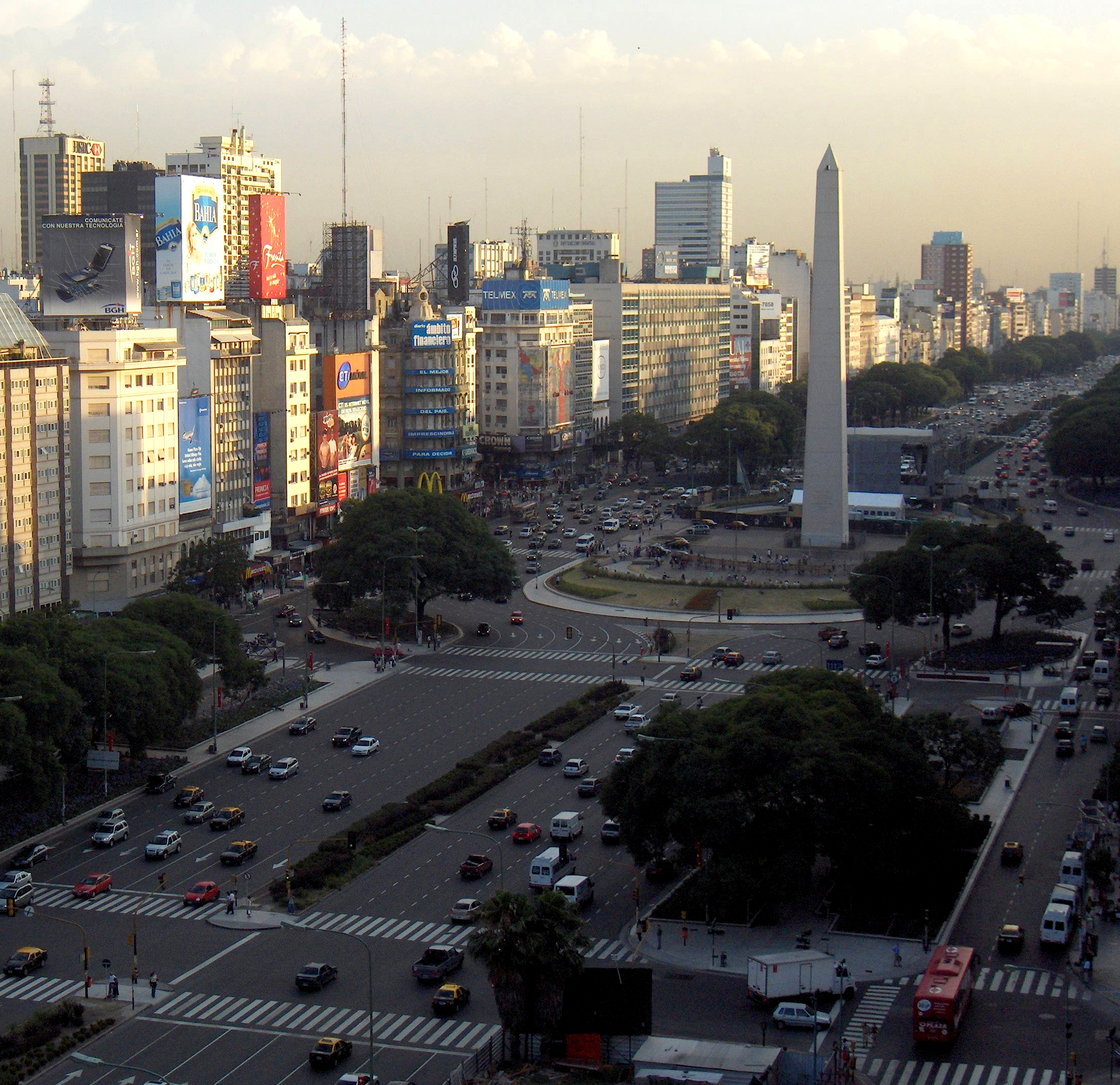
Avenida 9 de Julio, plaza de la República y el Obelisco, tres símbolos de la arquitectura argentina

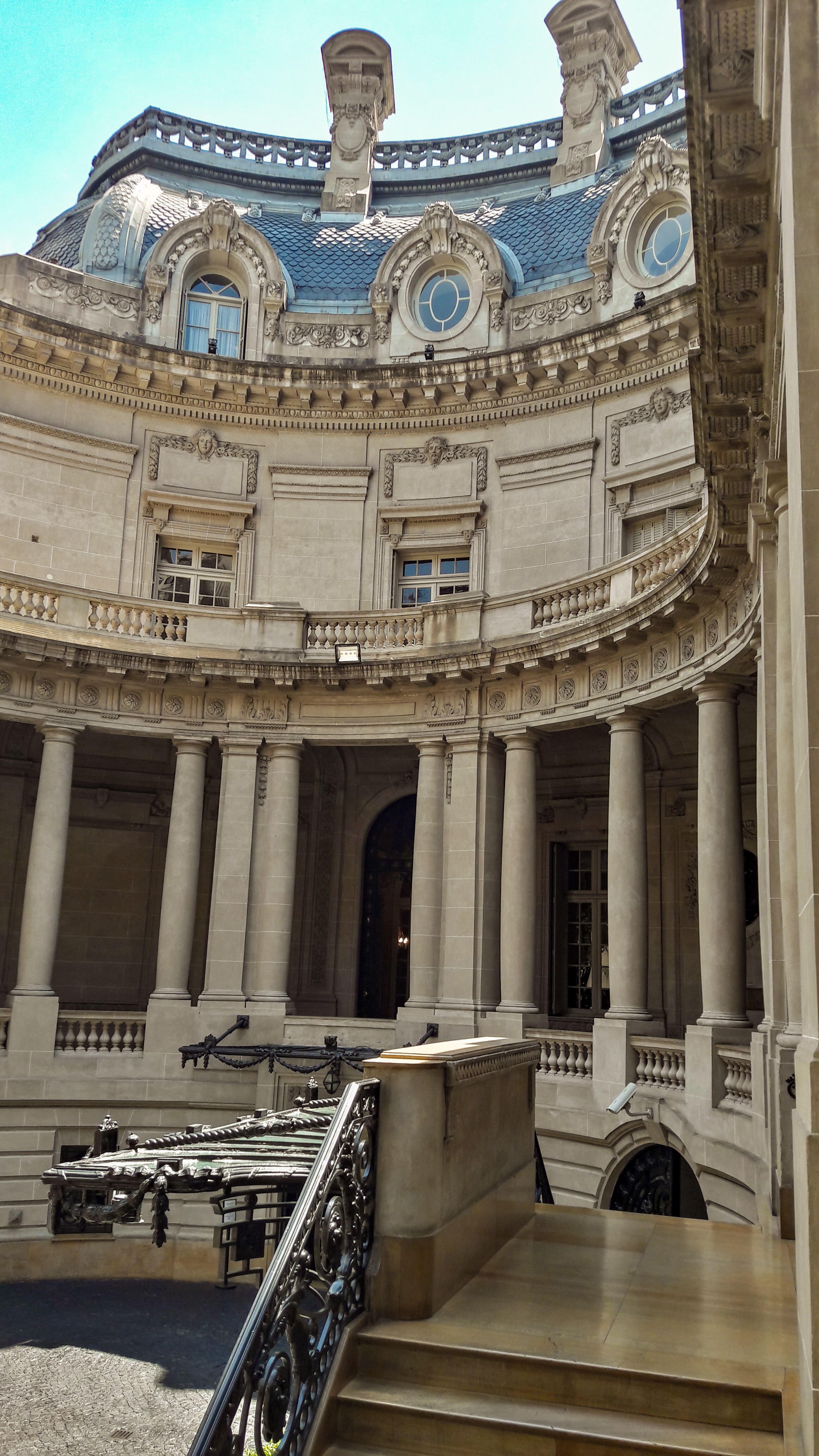
El Palacio San Martín fue alguna vez la residencia de los Anchorena, una de las tantas familias pertenecientes a la aristocracia porteña. Su estilo arquitectónico pertenece al academicismo francés y hoy es sede ceremonial de la Cancillería Argentina

La ciudad de Buenos Aires evolucionó a partir de diversas corrientes inmigratorias pertenecientes a diferentes culturas y, en consecuencia, han creado un remarcado eclecticismo que se evidencia en su arquitectura en la cual pueden hallarse expresiones que van del frío academicismo francés o el art decó, hasta el alegre art nouveau; del neogótico moderno, pasando por el francés borbónico, al rascacielos moderno realizado en vidrio u hormigón. O estilos muy peculiares, como por ejemplo, el del colorido barrio italiano de La Boca, además de edificaciones de la época colonial o neocolonial.
La ciudad se encuentra sobre un buen soporte geográfico: su territorio es extenso y llano y raramente sufre complicaciones de temperaturas extremas, vientos, nevadas (tres por siglo), o terremotos (baja sismicidad). Posee una muy buena fuente de agua dulce como es el Río de La Plata.
El trazado de la ciudad es muy regular. El centro histórico y financiero de la ciudad posee manzanas perfectamente cuadradas, extendidas de norte a sur y de este a oeste, tal como su fundador Garay las estableciera. Este trazado de calles perpendiculares (el llamado «damero») se extendió en gran parte hacia el resto de la ciudad. Buenos Aires posee 2113 calles (entre avenidas, calles y pasajes).
Durante el llamado período rivadaviano (1821-1828) arribaron a estas playas arquitectos, ingenieros y técnicos venidos de Gran Bretaña, Italia y Francia, quienes trajeron una arquitectura que reflejaba lo que acontecía en sus países de origen. Había sin duda en la dirigencia porteña una voluntad de cambio, de ruptura cultural, con manifiesto carácter antihispano. En 1880 aparecieron las alteraciones a la traza urbana. En Buenos Aires, en 1894, la avenida de Mayo planeó un eje al que se calificó de parisino. Hacia 1920, comenzó la apertura de las dos avenidas diagonales a partir de la plaza de Mayo, completando con la avenida anterior el esquema de patte d’oie que remitía a los trazados urbanos franceses del siglo XVII. Las plazas se ajardinaron con diseños también tomados del repertorio galo incorporando fuentes, luminarias y monumentos a los prohombres de la patria consagrados de acuerdo con las enseñanzas de lo que se llamó la historia oficial. En la capital y las ciudades del interior se crearon parques de diseño europeo importándose especies vegetales muchas veces exóticas.
La metrópolis es fértil en áreas de calidad urbanística y arquitectónica. Posee insuficientes plazas públicas entre las que se destacan los parques: parque Tres de Febrero o (Bosques de Palermo), el Almirante Brown y los de la ex Costanera Sur (Andrés Borthagaray y Manuel Ludueña). Buenos Aires posee un total de 640 plazas y plazoletas. Y el faltante de parques y plazas es de 2400 hectáreas.
Una característica es la diversidad de árboles y de colores de las flores de estos. En gran parte esto es consecuencia de la tarea de Carlos Thays, paisajista francés, creador entre otras cosas del jardín botánico de Buenos Aires, que implantó árboles como las tipas, los jacarandás y los lapachos. siguiendo los criterios de las variantes geométricas y pintorescas que Francia había adoptado desde el siglo XVII para los espacios verdes.
Otra característica destacada son los coronamientos en cúpulas, torres y mansardas que poseen los edificios. En principio fueron el resultado de la influencia europea en la arquitectura porteña, sobre todo por el trabajo realizado por arquitectos franceses, italianos y alemanes, que diseñaron los edificios entre fines del siglo XIX y principios del XX, como un reemplazo a la arquitectura colonial. Al principio era un elemento arquitectónico simbólico. Pero luego se eligieron como símbolo de la suntuosidad de la burguesía argentina que detentaba el poder nacional. Tal vez la principal característica de las mismas es la variedad: hay con forma de media naranja, de piña, acebolladas y muchas otras.
Sin embargo, la cantidad de espacios verdes públicos es insuficiente, no alcanza los estándares mínimos de la Organización Mundial de la Salud (OMS).

### Barrios

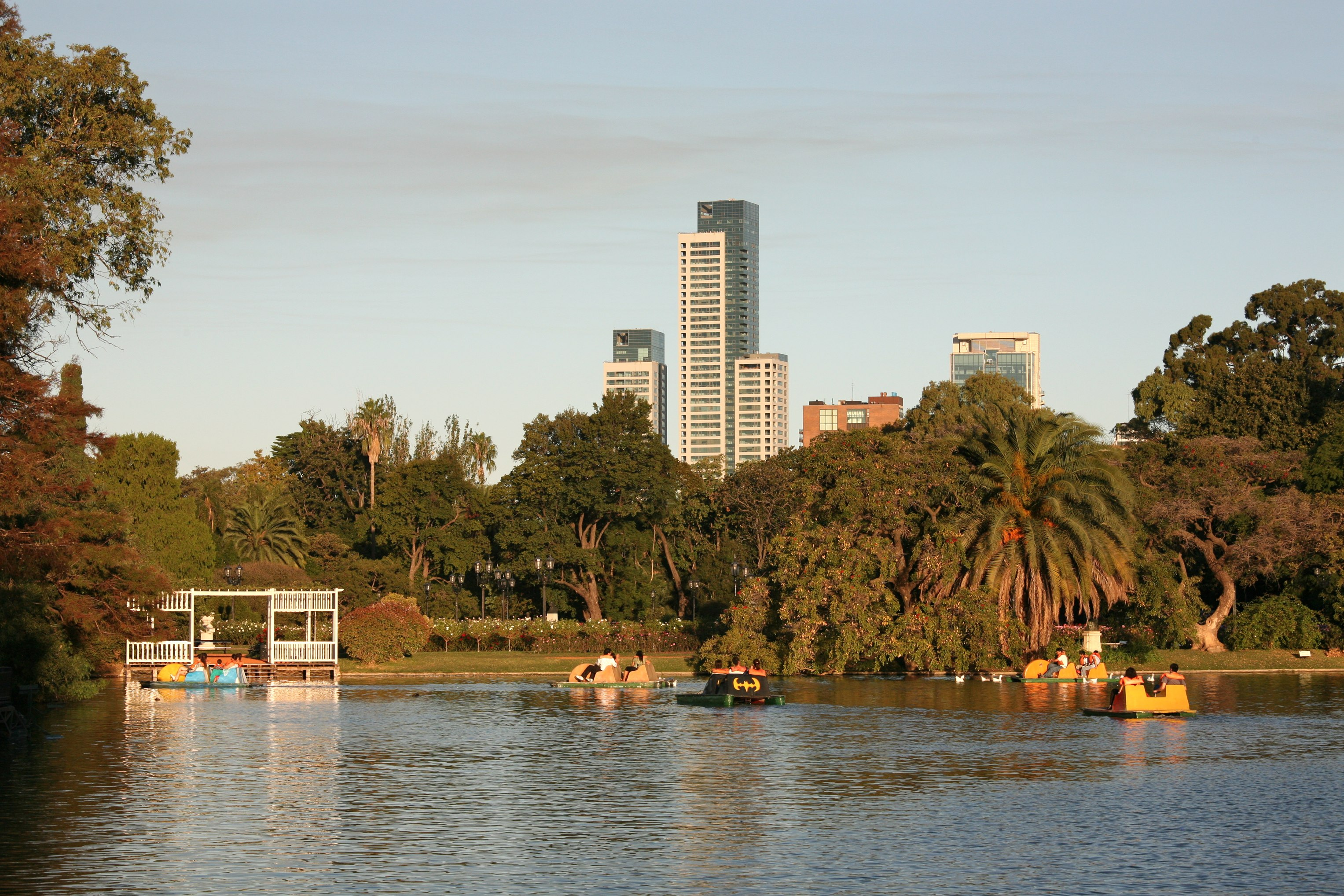
Bosques de Palermo

Los más antiguos derivan de las antiguas parroquias establecidas en el siglo XIX. A partir de fines del siglo XIX surge una nueva generación de barrios, ya no determinados por parroquias sino con distintos orígenes.
Aunque se habla de 100 barrios porteños, esta expresión tiene origen en una canción popular y no en la cantidad real de barrios. Cada barrio tiene su propia historia y características poblacionales que le imprimen color, estilo y costumbres únicas; y son un reflejo de la variedad cultural que subyace en la ciudad.
Muchas de estas unidades territoriales son centenarias, otras están oficialmente desaparecidas y existen otras que fueron determinadas recientemente. Este es el caso de parque Chas, cuyos límites fueron establecidos el 25 de enero de 2006 cuando fue publicada en el Boletín Oficial la Ley 1907.
Sin embargo, siempre existió una gran cantidad de denominaciones no oficiales para algunas zonas de la ciudad, como barrio Parque y Abasto.
Los barrios del noreste son los de mayor poder adquisitivo, con tiendas exclusivas y varias áreas residenciales de la clase alta como Recoleta, Retiro, Palermo, Belgrano, Núñez, Las Cañitas, Colegiales así como también Puerto Madero, al este de la ciudad. A excepción del barrio de Barracas, en el que emerge una población de clase media y media alta gracias al auge inmobiliario, la zona sur es la que ostenta los menores indicadores socioeconómicos de la ciudad.
El sistema de descentralización de gobierno por comunas, retomó los límites interbarriales, ya que hay una comuna por cada barrio o barrios vecinos. Oficialmente la ciudad se encuentra dividida en 48 barrios o unidades territoriales.

### Problemática urbana

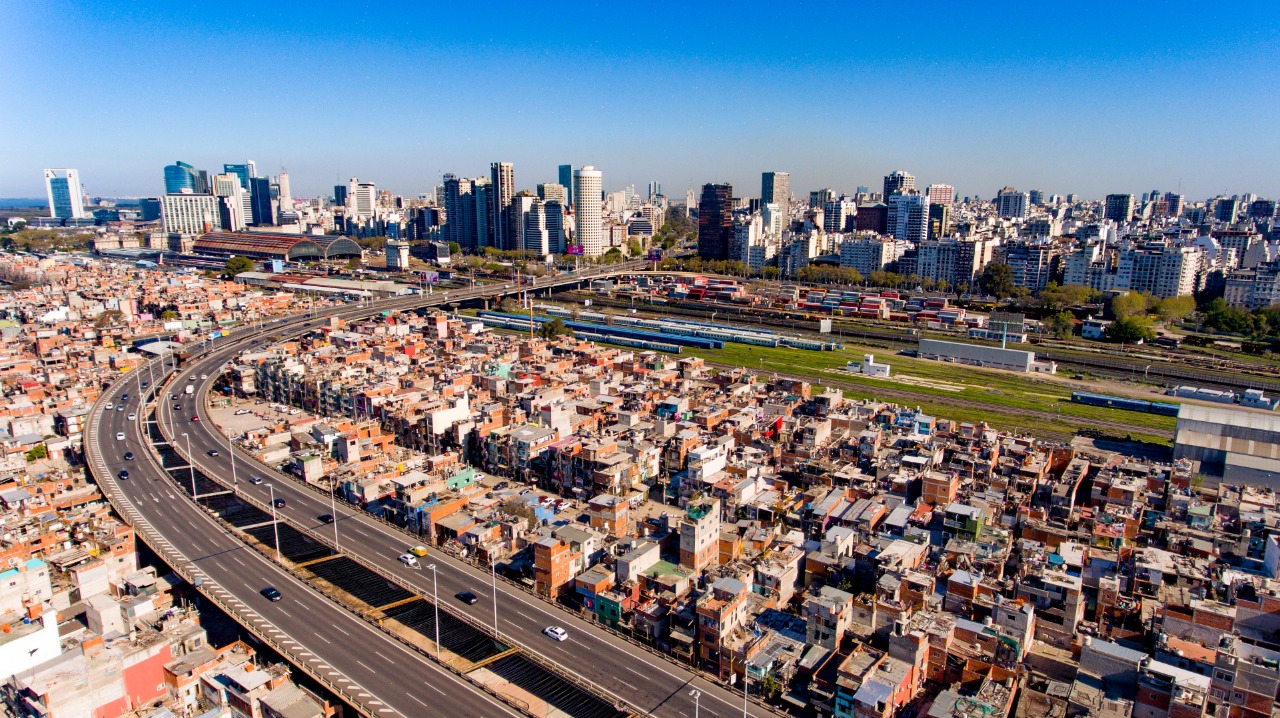
Villa 31, Retiro

Las villas miserias porteñas, similares a las favelas brasileñas, los cantegriles uruguayos, los tugurios colombianos, los barrios en Venezuela o las poblaciones callampas chilenas. Un asentamiento es un conjunto de un mínimo de ocho familias agrupadas o contiguas, en donde más de la mitad de la población no cuenta con título de propiedad del suelo, ni cuenta con acceso regular a al menos dos de los servicios básicos. Desde el siglo XIX, alimentadas tanto por el éxodo rural como por una gran cantidad de inmigrantes europeos. El crecimiento de las mismas se potenció durante la crisis internacional de 1930 y la crisis del 2001, habiendo esta última provocado un aumento en la desigualdad del ingreso.
El 26% de los jefes de hogar son extranjeros y un 13% proceden de otras provincias, pero el 61% nacieron y se criaron en Buenos Aires.

La situación actual de las villas, es variada: algunas fuentes indican que algunas continúan creciendo, mientras que varias otras villas han sido urbanizadas parcial o totalmente en los últimos años, y algunas otras son objeto de planes y campañas de urbanización a futuro, como la Villa 20 de Lugano y la Villa 31.

#### Insuficiente red de subterráneos
La red de metro —incluidos los subtes— de Buenos Aires fue la primera del hemisferio sur siendo inaugurada en 1910. Debido a los intereses creados en favor de las compañías privadas de colectivos o buses urbanos, tras más de un siglo tiene apenas 56 kilómetros de vías, contra 294 kilómetros de la de Madrid, 226 kilómetros de la de Ciudad de México, 140 kilómetros de la de Santiago de Chile, 80 kilómetros de la de São Paulo y 70 kilómetros de la de Caracas.

#### Espacios verdes públicos
No existe un estándar internacional establecido sobre la cantidad y calidad de espacio verde que debe tener una ciudad. Los valores oscilan entre un mínimo de nueve metros cuadrados de espacio verde por habitante, mencionados en algunos papers realizados por investigadores de la Organización Mundial de la Salud (OMS), hasta veinte metros cuadrados e incluso cuarenta metros cuadrados, propuestos por expertos de países desarrollados. Asimismo tampoco hay consenso sobre qué debe entenderse como «espacio verde», variando de superficies de un cuarto de hectárea a superficies de cinco hectáreas. Finalmente, los trabajos sobre espacios verdes urbanos, le dan máxima importancia a la distancia que cada habitante vive de un espacio verde, considerándose en algunos papers como razonable un máximo de trescientos metros. Finalmente ha recomendado calcular los espacios verdes por persona teniendo en cuenta la cantidad de personas que ingresa diariamente a la ciudad.
La ciudad de Buenos Aires no ha publicado datos oficiales posteriores a 2018, cuando informó que contaba con 6.09 metros cuadrados por habitante, considerando como espacios verdes públicos seis categorías: parques, plazas, plazoletas, canteros y jardines. El total de espacios verdes oscila con pocas variaciones para el período 2006-2020 en unas 1800 hectáreas.
El déficit de espacio verde público en la ciudad es de 2400 hectáreas según la doctora Sonia Berjman, y la tendencia actual indica que la cantidad de espacio verde público por habitante en la ciudad seguirá bajando porque el factor de ocupación total (FOT) permite la construcción indiscriminada, debido a que el plan del gobierno es duplicar la población de la ciudad de Buenos Aires.
Adicionalmente, los espacios verdes se encuentran distribuidos de manera desigual en la ciudad, por ejemplo, barrios como Almagro están en peor situación que barrios como Palermo. Grandes ciudades del mundo como Nueva York y Londres cuentan, respectivamente, con 29 y 27 metros cuadrados de espacio verde público por habitante.
Según un estudio publicado por el BID, Buenos Aires está entre las ciudades que peor calidad de vida ofrecen en términos de espacio verde público por habitante. Ofreciendo apenas 2.69 metros cuadrados de espacio verde público por habitante en 2001 contra 11.58 metros cuadrados de espacio verde público ofrecidos por São Paulo.
Entre parques y plazas la cantidad de espacio verde de la ciudad promediaba 4.54 metros por habitante en 2007, sin embargo para el año 2014 esta proporción apenas alcanza los 3.9 m² por cada porteño, de los cuales 1.17 m² los aporta la Reserva Ecológica Costanera Sur.
En Caballito, por su parte, la cantidad de espacio verde por habitante no llega a 1.5 metros cuadrados.
Superficie de espacios verdes por habitante (ha/mil habitantes) por comuna. Ciudad de Buenos Aires. Años 2006/2013.
| Unidad administrativa | 2006 | 2007 | 2008 | 2009 | 2010 | 2011 | 2012 | 2013 |
| --------------------- | ---- | ---- | ---- | ---- | ---- | ---- | ---- | ---- |
| Total                 | 0.60 | 0.60 | 0.61 | 0.61 | ...  | 0.63 | 0.62 | 0.59 |
| Comuna 1              | 2.44 | 2.45 | 2.46 | 2.35 | ...  | 2.33 | 2.33 | 2.30 |
| Comuna 2              | 0.26 | 0.26 | 0.27 | 0.27 | ...  | 0.28 | 0.29 | 0.38 |
| Comuna 3              | 0.04 | 0.04 | 0.04 | 0.04 | ...  | 0.04 | 0.04 | 0.04 |
| Comuna 4              | 0.36 | 0.36 | 0.43 | 0.43 | ...  | 0.39 | 0.38 | 0.37 |
| Comuna 5              | 0.01 | 0.01 | 0.02 | 0.02 | ...  | 0.02 | 0.02 | 0.02 |
| Comuna 6              | 0.15 | 0.15 | 0.15 | 0.15 | ...  | 0.14 | 0.15 | 0.15 |
| Comuna 7              | 0.18 | 0.18 | 0.19 | 0.19 | ...  | 0.18 | 0.18 | 0.18 |
| Comuna 8              | 2.22 | 2.24 | 2.19 | 2.17 | ...  | 2.29 | 2.31 | 1.49 |
| Comuna 9              | 0.64 | 0.65 | 0.65 | 0.66 | ...  | 0.68 | 0.68 | 0.68 |
| Comuna 10             | 0.12 | 0.13 | 0.13 | 0.13 | ...  | 0.13 | 0.13 | 0.13 |
| Comuna 11             | 0.31 | 0.31 | 0.32 | 0.32 | ...  | 0.31 | 0.32 | 0.32 |
| Comuna 12             | 0.83 | 0.83 | 0.83 | 0.83 | ...  | 0.80 | 0.81 | 0.81 |
| Comuna 13             | 0.49 | 0.49 | 0.48 | 0.48 | ...  | 0.65 | 0.55 | 0.50 |
| Comuna 14             | 0.84 | 0.84 | 0.82 | 0.83 | ...  | 0.97 | 0.98 | 1.14 |
| Comuna 15             | 0.15 | 0.15 | 0.16 | 0.16 | ...  | 0.13 | 0.13 | 0.13 |

Según los datos oficiales, apenas 3 comunas (1, 8 y 14), cumplen con el mínimo establecido por la OMS de 10 metros cuadrados de espacio verde por habitante. Las comunas 3 y 5, que incluyen barrios como Boedo, Almagro, San Cristóbal y Balvanera, prácticamente no tienen espacios verdes. Las comunas 2, 4, 6, 7, 10, 11 y 15 también se encuentran en una situación muy crítica.
Esta falta de espacios verdes afecta la salud de la población. El 56 % de los niños y adolescentes de la ciudad no realiza suficiente actividad física y un motivo importante, para el 28.5 %, es que su club o plaza se encuentra alejado de su hogar.
Según datos oficiales, el 80 % de los espacios verdes públicos corresponden a parques, plazas y plazoletas (también se cuentan las plazas secas). El 20 % restante está conformado por canteros, jardines, patios recreativos, polideportivos, jardines ubicados en la avenida General Paz y espacios diversos mantenidos por la Dirección General de Espacios Verdes. Con lo cual, el espacio verde utilizable (plazas y parques sumados), alcanzaría apenas a 4.48 metros cuadrados por habitante.
Respecto del arbolado urbano, hay 425 000 árboles. Para que no haya menos de un árbol cada tres habitantes, como en otras ciudades, el gobierno de la ciudad debiera plantar 575 000 árboles adicionales, dado que la ciudad tiene alrededor de tres millones de habitantes.
Reconociendo el problema de la falta de espacios verdes, el gobierno de la ciudad lanzó el Plan Buenos Aires Verde que propone lo siguiente: «con el Plan Buenos Aires Verde estaremos agregando para el año 2034, más de un millón de metros cuadrados de nuevos espacios verdes públicos a Buenos Aires». Eso significa que para el año 2034, de no variar la superficie construida y siempre de acuerdo a los datos oficiales, la ciudad tendrá 6.23 metros cuadrados de espacio verde por habitante, muy por debajo de los diez metros cuadrados por habitante sugeridos por la OMS.
Con la redacción de un nuevo código urbano, el gobierno de Horacio Rodríguez Larreta propone duplicar la población actual de la ciudad. Con esta propuesta la ciudad pasará de tres millones de personas a seis millones. El impacto ambiental de esta medida será fuerte, la superficie verde bajará de los 5.9 metros cuadrados por habitante actuales a 2.95 metros cuadrados, alejándose aún más del mínimo de diez metros cuadrados de verde por habitante recomendados por la Organización Mundial de la Salud.

#### Cursos de agua contaminados
La ciudad de Buenos Aires limita con uno de los ríos más contaminados del planeta, el Riachuelo. También limita con el Río de la Plata, que está fuertemente contaminado Según AYSA los residuos cloacales son arrojados a 2.5 km de la costa luego de ser tratados. En el pasado, los días de calor los porteños contaban con más espacios verdes por habitante y además tenían la opción de refrescarse en el río. La contaminación del río fue bajando la calidad de vida en la ciudad de Buenos Aires.

### Prioridad Peatón

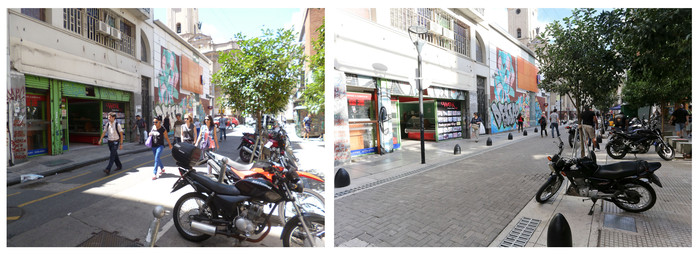
Calle Suipacha, renovada durante el Proyecto "Prioridad Peatón"

Este plan fue implementado a partir de un plan urbano integral para renovar las calles del microcentro, denominado «Prioridad Peatón», con el objetivo general de optimizar el espacio público, que incluyó: el ordenamiento del tránsito y transporte —restringiendo el uso de las avenidas para la circulación vehicular y el uso de las calles para la circulación peatonal—, el aumento de ciclovías, el ordenamiento de la publicidad en los comercios, la renovación de fachadas de edificios históricos, la colocación de contenedores soterrados para mejorar la limpieza de las calles, la renovación de las luminarias por tecnología led, la nivelación de las veredas con la calzada la colocación de rejas en desagües y la instalación de bolardos para desalentar el uso de automóviles.
Se llevó a cabo mediante Planes y Programas por la Subsecretaría de Proyectos de Urbanismo, Arquitectura e Infraestructura, a cargo del Ministerio de Desarrollo Urbano, conjuntamente con la administración de la ciudad; desde el año 2009 hasta el 2015.

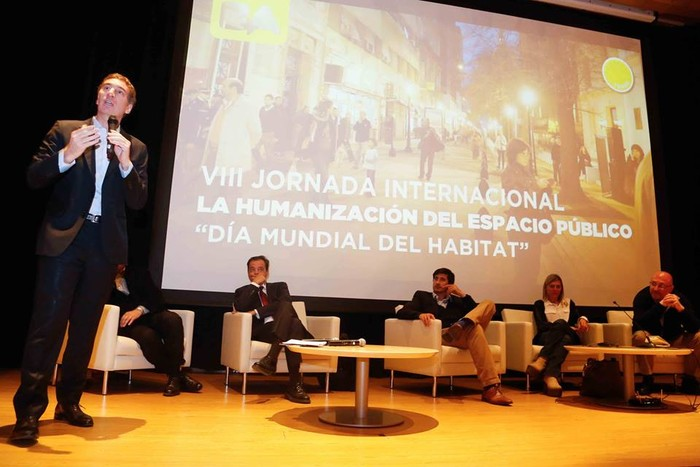
Jornadas “La Humanización del Espacio Público” del 2008, organizadas por el Ministerio de Desarrollo Urbano, con el auspicio de la Sociedad Central de Arquitectos

## Gobierno y administración

### Gobierno local
El poder ejecutivo de la Ciudad Autónoma de Buenos Aires, denominado Gobierno de la Ciudad Autónoma de Buenos Aires (GCABA o GCBA) o Jefatura de Gobierno de la Ciudad Autónoma de Buenos Aires, es ejercido por un jefe de gobierno electo por el voto popular en doble vuelta, cuya duración en el cargo es de cuatro años y con la posibilidad de reelección consecutiva por solamente un período más.
Antiguamente, con excepción de breves intervalos en que las autoridades municipales estuvieron bajo la jurisdicción del gobierno nacional, o tuvieron algo de autonomía, fue el Gobierno de la Provincia de Buenos Aires el que controló la ciudad. Al pasar a depender de la Nación, en 1880, la máxima autoridad de Buenos Aires pasó a ser un intendente designado por el presidente de la Nación, que contaba con un Concejo Deliberante elegido por voto popular. Sin embargo, tras la reforma constitucional argentina de 1994, se acordó darle a Buenos Aires el estatus de ciudad autónoma, y su Jefe de Gobierno ha sido elegido, desde 1996, por sus habitantes, cada cuatro años, junto con un vicejefe que preside la Legislatura de la Ciudad de Buenos Aires compuesta por 60 miembros. Cada diputado dura cuatro años en sus funciones, y la legislatura se renueva por mitades cada dos años mediante el voto directo no acumulativo con base en la Ley o al Sistema D'Hondt. El artículo 62 de la constitución porteña señala que el sufragio es libre, igual, secreto, universal, obligatorio y no acumulativo. Los extranjeros residentes gozan de este derecho, con las obligaciones correlativas, en igualdad de condiciones que los ciudadanos argentinos empadronados en este distrito, en los términos que establece la ley. En 2015, se intentó incorporar el Sistema de Boleta Única Electrónica, con el fin de "garantizar mejor seguridad en el desarrollo de los comicios".
El Jefe de Gobierno puede designar a sus ministros y secretarios según la mencionada Constitución de la Ciudad de Buenos Aires. Esta constitución, además, prevé también la figura de un ministro coordinador, el Jefe de Gabinete, que tiene institucionalmente el rol de refrendar los decretos y la administración del Presupuesto sancionado por la Legislatura. En el ámbito del poder judicial, de acuerdo a la Ley 24588, la Justicia de la ciudad solamente tiene jurisdicción en temas de penales, vecindad, contravencional y de faltas, contencioso-administrativa y tributaría locales. Se encuentra conformado por el Tribunal Superior de Justicia, el Consejo de la Magistratura, el Ministerio Público y los diferentes Tribunales de la ciudad. Sin embargo, su organización en términos de autonomía legislativa y judicial, es menor -en términos jurídicos- que la de cualquiera de las provincias que componen la República Argentina. La Justicia en asuntos de derecho común que se imparte en la ciudad está regida por el Poder Judicial de la Nación.

### Gobierno nacional
Buenos Aires es la sede del Gobierno de Argentina, ubicado alrededor de la Casa Rosada. Muchas de las autoridades que conforman el gobierno nacional residen en la ciudad. El Congreso de la Nación Argentina fue inaugurado en 1906, y es uno de los más grandes de América. En el congreso argentino hay 3 senadores y 25 diputados que ejercen sus cargos en representación de la ciudad, elegidos mediante las elecciones legislativas.

## Infraestructuras

### Salud

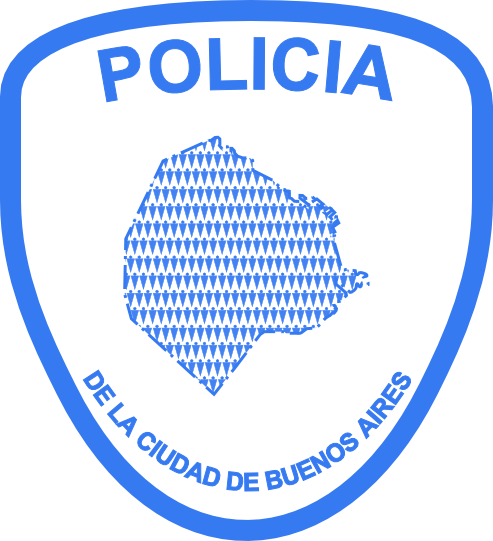
La Policía de la Ciudad de Buenos Aires, fuerza a cargo de la seguridad

El sistema público de salud de la ciudad brinda cobertura al 21.9 % de la población, con base en una encuesta realizada por el gobierno porteño. La ciudad de Buenos Aires cuenta con 34 establecimientos hospitalarios con atención totalmente gratuita, que funcionan dentro del sistema de salud estatal. El 90 % de las consultas realizadas en el sistema público de salud son realizadas en alguno de esos establecimientos. De las consultas realizadas en los hospitales un 55.6 % corresponde a la población residente en la ciudad, mientras que un 41.2 % corresponde a residentes de la provincia de Buenos Aires y un 3.2 % a residentes de otras localidades.
Este sistema de atención primaria está constituido por los Centros de Salud, los Centros Médicos Barriales y los Médicos de Cabecera. Los Centros de Salud están integrados, entre otros, por médicos clínicos, pediatras, psicólogos y asistentes sociales, ya que su función no solo es la atención, sino también la ejecución de los diferentes programas de prevención. Los Centros Médicos Barriales (CMB) cumplen la misma función de prevención y atención, pero esta atención y entrega de medicamentos gratuitos está orientada a los sectores considerados «de riesgo». Los Médicos de Cabecera es otro sistema de descentralización, donde los médicos de los hospitales brindan atención y entrega de medicamentos gratuita en sus consultorios particulares.
Entre los hospitales porteños se pueden destacar los generales, como el Hospital Fernández o el Hospital Argerich; los pediátricos como el Hospital Elizalde y los especializados en diversas patologías, como el Hospital Marie Curie de oncología.

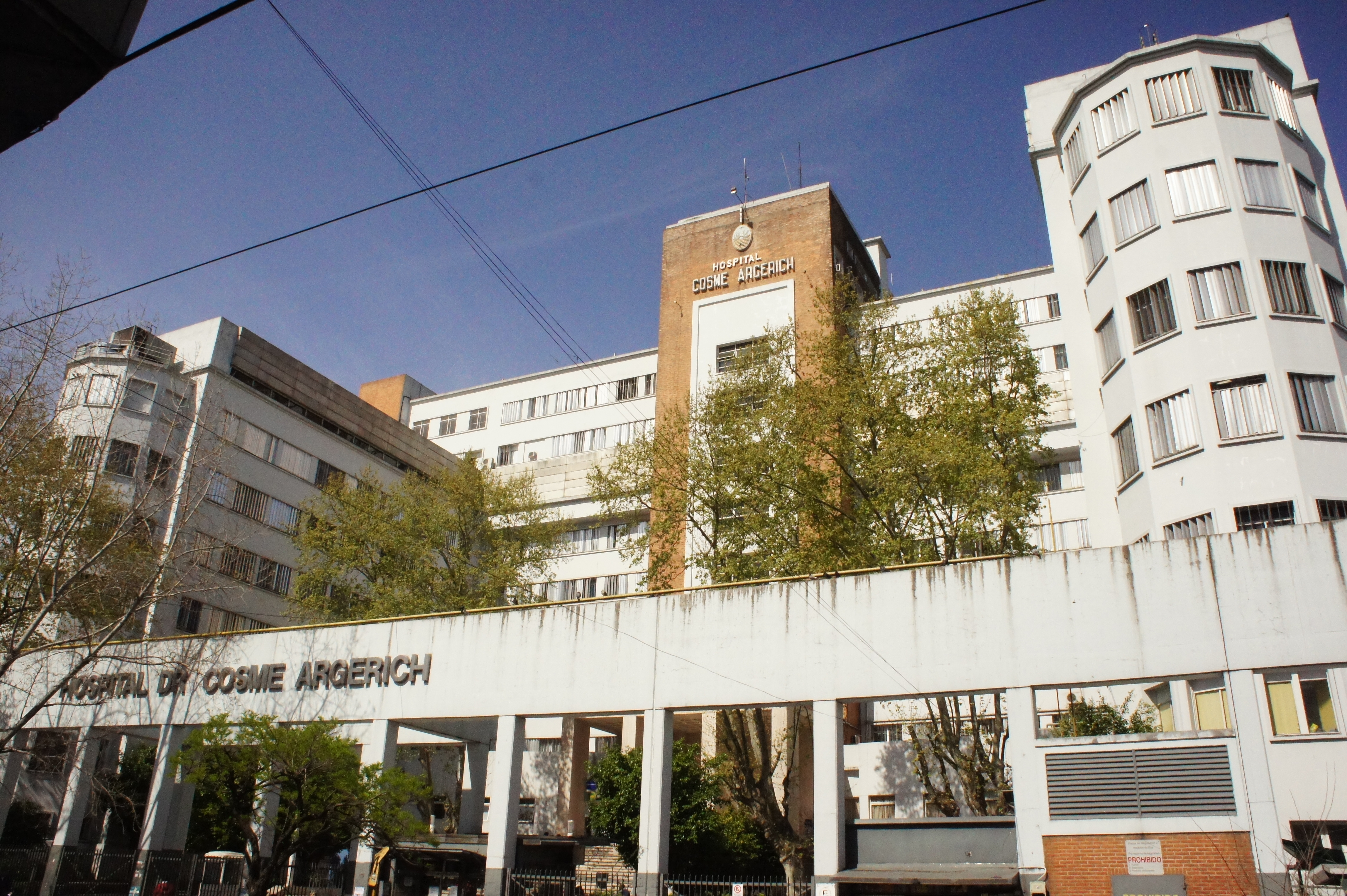
Hospital Dr. Cosme Argerich, en el barrio porteño de La Boca

La ciudad cuenta además con una gran cantidad de clínicas y consultorios privados, donde se destacan entre otros el Hospital Italiano (lugar donde se realizan muchos de los trasplantes de órganos en la Argentina), la Clínica y Maternidad Suizo Argentina, el Hospital Universitario de la Fundación Favaloro, el CEMIC (Centro de Educación Médica e Investigaciones Clínicas «Norberto Quirno») y el FLENI (Fundación para la Lucha contra las Enfermedades Neurológicas de la Infancia), entre otras.
La metrópolis ha ostentado bajas tasas de natalidad en las últimas décadas comparada con otras jurisdicciones del país. En 2008 se registraron 45 820 nacimientos dando una tasa bruta de natalidad del 15.1 ‰. Las defunciones fueron 32 074, con una elevada tasa bruta de mortalidad del 10.5 ‰ (producto de una estructura poblacional envejecida). Como resultado se vislumbra un muy bajo crecimiento vegetativo de 4.6 ‰ (0.46 %) similar al que se observa en países europeos.
Mortalidad infantil
La mortalidad infantil es un indicador que refleja indirectamente las condiciones socioeconómicas de una sociedad, y sobre todo su impacto en los sectores más desprotegidos. En el período 1990-2007 la tasa de mortalidad infantil sufrió una baja del 51 %. Mientras que en 1990 la tasa era de dieciséis  por mil, en 2007 fue reducida a 7.9 por mil. Pero existe en la ciudad una brecha muy grande entre el sur y el norte: mientras que en algunas comunas del oeste y el norte de la ciudad (Comunas 10, 11 y 12) la tasa es mucho menor a la media de la ciudad (4.6, 4.0 y 5.9, respectivamente), en las comunas de la zona sur (3, 4, 5, 8 y 9) la tasa es mucho mayor (8.9, 9.9, 8.5, 10.0 y 8.7, respectivamente). El indicador en 2008 fue del 7.7 ‰, según el Ministerio de Salud de la Nación.

### Seguridad
El ministro de Justicia y Seguridad de la Ciudad de Buenos Aires es el coordinador del área.

#### La Policía de la Ciudad y el Sistema Integral de Seguridad Pública
Desde el 1 de enero de 2017, Buenos Aires está bajo la jurisdicción de la Policía de la Ciudad, que cuenta con personal traspasado de la Policía Federal, que operaba anteriormente, además del personal de la ex Policía Metropolitana, según lo establecido por la Ley 5688 del Sistema Integral de Seguridad Pública, sancionada el 17 de noviembre de 2016.

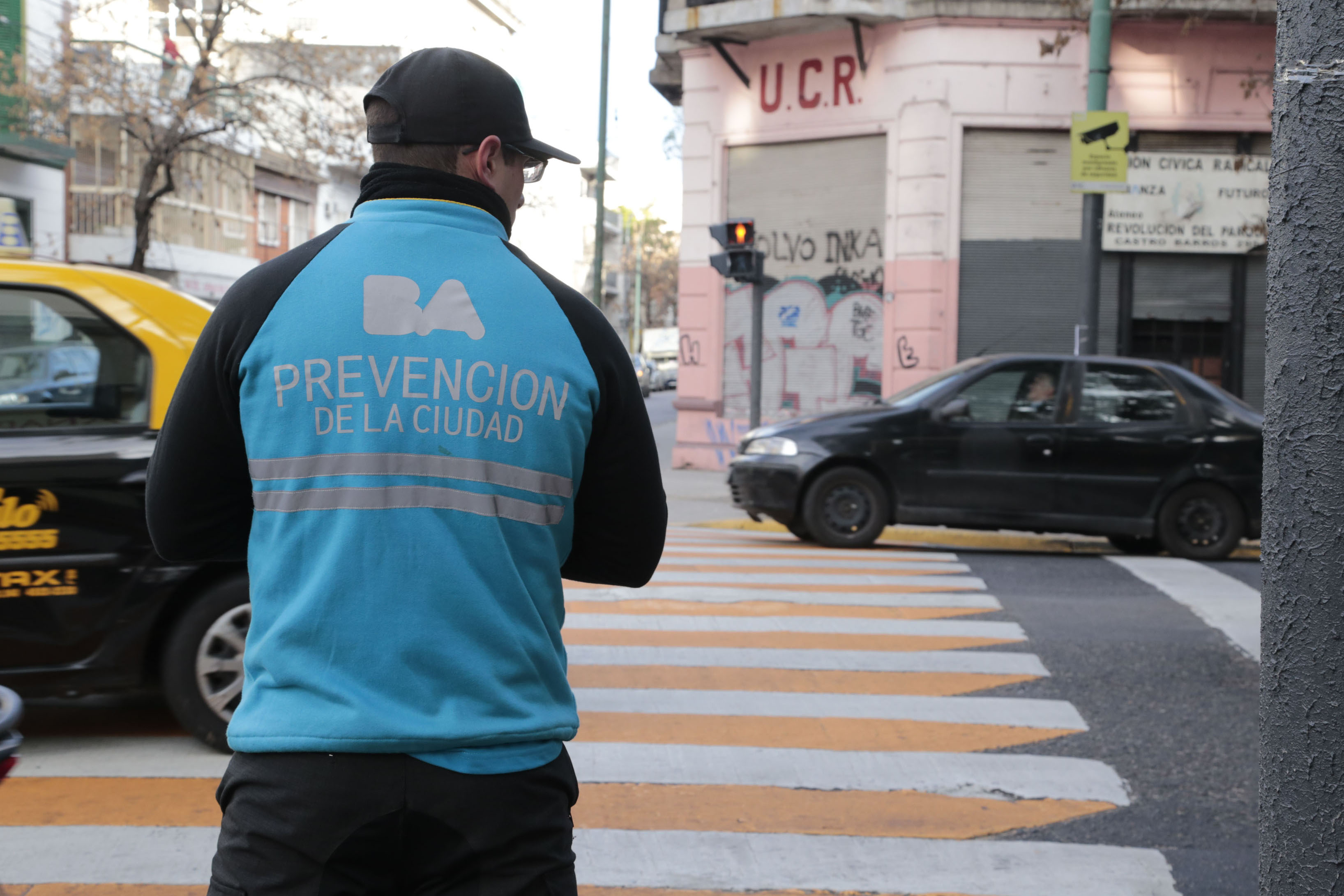
Un agente de prevención de la ciudad desplegado en un sendero escolar

La urbe posee un Sistema Integral de Seguridad Pública, con un Centro de Monitoreo Urbano con capacidad de monitorear las 24 horas las cámaras instaladas en catorce parques y plazas porteñas, en las calles aledañas a la Jefatura de Gobierno y la Legislatura, el Distrito Tecnológico, los alrededores de plaza de Mayo y la plaza Naciones Unidas, en las cercanías de la Facultad de Derecho. Además se le agrega la presencia en las calles de los agentes de la Policía de la Ciudad, Bomberos de la Ciudad, agentes de tránsito, prevención, guardianes de parques y personal de emergencias; lo que da un total, al 12 de junio de 2017, de 36 137 efectivos, contra los 32 987 que había en 2016. También cuenta con un anillo digital formado por lectores de patentes, los que registran el ingreso y egreso de los vehículos automotores.
En mayor medida tras la gran crisis de 2001, el delito creció notablemente en la ciudad y no volvió a bajar, a pesar del crecimiento económico de los años siguientes, según las estadísticas del propio gobierno. Un estudio de opinión pública realizado por la Universidad de Belgrano en 2012 revela que el 79 % de los habitantes de la urbe creía que «actualmente la inseguridad es alta», sensación que aumentó 37 puntos desde 2006. Un 80 % de los encuestados en dicho estudio sostuvo que la inseguridad en la ciudad creció en 2012 respecto del año anterior, derivando en consecuencias que han afectado su calidad de vida.

### Transporte

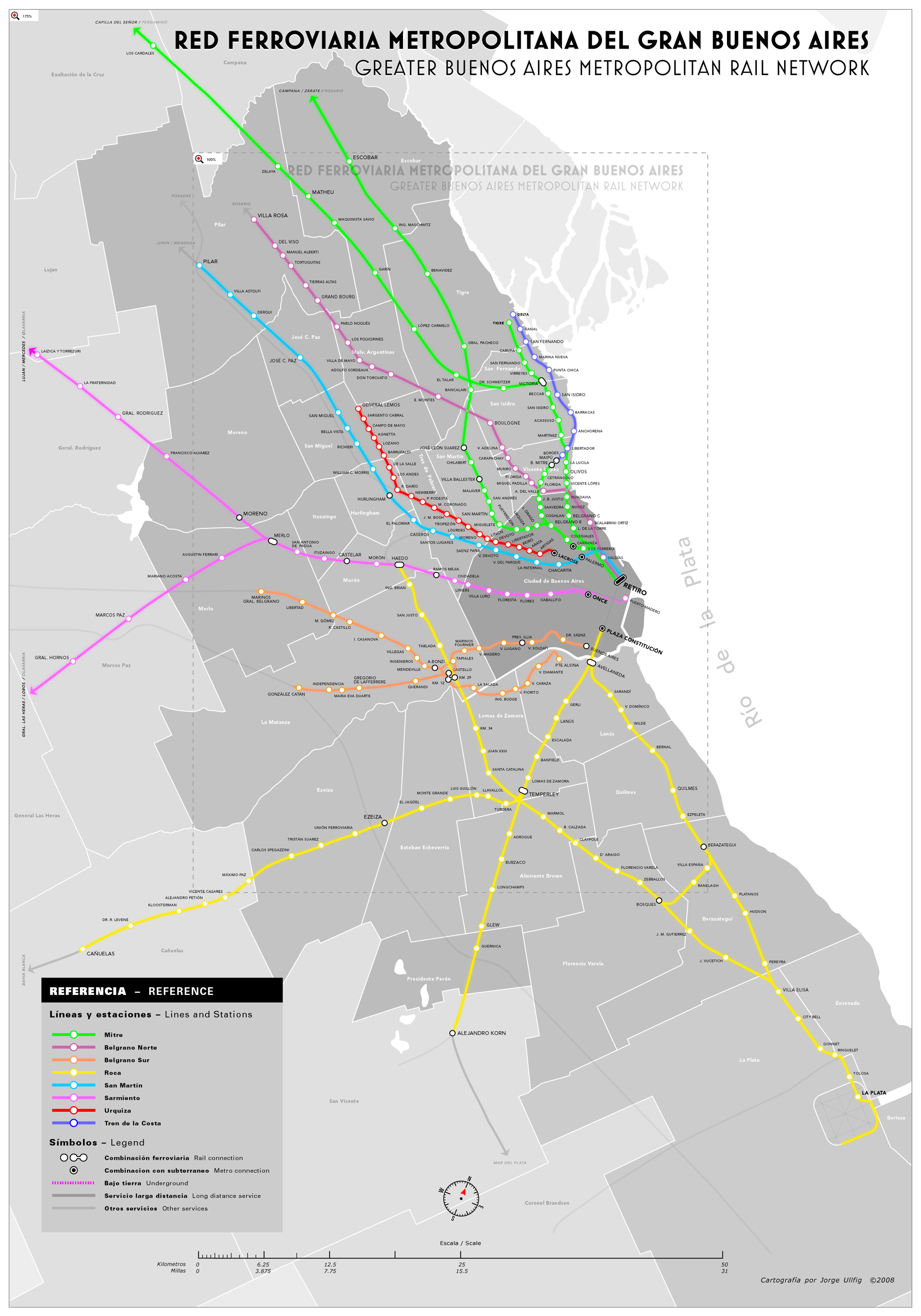
Mapa de la red de ferrocarril

La complejidad de la Ciudad de Buenos Aires requiere un sistema de transporte y de accesos a la ciudad igualmente complejo y extenso. La ciudad no solo necesita un sistema de transporte para quienes habitan en ella, sino también para los habitantes del aglomerado que se trasladan a la ciudad principalmente por motivos laborales.
A partir de 2009 se comenzó a implementar en forma progresiva el SUBE, un sistema prepago que permite abonar con una sola tarjeta viajes en colectivos, subtes y trenes.

#### Transporte terrestre
Colectivos y sistema de Metrobús: El medio de transporte de mayor uso es el colectivo, que con más de 135 líneas en servicio no solo permite conectar diferentes puntos de la ciudad sino que también llega a diferentes partidos de la lindante provincia de Buenos Aires.

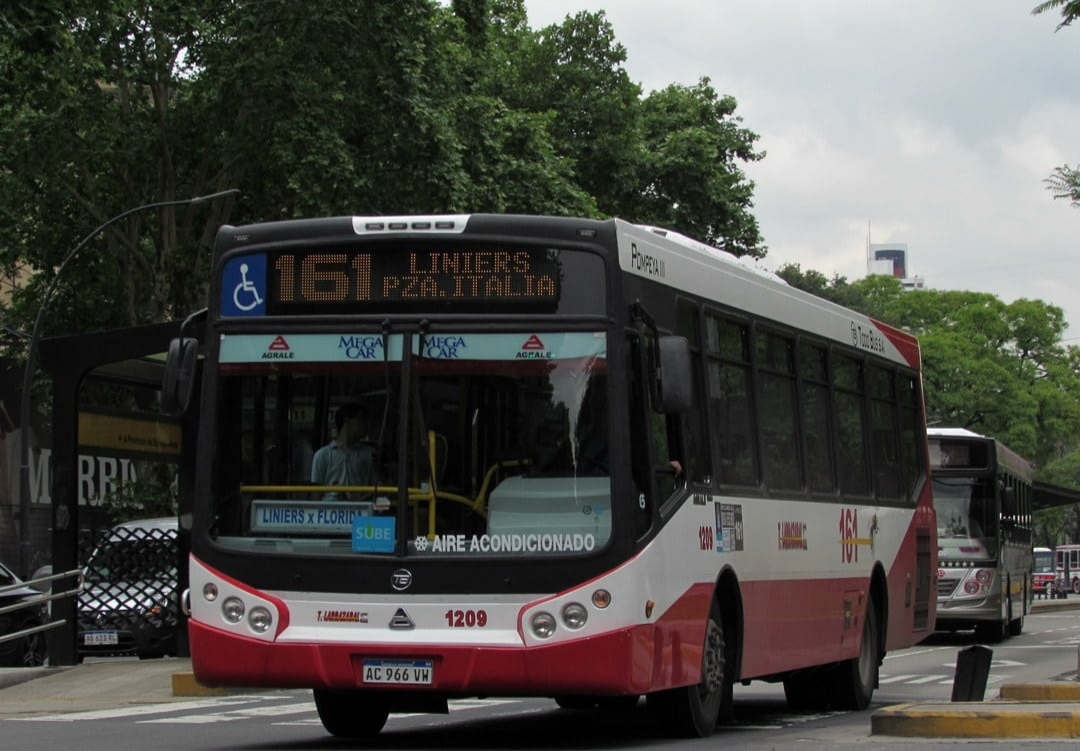
Un colectivo de la línea 161 circulando por el Metrobús

Desde el 31 de mayo de 2011 funciona el Metrobús, un sistema de paradores y carriles exclusivos para buses, que comenzó por la avenida Juan B. Justo, con 21 paradas a lo largo de 12.5 kilómetros entre los barrios de Palermo y Liniers. El 24 de julio de 2013, se habilitó un nuevo corredor sobre el recorrido de la avenida 9 de Julio y, tres semanas después, se inauguró otro ramal que une la estación Plaza Constitución con el puente de la Noria. Posteriormente un nuevo corredor fue inaugurado en junio del 2015, sobre la avenida Cabildo (lado Capital) y la avenida Maipú (lado Provincia). En abril de 2016 quedó habilitado el carril exclusivo sobre la avenida San Martín, conectando los barrios de La Paternal y Villa Devoto. Actualmente se encuentran en construcción nuevos corredores: sobre avenida Alem y avenida Paseo Colón (Metrobús del Bajo), sobre la Ruta Nacional 3 (Metrobús la Matanza) y sobre la Ruta Provincial 8 (Metrobús 3 de Febrero).
Trenes: El otro medio masivo utilizado para acceder a la ciudad es la red ferroviaria, que tiene en Buenos Aires un claro nodo concentrador. Algunas de estas líneas tienen conexión con el subterráneo, lo que permite un traslado relativamente fluido desde el conurbano bonaerense hasta diferentes zonas de la ciudad.
Los trenes también son usados por los porteños como medio de desplazamiento rápido dentro de la ciudad.

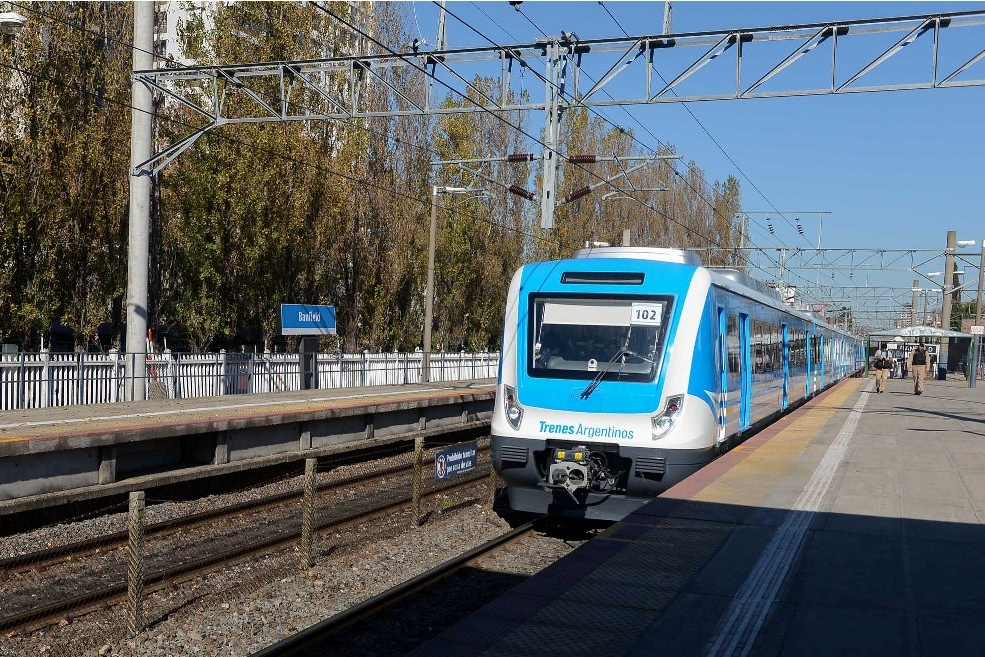
Un tren de la línea Roca en una estación

Subte: El Subte de Buenos Aires cuenta con seis líneas en funcionamiento (A, B, C, D, E, y H), que suman un total de alrededor de 56.7 km de túneles para servicio comercial y 90 estaciones.Se han inaugurado durante 2013 la extensión de la línea A hasta la intersección de avenida Rivadavia con las avenidas Nazca y San Pedrito en el barrio de Flores y la Línea B desde la estación De los Incas - Parque Chas hasta el barrio de Villa Urquiza. La línea E, en 2019 fue extendienda hasta Retiro.

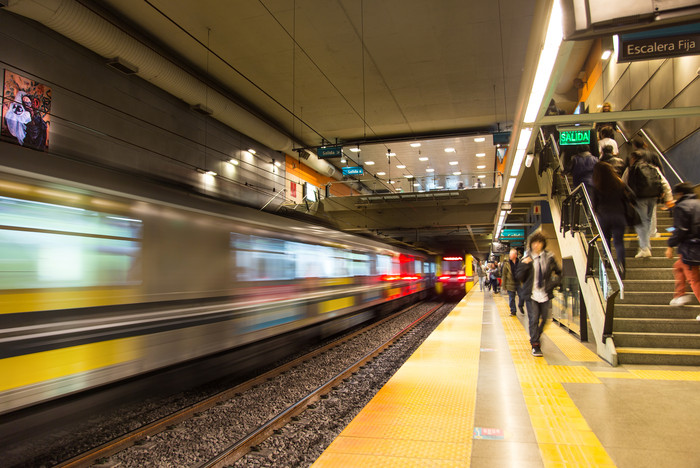
Vista de la estación San José de Flores de la línea A

Está planificada la construcción de otras tres líneas: F, G e I, con los que las líneas en funcionamiento llegarían a nueve. La línea A —inaugurada en 1913— es también una atracción turística, por haber sido la primera línea de subterráneo del hemisferio sur, de Latinoamérica y del mundo de habla hispana, además por conservar catorce de estaciones inauguradas entre 1913 y 1914 en estado prácticamente original.
Tranvía: El tranvía, si bien fue muy importante en épocas pasadas, actualmente solo es una atracción turística ubicada en el barrio de Caballito.
Premetro: El Premetro es un sistema de trenes que recorren las calles de la zona sur de la ciudad. Fue inaugurado en el año 1987 como forma de continuar el servicio de la línea E al final de esta en dirección SO.

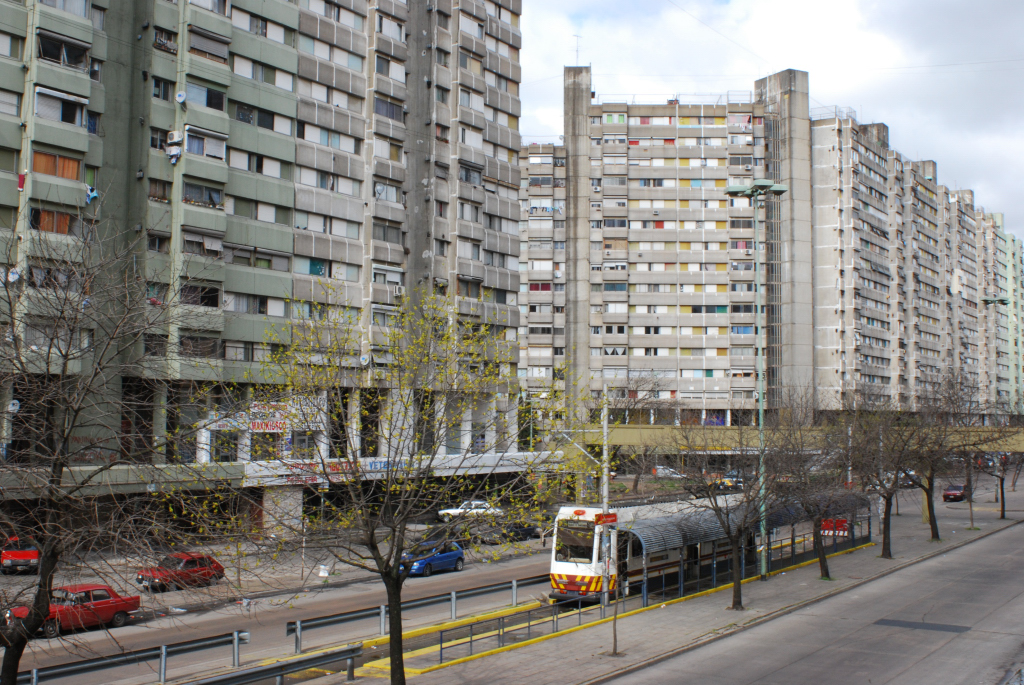
Una formación del premetro en su estación terminal, Centro Cívico

Tren Ligero: La ciudad de Buenos Aires contó en su momento con un sistema de trenes ligeros llamado Tranvía del Este que comenzó a operar en el año 2007 en el barrio de Puerto Madero, y fue suspendido en 2012. El Tren de la Costa, ubicado en la provincia argentina de Buenos Aires, es un tren ligero turístico, inaugurado en 1995 que recorre 15.5 km atravesando elegantes barrios residenciales en forma paralela al Río de la Plata, entre las estaciones Avenida Maipú, ubicada en la localidad de Olivos y Delta, en Tigre.

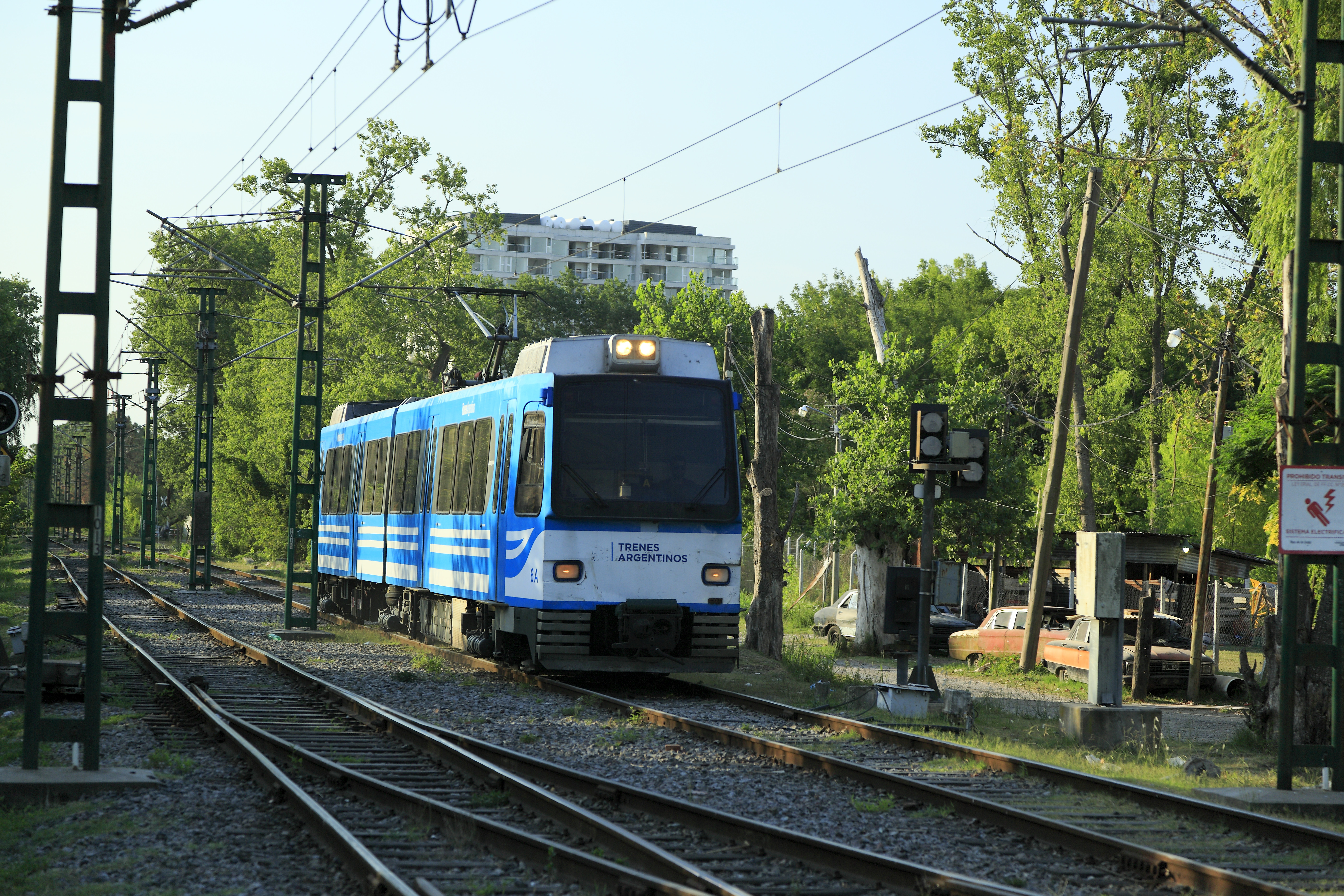
Una formación del Tren de la Costa

En su trayecto de 11 estaciones, pasa por los municipios de Vicente López, San Isidro, San Fernando y Tigre.
Remís: El Remis es un sistema de transporte que, a diferencia de los taxis, solo pueden ser contactados por teléfono y cuentan con tarifa fija.
Taxi: Los taxis circulan continuamente por la ciudad y en pocos minutos se obtiene uno libre durante las 24 horas. Es suficiente un gesto con la mano para que se detenga y poder realizar el viaje deseado. Los taxistas son quienes más conocen la ciudad lo que hace que el viaje sea seguro y rápido. El taxi tiene dos tarifas una que se aplica en el horario de 6:00 hasta las 22:00 y el resto la llamada tarifa 2 o nocturna que tiene un recargo del 20 %. Siempre se debe pagar el monto que indique el reloj y en pesos, sumando el costo del peaje en caso de que lo hubiera durante el viaje. Puede aplicar el taxista y de forma legal un recargo por cada bolso, valija o bulto y también la vuelta, si es que se viaja fuera de la ciudad, hacia la Capital Federal si no vuelve el pasajero. Las apps de transporte particular de pasajeros como uber no están reguladas por el gobierno de la ciudad y están prohibidas en todo el país. En caso de ser detenidos por uno de los habituales controles de vehículos por los agentes de tránsito, el pasajero será infraccionado por la contravención y al chofer se le secuestrará el auto además de pagar una fuerte multa.

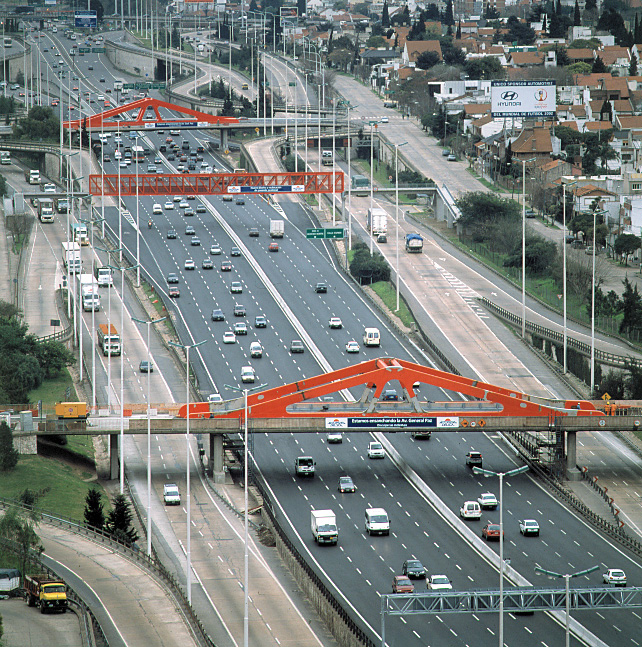
La avenida General Paz es una autopista de gran importancia en el flujo automotor entre la ciudad y la provincia de Buenos Aires

Combis, chárteres y otros: También las combis o chárteres tienen dos terminales propias: la Terminal obelisco y la Terminal Puerto Madero, con el propósito de que las combis que se dirigen hacia y desde el Gran Buenos Aires no obstruyeran el tránsito en el bajo porteño, en la avenida 9 de Julio y al Metrobús. Las combis son usadas por las personas que trabajan en la ciudad y viven en la provincia.
Bicisendas y Ciclovías: Buenos Aires ocupa el décimo cuarto puesto de entre 122 centros urbanos como una de las ciudades más amigables del mundo para movilizarse en bici, según un informe de la Copenhagenize Index Bicycle-Friendly Cities. En los últimos años se llevó a cabo la construcción de bicisendas en las arterias más importantes de la ciudad y el sistema de bicicletas compartidas Ecobici que funcionan automáticamente.
Buenos Aires también cuenta con una red de 269 kilómetros ciclovías integradas y protegidas, estimulando el uso de la bicicleta como medio de transporte, así como un sistema de alquiler gratuito de bicicletas.
Terminales de Ómnibus: En el transporte interurbano de pasajeros se destaca la Terminal de Ómnibus de Retiro, de la que parten servicios pulman con destino al interior del país y a países limítrofes, y el parador de micros de Liniers. En marzo del 2017 se inauguró la tercera terminal de ómnibus de larga distancia, en el barrio de Villa Soldati, denominada Terminal Dellepiane, para servir al área metropolitana.
Autopistas: La ciudad cuenta con cuatro accesos por autopista, que se suman a la gran cantidad de accesos existentes, ya sean puentes o avenidas que cruzan la avenida General Paz. Los accesos por autopista son la Autopista Buenos Aires - La Plata, la Autopista Ricchieri, el Acceso Oeste y el Acceso Norte.
Según un estudio de la CNRT, el ferrocarril es la forma más rápida de llegar desde el conurbano al centro de la ciudad, seguida de cerca por el automóvil particular o taxi, y en tercer lugar, el colectivo, a excepción de la zona sur, donde viajar en automóvil es algo más rápido que hacerlo en tren. Según este mismo estudio, el tren es el medio de transporte más barato, seguido del colectivo, y en último lugar, el automóvil. Y concluye que el ferrocarril, si bien suele ser más rápido y barato que el automóvil, los problemas de puntualidad en los horarios y calidad del viaje, hacen que a pesar del mayor costo e incluso probables demoras, mucha gente elija trasladarse a la capital en auto.

#### Transporte fluvial

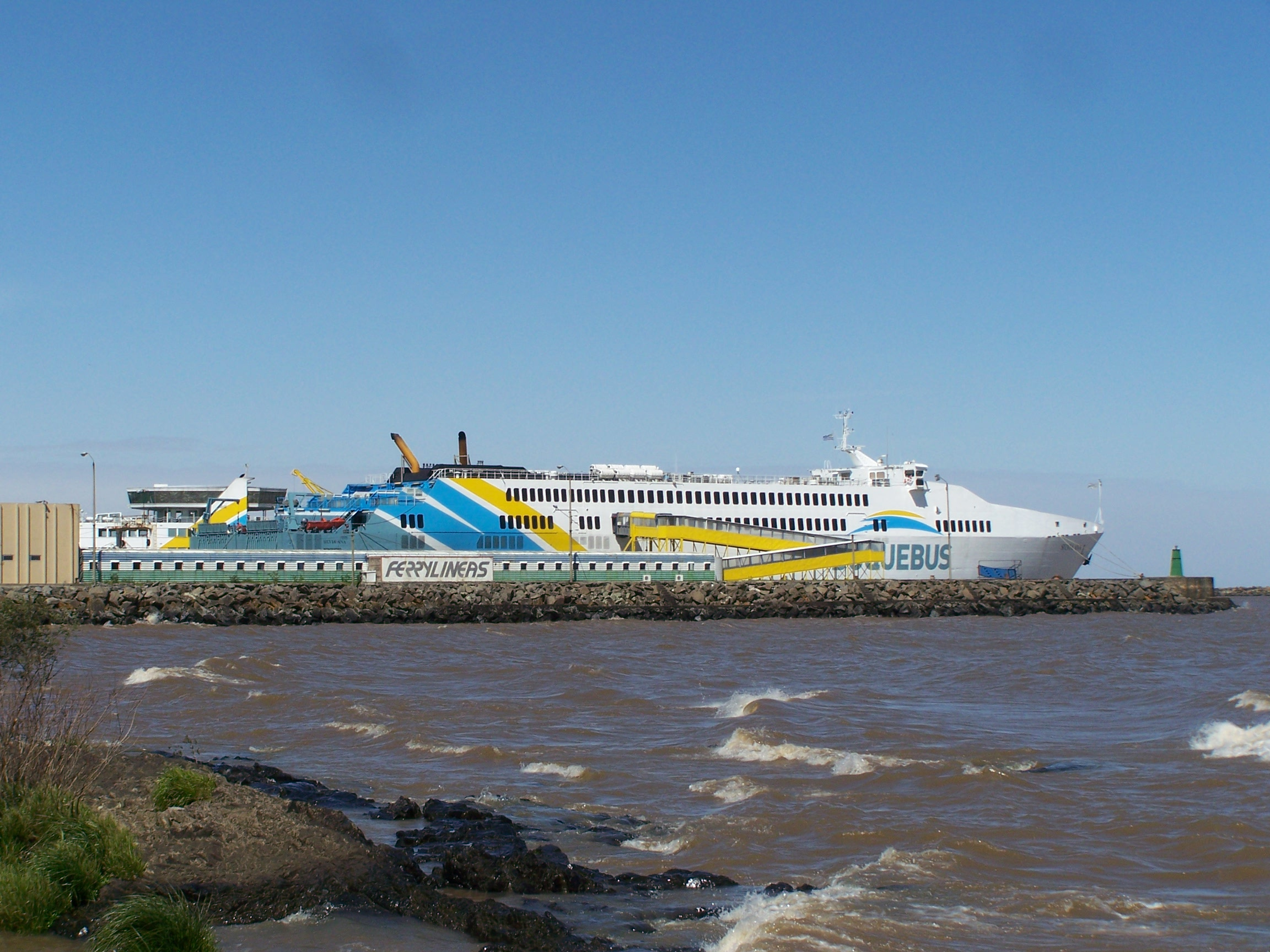
Los ferries de alta velocidad de la empresa Buquebus conectan Buenos Aires con las ciudades costeras del Uruguay

El puerto de Buenos Aires es el mayor del país, y fue tradicionalmente la principal entrada marítima de Argentina. Actualmente maneja el 70 % de las importaciones argentinas y concentra aproximadamente un 40 % del total del comercio exterior del país.
El área metropolitana de Buenos Aires también cuenta con la estación fluvial internacional Domingo Faustino Sarmiento, ubicada en la localidad de Tigre, desde la cual parten lanchas taxi, lanchas colectivas y catamaranes turísticos que realizan recorridos hacia las numerosas islas del delta del Paraná, hacia Carmelo, hacia Nueva Palmira y hacia Colonia (todas ubicadas en la República Oriental del Uruguay); así mismo desde dicha terminal fluvial es posible arribar a Puerto Madero, en la Ciudad de Buenos Aires.

#### Transporte aéreo

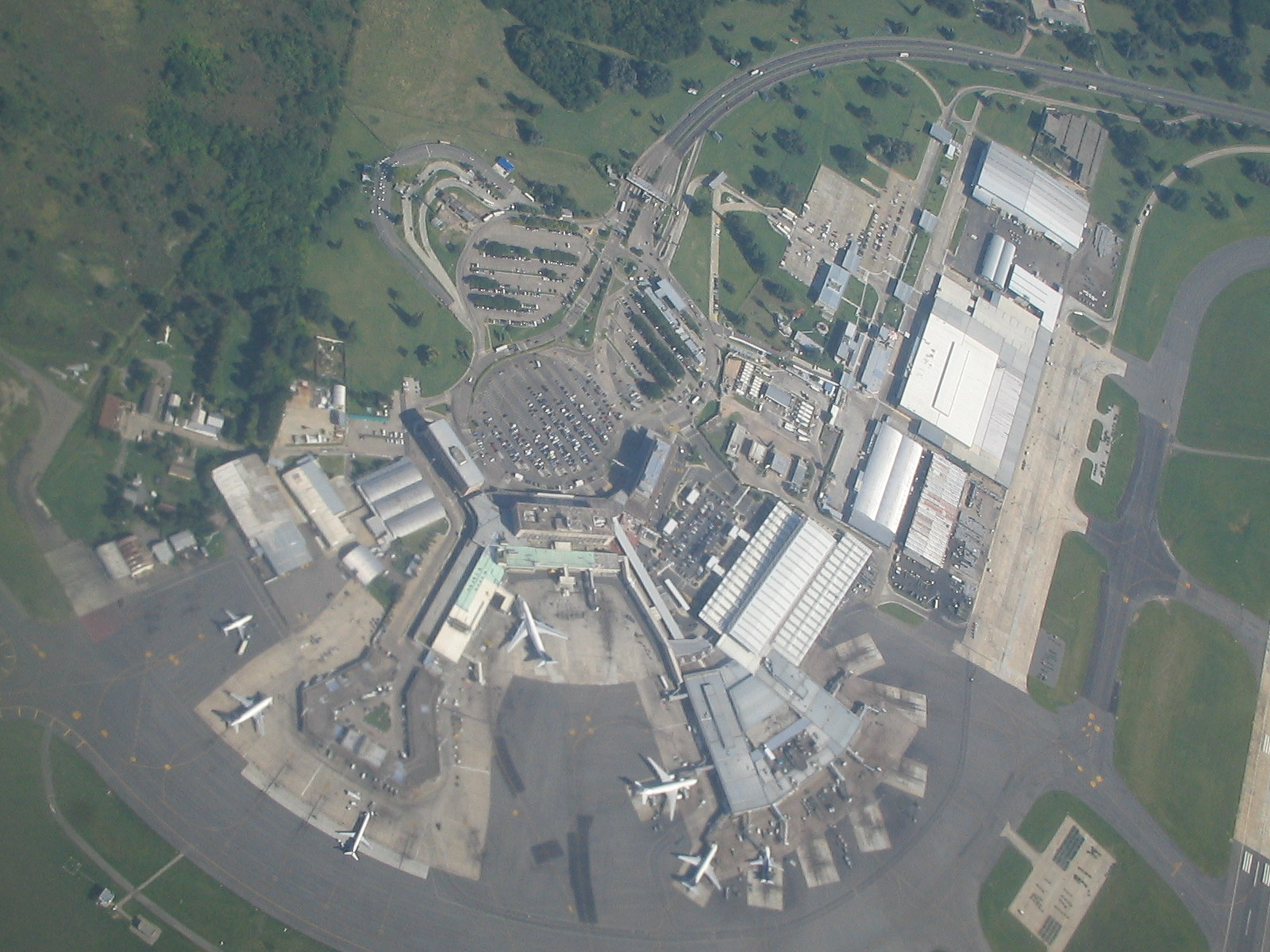
El Aeropuerto Internacional Ministro Pistarini fue calificado como el mejor aeropuerto de la región por Skytrax. Se ubica en Ezeiza, fuera de los límites de la ciudad, pero sirve mayoritariamente a Capital Federal y el área metropolitana

La ciudad y el Gran Buenos Aires tienen tres aeropuertos comerciales, cinco militares y dos privados. Los dos comerciales son el Aeropuerto Internacional Ministro Pistarini, en el partido de Ezeiza, a 35 kilómetros de la ciudad, y el Aeroparque Jorge Newbery en el barrio de Palermo. Además, Buenos Aires cuenta con el único aeropuerto low cost de América Latina, el cual se encuentra destinado a las operaciones de la Aerolínea de bajo costo Flybondi: se trata del Aeropuerto El Palomar, ubicado en el conurbano bonaerense. Este aeropuerto también tiene fines militares. Desde el aeropuerto de Ezeiza hay vuelos a toda Sudamérica, Norteamérica, Europa, África, Oceanía y Asia.
Desde el Aeroparque Jorge Newbery parten principalmente vuelos nacionales y en menor medida presta servicios internacionales con destino a Paraguay, Bolivia, Chile, Brasil y Uruguay. Los códigos IATA de los aeropuertos son EZE (aeropuerto internacional), AEP (aeropuerto Jorge Newbery) y EPA (El Palomar).

### Servicios públicos

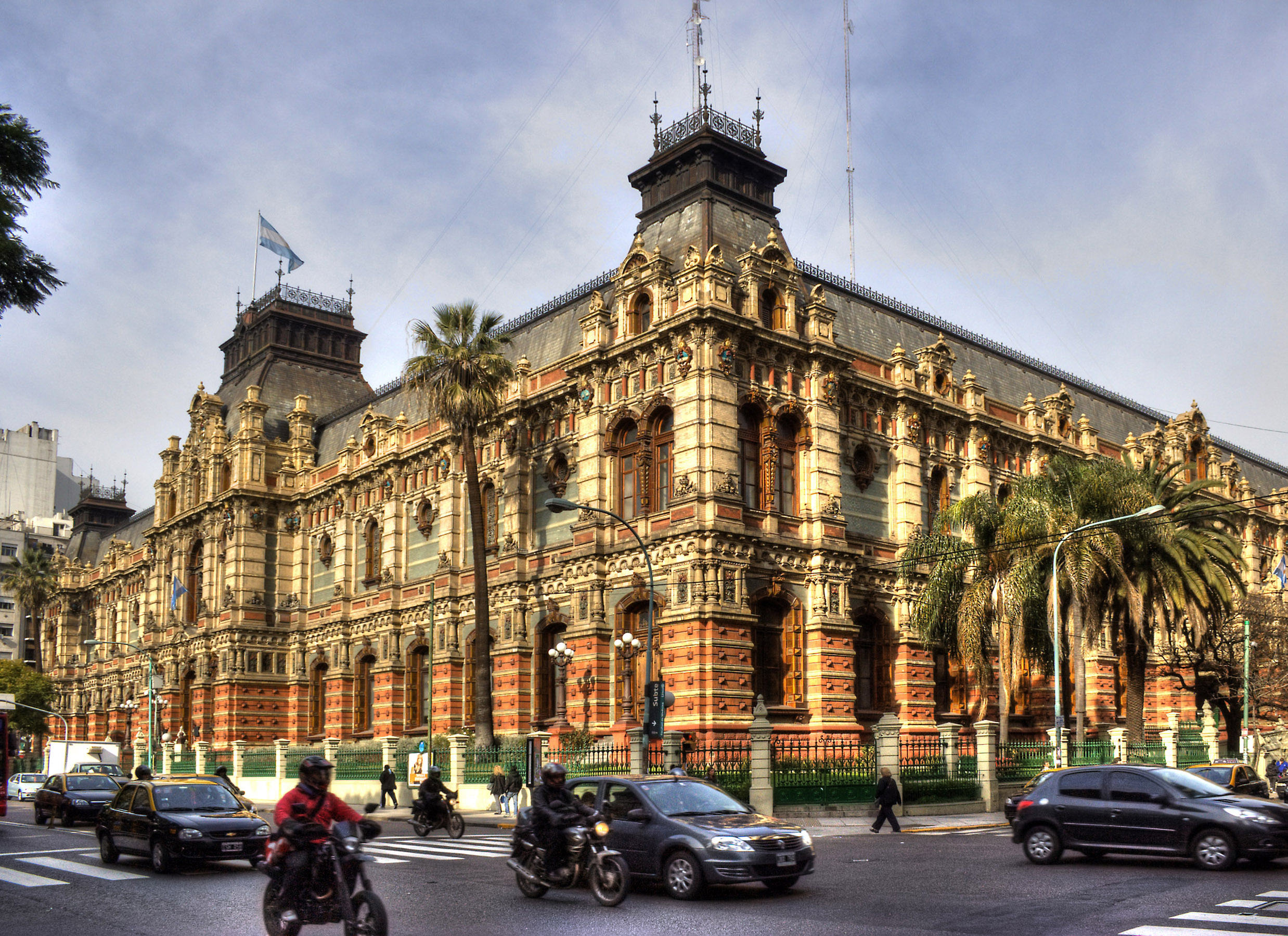
El Palacio de Aguas Corrientes posee una de las arquitecturas más exuberantes de la ciudad

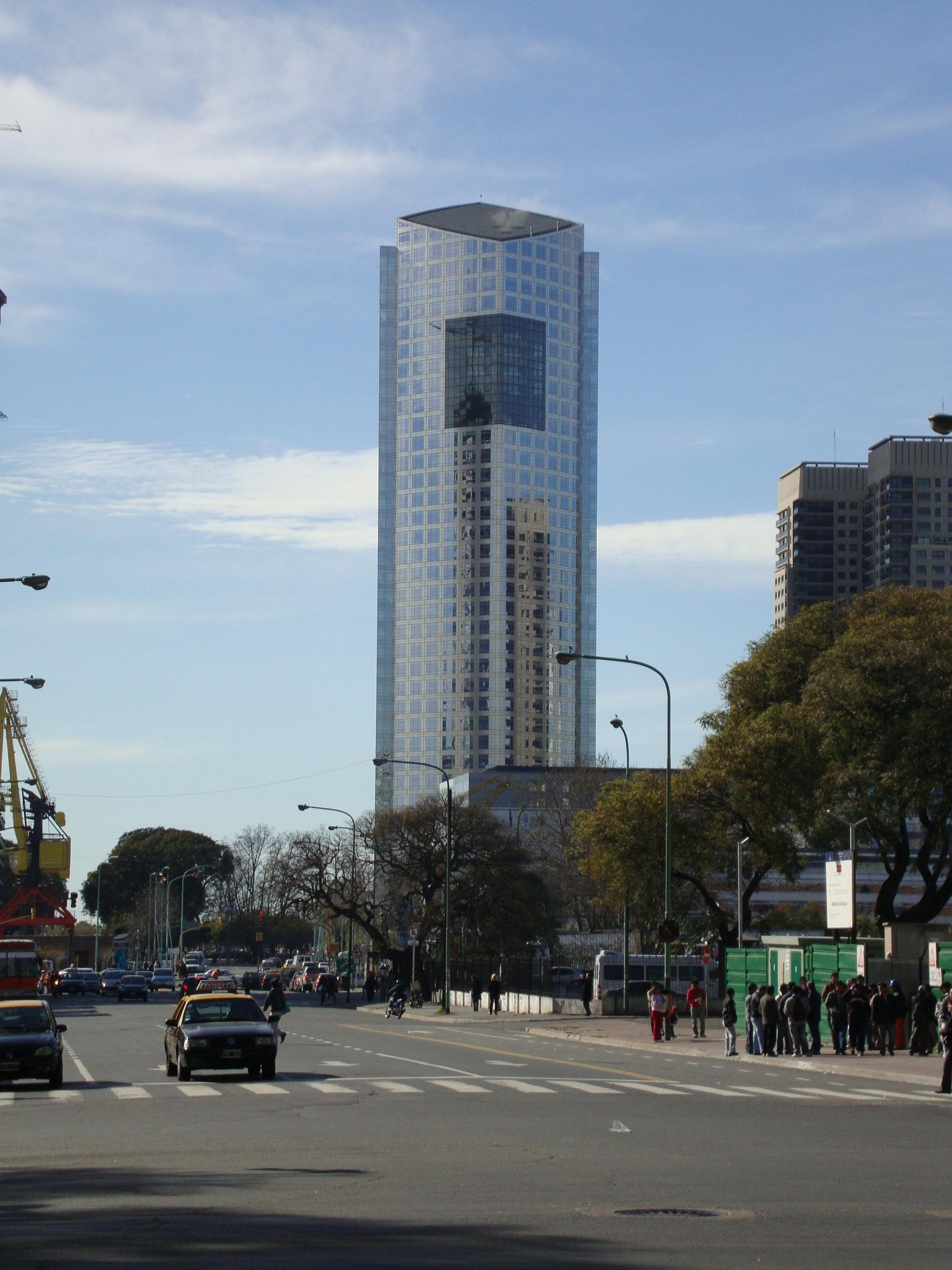
La Torre YPF, sede de la petrolera argentina YPF

El servicio de agua corriente y cloacas fue administrado desde 1993 hasta 2006 por la empresa Aguas Argentinas, en marzo de 2006 su concesión fue rescindida. Para reemplazarla, el Estado nacional creó la empresa estatal Aguas y Saneamiento Argentinos (AYSA).El servicio es suministrado mediante dos plantas potabilizadoras, la planta General San Martín y la planta General Belgrano. La Planta Potabilizadora General San Martín, inaugurada en 1913, se encuentra ubicada en el barrio de Palermo, contando con una superficie de 28.5 ha y con una producción de 3 100 000 m³ de agua diarios. La Planta Potabilizadora General Belgrano se encuentra en la provincia de Buenos Aires, en la localidad de Bernal. Fue inaugurada en 1978 y cuenta con una superficie de 36 ha y una producción de 1 700 000 m³ diarios.
El servicio de gas natural es suministrado por MetroGAS desde diciembre de 1992. Durante 2006 fueron distribuidos un total de 4 398 286 000 m³ de gas, siendo 1 031 385 000 m³ para usuarios residenciales, 339 704 000 m³ para Gas Natural Comprimido, 169 264 000 m³ para usuarios comerciales, 173 411 000 m³ para industrias, 2 629 972 000 m³ para usinas eléctricas y 55 007 000 m³ para los entes oficiales.
El servicio eléctrico se encuentra a cargo de dos empresas: Edesur y Edenor. El área de cobertura de Edenor se encuentra delimitada por: Dársena «D», calle sin nombre, traza de la futura Autopista Costera, prolongación avenida Pueyrredón, avenida Córdoba, vías del Ferrocarril San Martín, avenida General San Martín, Zamudio, Tinogasta, avenida General San Martín, avenida General Paz y el Río de La Plata; mientras que Edesur se encarga del servicio en el resto de la ciudad. Según valores provisorios de 2004 la ciudad generó 14 783 018 MWh, mientras que solamente consumió 9 689 504. La principal planta de producción de energía eléctrica es la central térmica Costanera, situada en la zona sur del área portuaria, con una potencia instalada de 2304 MW.
El servicio de telefonía fija es brindado por Telecom Argentina y Telefónica de Argentina. Estas empresas son las encargadas de brindar el servicio desde la privatización de ENTel, en 1990. Para el año 2006 se encontraban en servicio 1 604 750 líneas de telefonía, mientras que para el 2005 existían 9 491 787 abonados a la telefonía móvil. Además existían en 2006 1 068 859 accesos residenciales a internet y 77 948 accesos de organizaciones. En cuanto al servicio televisión por cable, en 2006 había 2 752 323 abonados al mismo.
El servicio de recolección de residuos se encuentra organizado en seis zonas de recolección, en las cuales el servicio lo presta una empresa diferente. En la Zona 1 (que incluye los antiguos CGP 1, 2S, 2N y 3) el servicio lo brinda la empresa Cliba, en la Zona 2 (que incluye los antiguos CGP 13, 14O y 14E) es brindado por la empresa AESA, en la Zona 3 (que incluye los antiguos CGP 4, 5 y 6) el servicio lo presta la empresa URBASUR, en la Zona 4 (que incluye los antiguos CGP 7 y 10) el servicio lo brinda la empresa Níttida, en la Zona 5 (que incluye los antiguos CGP 8 y 9) es brindado por el Ente de Higiene Urbana y en la Zona 6 (que incluye los antiguos CGP 11 y 12) lo presta la empresa INTEGRA. A su vez, desde el año 2008 el Ministerio de Ambiente y Espacio Público lleva a cabo la formalización de recuperadores urbanos con el fin de que realicen la recuperación de materiales reciclables en condiciones de trabajo dignas, higiénicas y seguras. Actualmente, más de 2100 recuperadores ya están trabajando sin menores, con uniforme, credencial, recursos y logística provistos por el gobierno de la ciudad, en el marco de las leyes de Basura Cero (n.º 1854) y la 992 (recuperadores urbanos).
Sus habitantes cuentan con un elevado acceso a los servicios públicos: el 99.9 % cuenta con agua de red, la misma cantidad cuenta con electricidad de red, el 92.8 % cuenta con gas de red, el 99.6 % con alumbrado público, el 99.3 % con recolección de residuos y el 89.7 % de los hogares cuenta con telefonía. Estas cifras disminuyen para la población residente en villas, si bien la totalidad de sus habitantes recibe agua corriente (incluyendo la canilla pública), el 99.5 % dispone de energía eléctrica, el 93.1 % de alumbrado público, el 87.8 % de recolección de residuos y solo el 1.3 % de gas corriente.

### Despliegue de las Fuerzas Armadas
| Unidades                                                                               | Abreviatura               | Localización                                |
| -------------------------------------------------------------------------------------- | ------------------------- | ------------------------------------------- |
| Estado Mayor General del Ejército                                                      | EMGE                      | Edificio Libertador (Monserrat) (Monserrat) |
| Inspectoría General del Ejército                                                       | IGE                       | Edificio Libertador (Monserrat)             |
| Dirección General de Planes, Programas y Presupuesto                                   | DGPPP                     | Edificio Libertador (Monserrat)             |
| Dirección General de Administración y Finanzas                                         | DGAF                      | Edificio Libertador (Monserrat)             |
| Dirección General de Asuntos Jurídicos                                                 | DGAJ                      | Edificio Libertador (Monserrat)             |
| Dirección de Contaduría y Finanzas del EMGE                                            | DCF                       | Edificio Libertador (Monserrat)             |
| Secretaría de Coordinación del SUBJEMGE                                                | SC SUBJEMGE               | Edificio Libertador (Monserrat)             |
| Cuartel General del Ejército                                                           | Cu Gral Ej                | Edificio Libertador (Monserrat)             |
| Dirección General de Comunicaciones, Informática y Ciberdefensa                        | DGCIC                     | Edificio Libertador (Monserrat)             |
| Dirección General de Personal y Bienestar                                              | DGPB                      | Edificio Libertador (Monserrat)             |
| Dirección General de Salud                                                             | DGS                       | Parque Patricios                            |
| Dirección General de Inteligencia                                                      | DG Icia                   | Edificio Libertador (Monserrat)             |
| Dirección General de Ingenieros e Infraestructura                                      | DGII                      | Edificio Libertador (Monserrat)             |
| Dirección General de Investigación y Desarrollo                                        | DGID                      | Edificio Libertador (Monserrat)             |
| Dirección General de Organización y Doctrina                                           | DGOD                      | Edificio Libertador (Monserrat)             |
| Dirección de Remonta y Veterinaria                                                     | DRV                       | Palermo                                     |
| Dirección General de Material                                                          | DGM                       | Palermo                                     |
| Dirección de Asuntos Históricos del Ejército                                           | DAHE                      | San Telmo                                   |
| Dirección de Educación Preuniversitaria del Ejército                                   | DEP                       | Palermo                                     |
| Anexo General San Martín                                                               | n/d                       | Palermo                                     |
| Dirección de Educación a Distancia y Aprendizaje Autónomo                              | DEADIA                    | Palermo                                     |
| Escuela de Idiomas del Ejército Argentino                                              | Ec Idiomas                | Palermo                                     |
| Escuela de Informática del Ejército Argentino                                          | Ec Info                   | Palermo                                     |
| Sistema de Educación a Distancia del Ejército Argentino                                | SEADEA                    | Palermo                                     |
| Facultad del Ejército «Mayor Francisco Romero»                                         | FE                        | Palermo                                     |
| Escuela Superior de Guerra «Teniente General Luis María Campos»                        | ESG                       | Palermo                                     |
| Facultad de Ingeniería del Ejército «General de División Manuel Nicolás Savio»         | FIE                       | Palermo                                     |
| Regimiento de Infantería 1 «Patricios»                                                 | RI 1                      | Palermo                                     |
| Regimiento de Granaderos a Caballo «General San Martín»                                | RGC                       | Palermo                                     |
| Destacamento Militar «Casa de Gobierno»                                                | Dest Mil Casa de Gobierno | Casa Rosada                                 |
| Junta Médica Regional Buenos Aires                                                     | JMR Buenos Aires          | Parque Patricios                            |
| Batallón de Comunicaciones 602                                                         | B Com 602                 | Palermo                                     |
| Hospital Militar Central «Cirujano Mayor Dr. Cosme Argerich»-Hospital General 601      | H Grl 601-HMC             | Palermo                                     |
| Hospital Militar Campo de Mayo «Cirujano Primero Dr. Juan Madera»-Hospital General 602 | H Grl 602-HMCM            | Palermo                                     |

| Elemento                                                        | Abreviatura | Asiento                                                 |
| --------------------------------------------------------------- | ----------- | ------------------------------------------------------- |
| Estado Mayor General de la Fuerza Aérea                         | EMGFA       | Edificio Cóndor (Retiro, CABA)                          |
| Dirección General de Educación                                  | DGM         | Edificio Cóndor (Retiro, CABA)                          |
| Dirección General de Investigación y Desarrollo                 | DIGID       | Edificio Cóndor (Retiro, CABA)                          |
| Dirección General de Salud                                      | DGS         | Edificio Cóndor (Retiro, CABA)                          |
| Dirección General de Seguridad y Defensa Terrestre              | DGSDT       | Edificio Cóndor (Retiro, CABA)                          |
| Dirección General de Seguridad Aeroespacial Militar             | DGSOAM      | Edificio Cóndor (Retiro, CABA)                          |
| Dirección General de Líneas Aéreas del Estado                   | LADE        | Edificio Cóndor (Retiro, CABA)                          |
| Dirección General de Comunicaciones, Informática y Ciberdefensa | DIGCIC      | Edificio Cóndor (Retiro, CABA)                          |
| Comando de Adiestramiento y Alistamiento de la Fuerza Aérea     | CAAFA       | Edificio Cóndor (Retiro, CABA)                          |
| Comando de Material                                             | CM          | Edificio Cóndor (Retiro, CABA)                          |
| Escuela Superior de Guerra Aérea                                | ESGA        | Centro Educativo de las Fuerzas Armadas (Palermo, CABA) |
| Hospital Aeronáutico Central                                    | HAC         | Nueva Pompeya (CABA)                                    |

| Elemento                                                       | Abreviatura | Asiento                                                 |
| -------------------------------------------------------------- | ----------- | ------------------------------------------------------- |
| Estado Mayor General de la Armada                              | EMGA        | Edificio Libertad (Retiro, CABA)                        |
| Dirección General de Comunicaciones e Informática de la Armada | DGCI        | Edificio Libertad (Retiro, CABA)                        |
| Dirección General de Salud de la Armada                        | DGSA        | Edificio Libertad (Retiro, CABA)                        |
| Dirección General de Material de la Armada                     | DGMN        | Edificio Libertad (Retiro, CABA)                        |
| Escuela de Guerra Naval                                        | ESGN        | Centro Educativo de las Fuerzas Armadas (Palermo, CABA) |
| Apostadero Naval Buenos Aires                                  | ANBA        | Retiro (CABA)                                           |
| Escuela Nacional Fluvial                                       | ESNF        | Puerto Madero (CABA)                                    |
| Departamento de Estudios Históricos Navales                    | DEHN        | La Boca (CABA)                                          |
| Hospital Naval Buenos Aires                                    | HNBA        | Caballito (CABA)                                        |

## Educación

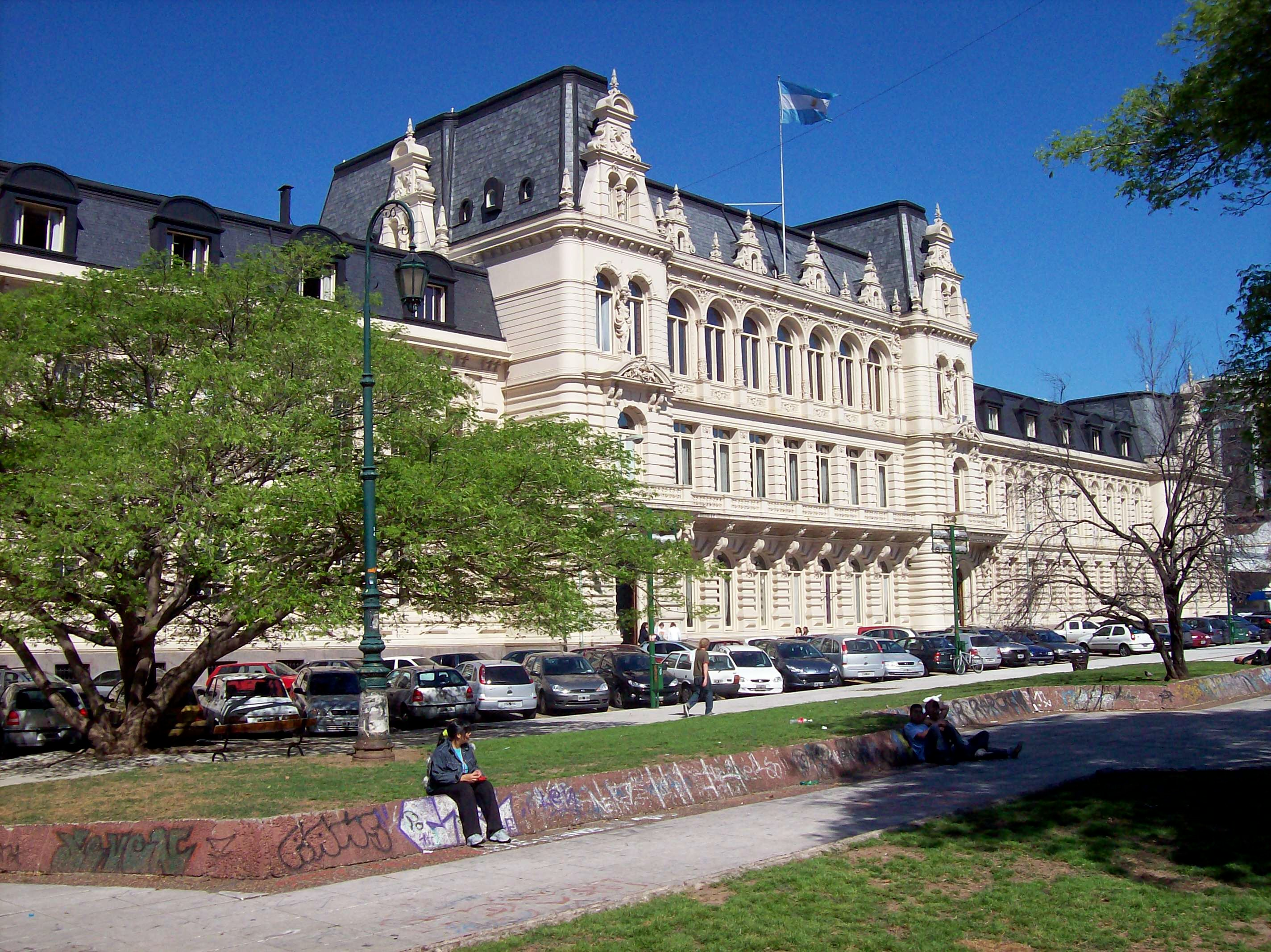
Palacio Pizzurno, sede del Ministerio de Educación

La Ciudad de Buenos Aires cuenta con el menor índice de analfabetismo de la República Argentina, siendo de 0.45 % entre los mayores de 10 años.
Según una encuesta realizada por la Dirección General de Estadística y Censos en 2006, la tasa de escolarización por nivel es de 96.5 % para el nivel inicial (5 años) es de 98.6 % para el nivel primario (6 a 12 años) y de 87.0 % para el nivel medio (13 a 17 años). Además, la cantidad de alumnos matriculados se mantiene en aumento, alcanzando los 656 571 alumnos en 2318 establecimientos durante el 2006.
En el año 2013, hubo una mayor inscripción a las escuelas públicas de educación primaria, revirtiendo 10 años de retroceso en la ciudad y convirtiéndose en el único distrito del país en lograr que caiga la pérdida de inscripciones frente a los institutos privados, sin embargo la matrícula en la escuela secundaria pública aún continuó cayendo ese año.
Buenos Aires cuenta con una gran cantidad de establecimientos educativos. Salvo en el caso de las escuelas primarias donde hay más establecimientos estatales, es mayor el número de establecimientos privados. Sin embargo la cantidad de alumnos matriculados en establecimientos educativos de gestión privada es levemente menor a la registrada en las instituciones estatales.
La ciudad recibe también a estudiantes que viven en la provincia de Buenos Aires, durante 2005 el porcentaje de alumnos con residencia en esa provincia que asistieron a escuelas estatales fue del 4.5 % en el nivel inicial, del 11.8 % en el nivel primario, del 19.5 % en el nivel medio.

### Educación primaria y secundaria

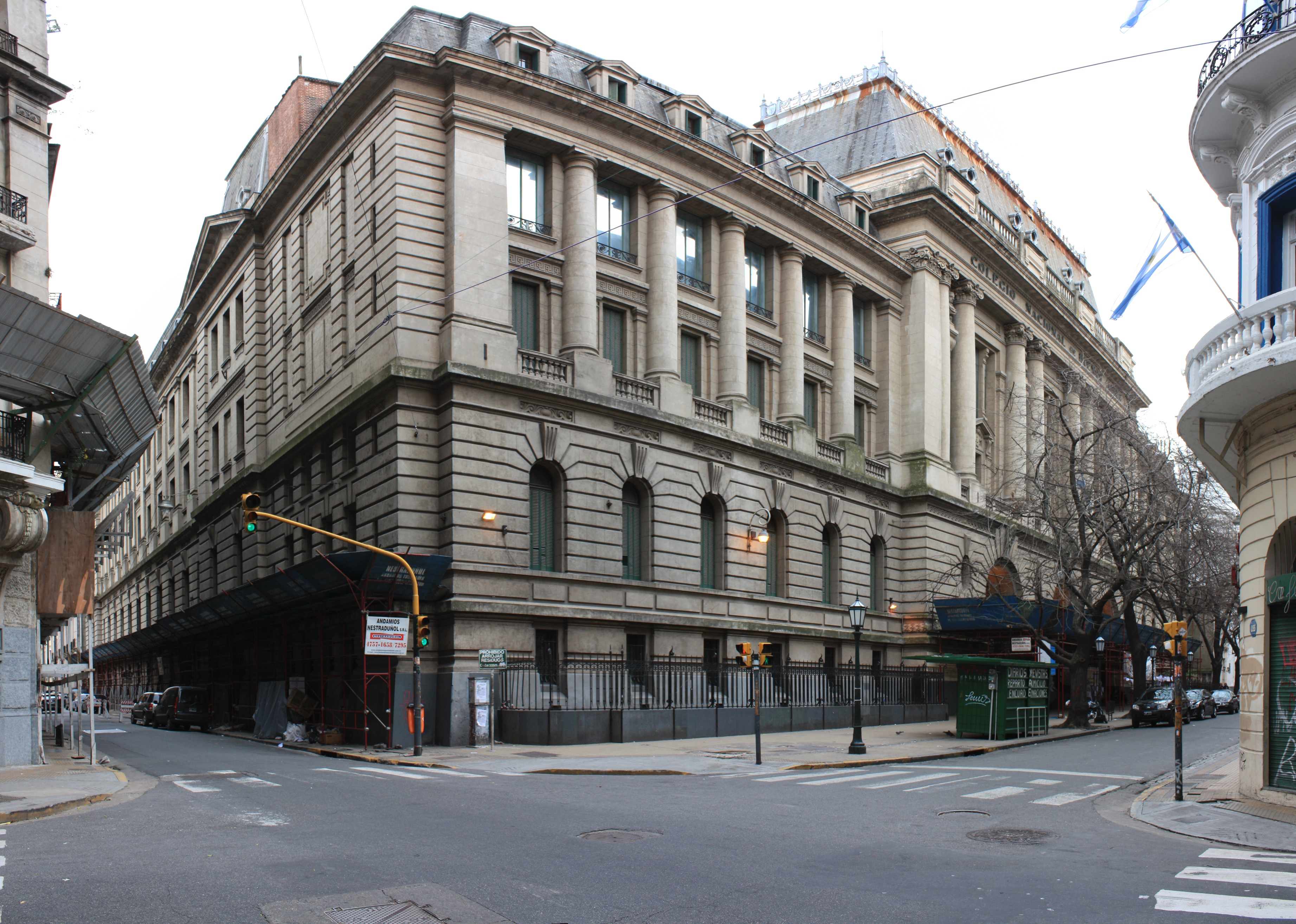
El Colegio Nacional de Buenos Aires es uno de los institutos educativos más prestigiosos del país y de América Latina

La educación inicial corresponde al período entre los 45 días y los cinco años. Los Jardines Maternales se encargan de la educación de menores entre los 45 días y los dos o tres años, según el establecimiento. Las llamadas Escuelas Infantiles abarcan el período completo, entre los 45 días y los cinco años.
La educación primaria abarca desde los seis a los doce años del menor, y es obligatoria en toda la República Argentina. En todas se enseña un segundo idioma, en las de gestión oficial solamente desde el 4.º grado (inglés en las instituciones de jornada simple; e inglés, francés o italiano en las de jornada completa), aunque en la ciudad funcionan 22 establecimientos plurilingües, donde además del castellano se enseña inglés, francés, alemán, portugués o italiano.
La educación media está destinada a los menores de entre 13 y 18 años de edad, puede alcanzar los 19 años en algunas modalidades, y está organizada en un ciclo básico que incluye los tres primeros años, y un ciclo de especialización que incluye el período restante (hasta los 19 solo en las escuelas técnicas). A diferencia de muchas provincias, la Ciudad de Buenos Aires mantuvo sus escuelas técnicas, y mediante la Ley 898 se dispuso que el nivel medio de educación sea obligatorio. Algunos colegios son dependientes de la Universidad de Buenos Aires como por ejemplo el Instituto Libre de Segunda Enseñanza, el Escuela Superior de Comercio Carlos Pellegrini y el Colegio Nacional de Buenos Aires; Mientras que otros son dependientes del Gobierno de la Ciudad de Buenos Aires como por ejemplo la Escuela Técnica Otto Krause y la Escuela Técnica Raggio.

### Educación superior

Logo de la Universidad de Buenos Aires

La ciudad es sede de algunas de las Universidades más importantes del país, incluyendo las diferentes modalidades de educación terciaria. Buenos Aires es una ciudad con gran peso a nivel regional en materia de educación superior. La consultora británica Top Universities en un estudio de 2013 consideró a la ciudad como la mejor ciudad para estudiantes en América Latina. En el curso 2014 la ciudad tuvo una población universitaria que rondaba el medio millón de estudiantes, aproximadamente uno de cada tres de todo el país, de los cuales un 68.4 % de los estudiantes asistieron a universidades públicas.
Con sus 308 748 estudiantes, la Universidad de Buenos Aires (UBA), que es pública, es la mayor universidad de educación presencial en toda América Latina. Fue fundada el 12 de agosto de 1821 y se divide en dos terrenos —la Ciudad Universitaria y Centro Universitario Regional Paternal— que agrupan varias de sus entidades académicas, contando con un total de trece facultades. El primer año de todas las carreras lo constituye el Ciclo Básico Común (CBC), que debe ser aprobado para ingresar a la facultad correspondiente. La Universidad también posee ocho centros universitarios regionales, quince museos y cinco unidades asistenciales. Cada uno de estos miembros de la Universidad de Buenos Aires tiene sus propios procedimientos de admisión y sus propios premios a los estudios que imparten. Desde hace varios años, la Universidad de Buenos Aires es calificada según distintos y prestigiosos rankings internacionales como la mejor universidad de Iberoamérica y de habla hispana, integrando el selecto club de élite de las mejores cien universidades del mundo.
En la ciudad también hay otras instituciones de estudios superiores ajenas a la Universidad de Buenos Aires, entre ellas la Universidad Caece, la Universidad de Palermo, la Universidad Católica Argentina, la Escuela Nacional de Náutica Manuel Belgrano, la Universidad del Salvador, la Universidad de Belgrano, el Instituto Tecnológico de Buenos Aires, la Universidad Argentina de la Empresa, la Universidad Torcuato Di Tella, que son privadas. También se encuentran las principales sedes de la Universidad Tecnológica Nacional, Universidad Nacional de Tres de Febrero, y están algunas sedes de la Universidad Nacional de General San Martín (Argentina) que son públicas al igual que la UBA. Hay algunos terciarios dependientes de la ciudad tales como el Instituto Superior del Profesorado «Dr. Joaquín V. González», así como institutos dedicados al arte como la Universidad Nacional de las Artes o la Escuela Superior de Bellas Artes.

## Religiones

### Libertad de culto
Al igual que en todo el país, la libertad de culto del ciudadano porteño está garantizado por el Artículo 14 de la constitución nacional, aunque el Estado reconoce un carácter preeminente a la Iglesia católica que cuenta con un estatus jurídico diferenciado respecto al del resto de iglesias y confesiones.
El 2 de febrero de 1825 se firma el tratado de Tratado de Amistad, Comercio y Navegación entre Argentina y el Reino Unido que, entre otras cosas, da libertad religiosa a los súbditos de Gran Bretaña residentes en las Provincias Unidas del Río de la Plata. Esto permite que el 25 de septiembre de 1825 se realice un culto anglicano, siendo la primera vez que se realiza una celebración religiosa no Católica Apostólica Romana en Argentina. Lo oficia el Rvdo. John Armstrong. En 1831 se inaugura en la Ciudad Autónoma de Buenos Aires la Catedral Anglicana de San Juan Bautista, que es el templo protestante más antiguo de Argentina y de Sudamérica.

### Principales seguidores

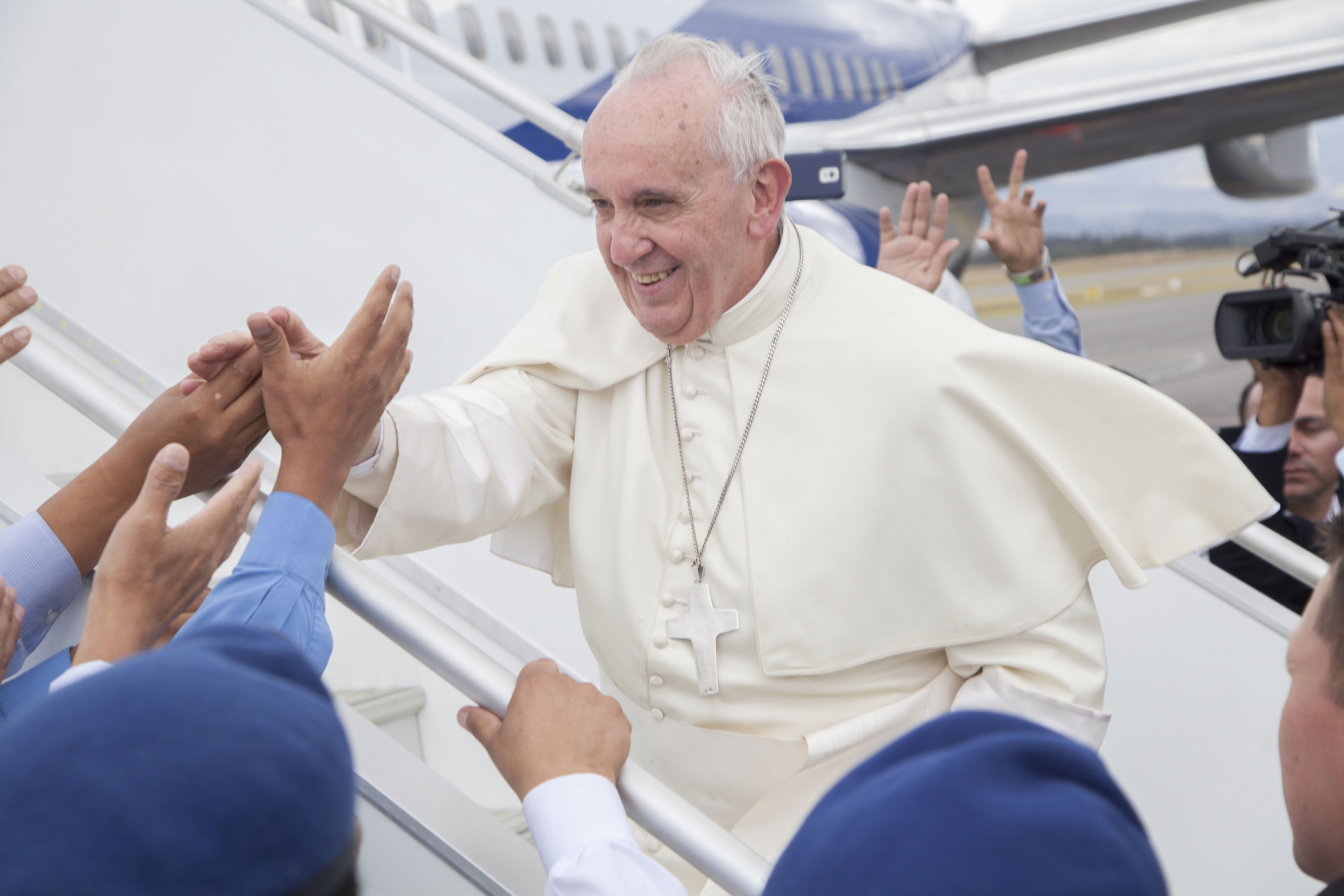
El papa Francisco, nacido en Buenos Aires, se convirtió en el primer papa americano de la Iglesia católica

Según la encuesta proporcionada por el Conicet respecto a la situación religiosa de acuerdo a las diferentes regiones argentinas en 2008, Buenos Aires, al ser parte de la región Gran Buenos Aires y Capital Federal aunque es la región más indiferente hacia lo religioso con un 18.0%, los católicos son el 69.1% de la población. Mientras es la cuarta área de los evangélicos con el 9.1%. Por su pasado de inmigración y distintas corrientes de inmigración actuales es donde se concentra el máximo de las religiones minoritarias con el 2.3%.

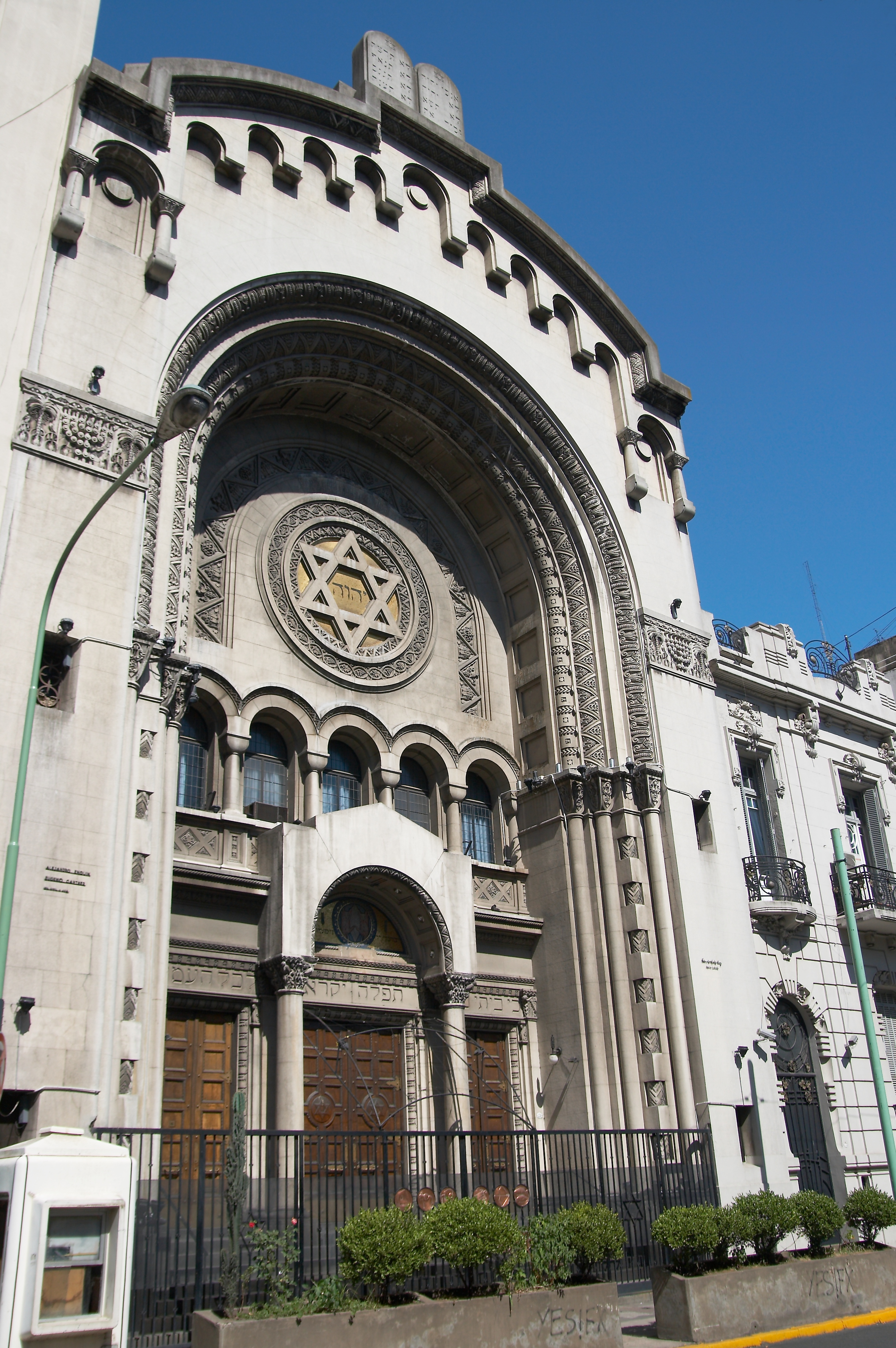
Sinagoga de la Congregación Israelita Argentina, ubicada donde fue la primera sinagoga de la ciudad en 1897

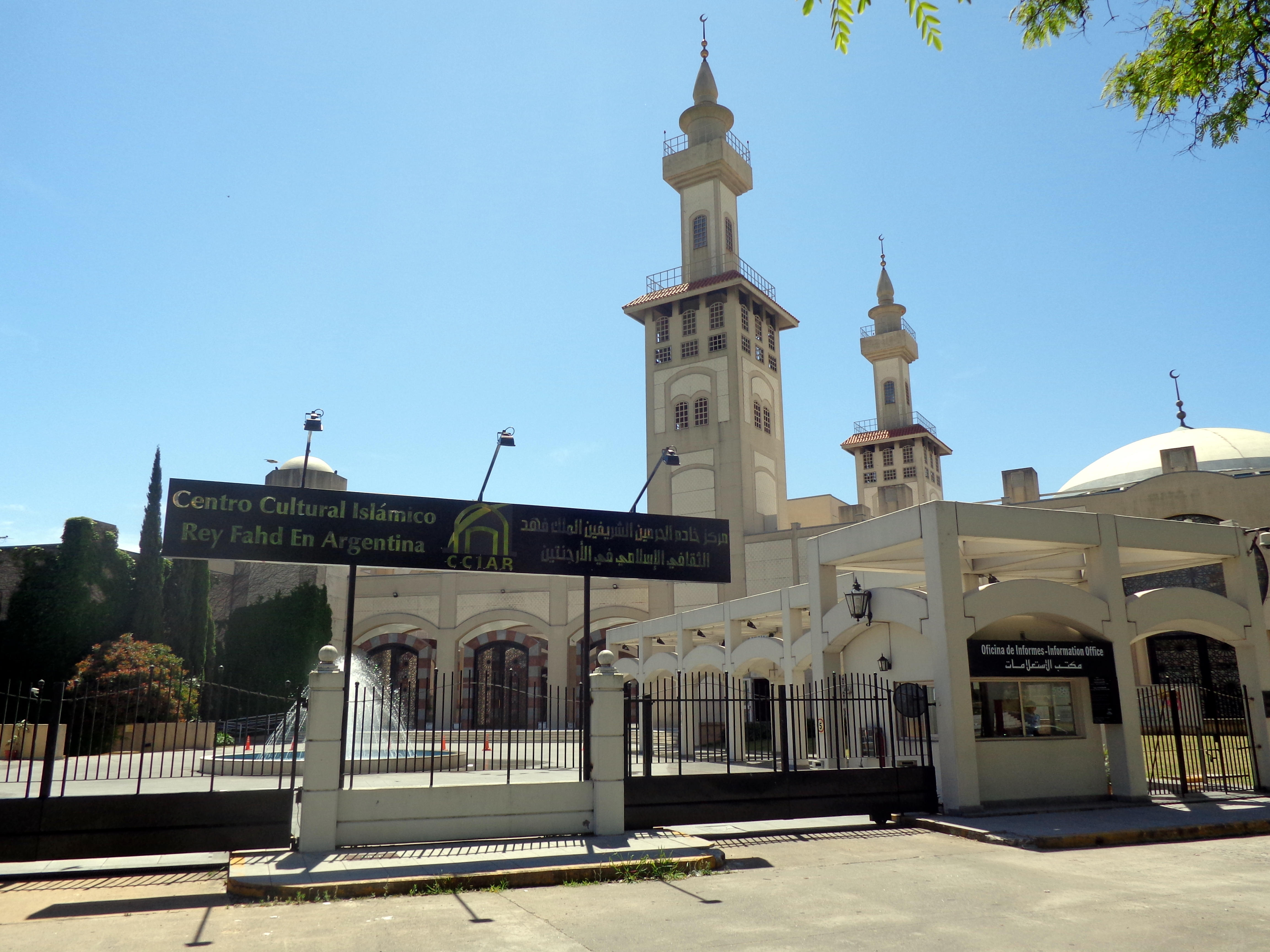
Centro Cultural Islámico Rey Fahd, en Palermo

La mayor parte de los porteños se declaran profesantes de la religión católica. El Arzobispo de Buenos Aires, actualmente Jorge Ignacio García Cuerva, es el Primado de la Iglesia católica en Argentina. El anterior Arzobispo de Buenos Aires era Mario Aurelio Poli. Jorge Mario Bergoglio era el antiguo arzobispo hasta que en el cónclave del 2013 fue elegido como el papa Francisco, es el primer papa jesuita, el primero proveniente del hemisferio sur y el primero no europeo desde el sirio Gregorio III ―fallecido en 741―.
A pesar de su larga tradición católica, la Argentina tiene solo dos santos reconocidos: el mártir Héctor Valdivielso Sáez (1910-1934) y el sacerdote diocesano José Gabriel Brochero (1840-1914); el primero nació en Buenos Aires.
También en la ciudad existe una importante cantidad de templos evangélicos o protestantes que representan el 9.1 % de la población.
El judaísmo es la segunda religión más practicada en la ciudad después del cristianismo. La población judía en la Argentina es la más grande de América Latina, la tercera en el continente y la séptima más grande del mundo fuera de Israel. Al año 2006 se calculaba una población de alrededor de 184 500 judíos según algunas estimaciones, otras, basadas en un informe del JOINT (o JDC: Jewish Joint Distribution Committee, comisión judía de distribución conjunta) fundamentado en una muestra de 30 000 hogares, estimaba (en 2005) 233 000 judíos en Buenos Aires y alrededores, basándose en la definición de judío de acuerdo a la Ley del Retorno de Israel.
Otras religiones de importancia son los Testigos de Jehová y los mormones, mientras que otra gran parte de la población se considera ateo o agnóstico.
Asimismo, la ciudad cuenta con la presencia de algunas mezquitas, siendo el centro cultural islámico Rey Fahd, localizado en el barrio de Palermo, la mezquita más grande de Argentina y de América Latina.

## Economía

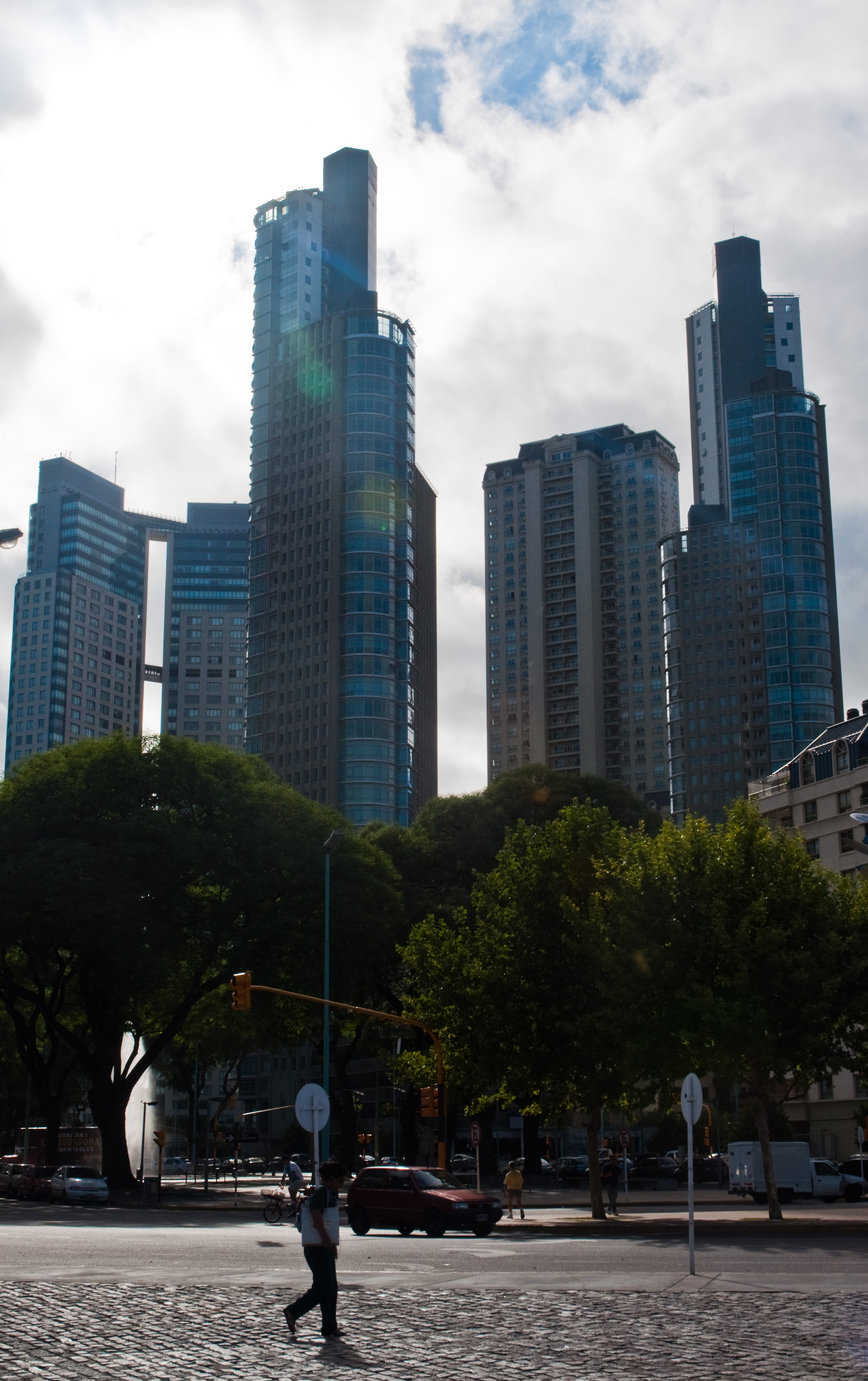
Puerto Madero

En 2008 el Producto Bruto Geográfico (PBG) de la Ciudad de Buenos Aires fue de aproximadamente 460 455 millones de pesos argentinos (ARS), lo que resulta en $80 400 (peso argentino) per cápita. El ingreso, aproximadamente US$ 24.900 (dólar estadounidense) per cápita, fue muy superior al nacional de ese año y ubica a la ciudad con el segundo mayor ingreso per cápita de Latinoamérica en términos nominales, después de Ciudad de México.
Esto, debido al tipo de cambio relativamente devaluado del peso argentino, presenta importantes distorsiones, ya que, teniendo el poder adquisitivo en cuenta, Buenos Aires cuenta con el mayor producto per cápita en la región latinoamericana.
El PBG real creció en 2006 un 11.4 % respecto de 2005.
El principal sector económico de Buenos Aires es el sector Servicios, que representa el 78 % de su PBG en términos constantes, mucho mayor al 56 % a nivel nacional. Las ramas más importantes son las de servicios inmobiliarios, informáticos, servicios profesionales, servicios a las empresas y de alquiler y los servicios de intermediación financiera.
Uno de los sectores más dinámicos fue la construcción, ya que la cantidad de permisos para construir aumentó un 44 %, siendo las comunas 6, 8 y 11 las de mayor crecimiento con un 164 %, 132 % y 130 % respectivamente. La influencia del sector en el PBG alcanzó los 7480 millones de pesos en 2006.
En cuanto a los servicios financieros, Buenos Aires genera el 70 % del valor agregado de la Nación. Concentra el 53 % de los depósitos bancarios y el 60 % de los préstamos al sector privado no financiero, que ascienden a 90 446 y 53 567 millones de pesos, respectivamente. Además, el 90 % de las entidades financieras del país tienen su sede central en esta ciudad.
La industria manufacturera representa el 20.2 % del PBG. El sector sufrió un aumento del 10 % respecto del año anterior, y los rubros que registraron un mayor aumento de la actividad son el de medicamentos, productos químicos y prendas de vestir, que superaron el 14 %. Los rubros de «Alimentos, bebidas y tabaco», «Medicamentos para uso humano» y «Papel e imprenta» concentran el 60 % de los ingresos del sector.
En los últimos años la ciudad se convirtió en un polo turístico, en especial por la baja de costos que produjo para los visitantes extranjeros la devaluación del peso. Entre 2002 y 2004 la cantidad de establecimientos hoteleros aumentó un 10.7 %, mientras que la tasa de habitaciones ocupadas tuvo un importante aumento del 42.9 %.
En la ciudad existe un importante desarrollo del sector de servicios informáticos. En la Ciudad de Buenos Aires se encuentran instaladas, aproximadamente, el 70 % de las empresas generadoras de software, que a nivel nacional exportan por más de 940 millones de dólares. El Puerto de Buenos Aires es el más grande del país y gestiona 9.7 millones de toneladas de mercancías todos los años.

## Turismo

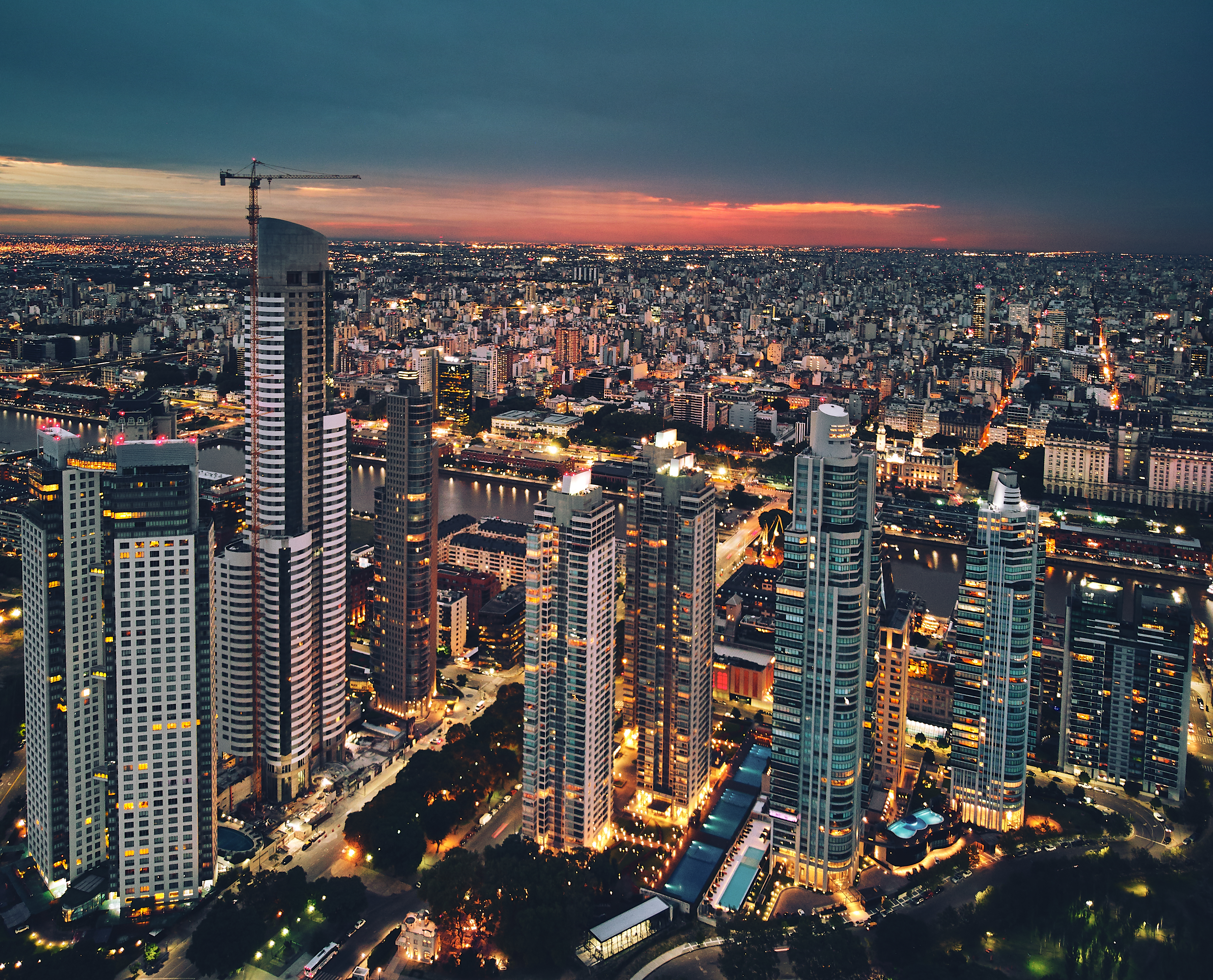
Barrio de Puerto Madero

Argentina se encuentra entre los países más visitados de Sudamérica y a su vez, Buenos Aires cuenta con 5.5 millones de visitas al año.
Buenos Aires es una ciudad populosa y se encuentra entre los 20 destinos preferidos en todo el mundo.

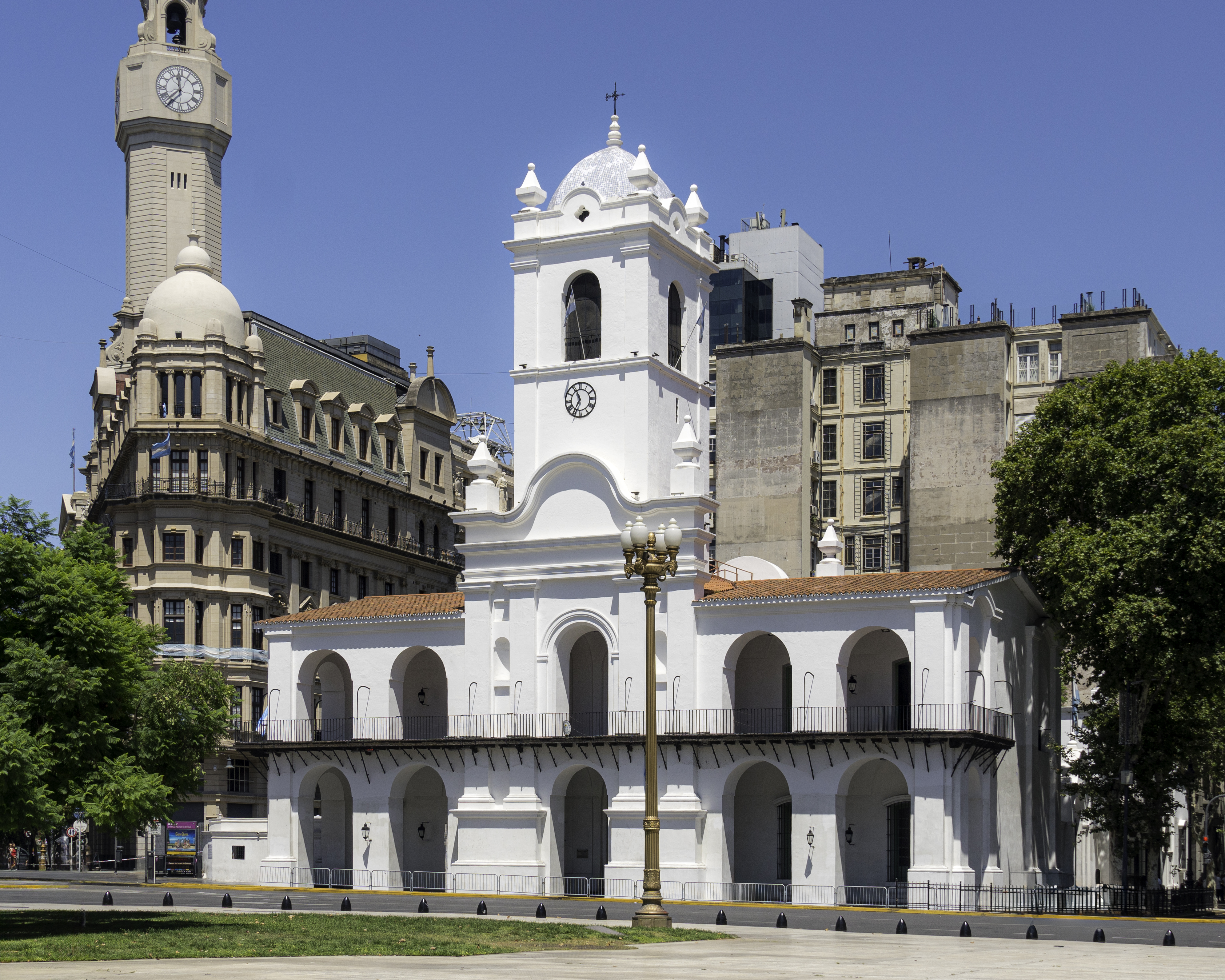
El Cabildo, ejemplo de arquitectura colonial.

Los lugares turísticos más importantes se encuentran en el casco histórico de la ciudad, sector formado prácticamente por los barrios de Monserrat y San Telmo. La ciudad comenzó a construirse alrededor de la plaza Mayor (hoy plaza de Mayo), y las instituciones administrativas de la Colonia estaban instaladas en la zona. Al este de la plaza puede observarse la Casa Rosada, actual sede del Poder Ejecutivo de la Argentina, en cuyo lugar antiguamente se encontraba el Fuerte. Hacia el norte de la plaza se encuentra la Catedral Metropolitana, que ocupa el mismo lugar desde la colonia, y el edificio del Banco de la Nación Argentina, cuya parcela era en un principio propiedad de Juan de Garay. Otra importante institución colonial fue el Cabildo, ubicado hacia el oeste, que no se conserva en su forma original ya que parte de su estructura fue demolida para la apertura de la avenida de Mayo y la diagonal Julio A. Roca.
Hacia el sur se observa el edificio del antiguo Congreso de la Nación, donde actualmente funciona la Academia Nacional de la Historia. Y por último, hacia el noroeste puede observarse la Jefatura de Gobierno de la Ciudad, avanzando hacia la avenida de Mayo.

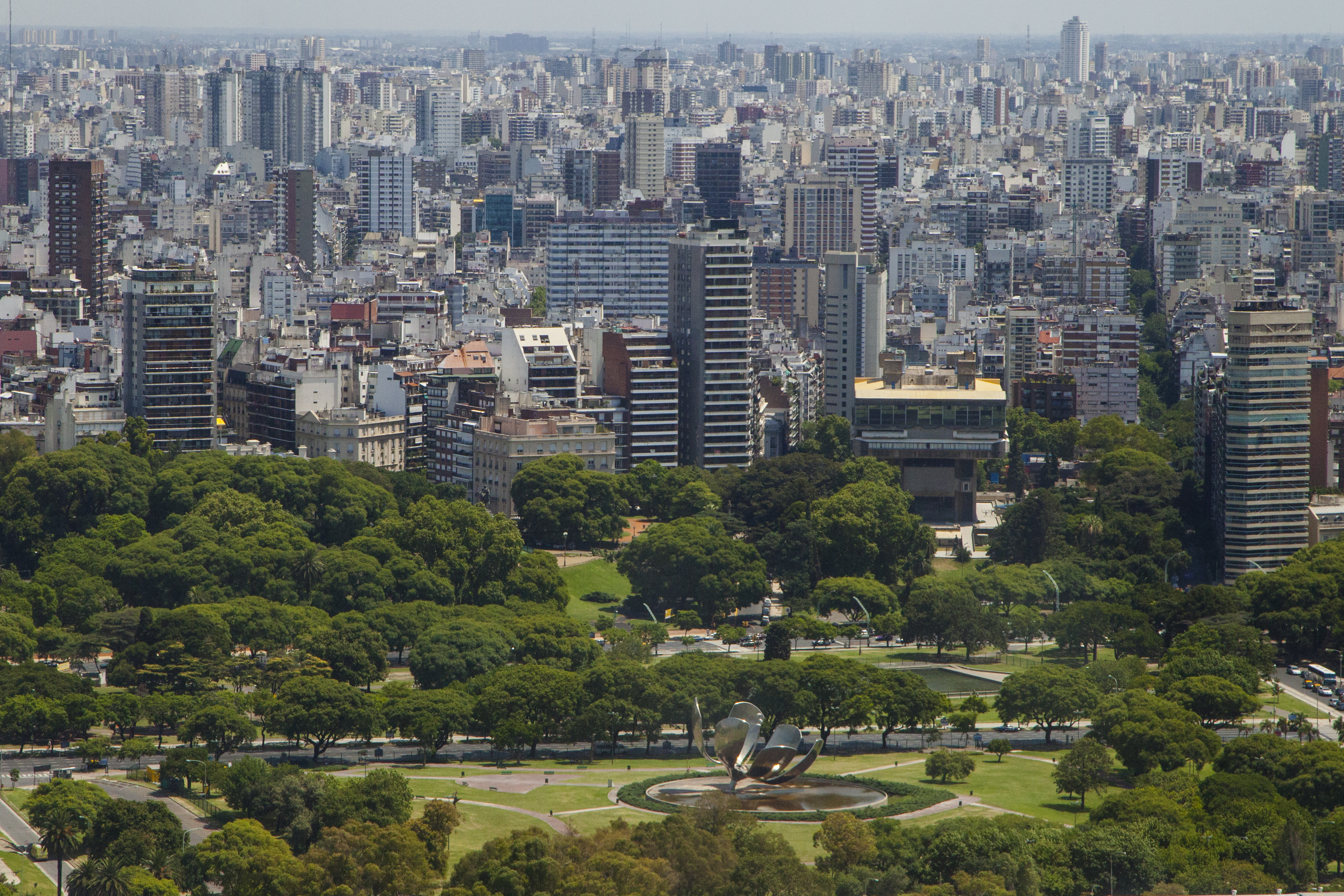
Barrio de Recoleta y en el centro, la Floralis Genérica.

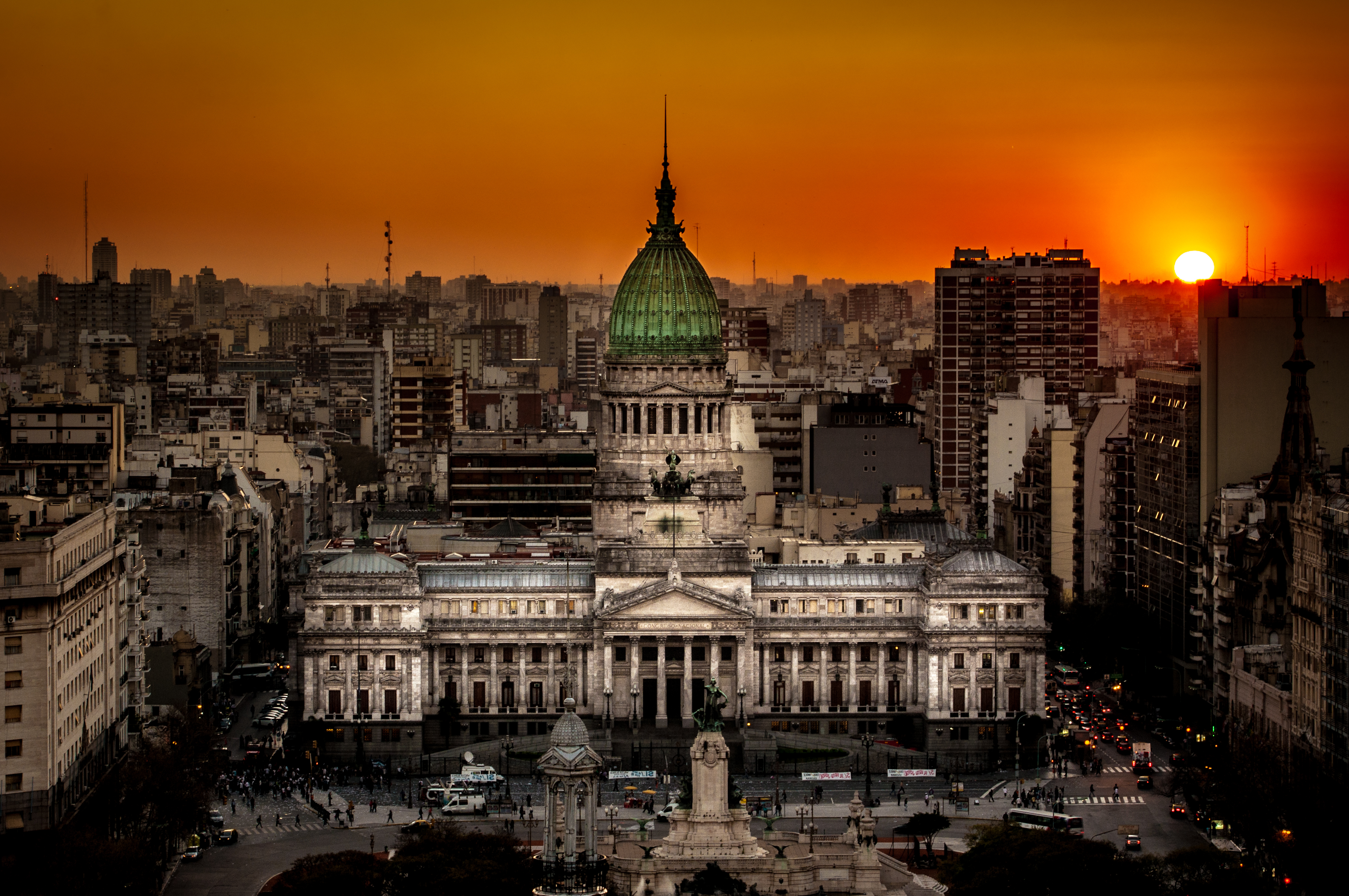
Palacio del Congreso de la Nación.

La avenida de Mayo es considerada el Eje Cívico, ya que une la Casa Rosada con el Palacio del Congreso, sedes del Poder Ejecutivo y del Poder Legislativo, respectivamente. Por esta avenida pueden observarse algunos edificios de gran interés cultural, arquitectónico e histórico: se encuentran instalados la Casa de la Cultura, el Palacio Barolo y el Café Tortoni, entre otros. Bajo esta avenida corre la Línea A del subte de Buenos Aires que al ser inaugurado en 1913 se convirtió en el primero de Iberoamérica.

Al llegar al final de la arteria se puede observar un conjunto de plazas, decoradas con varios monumentos y esculturas, entre las que se encuentra una copia firmada de El pensador de Rodin. En las cercanías de estas plazas se encuentran el Palacio del Congreso y el edificio de la Confitería El Molino.

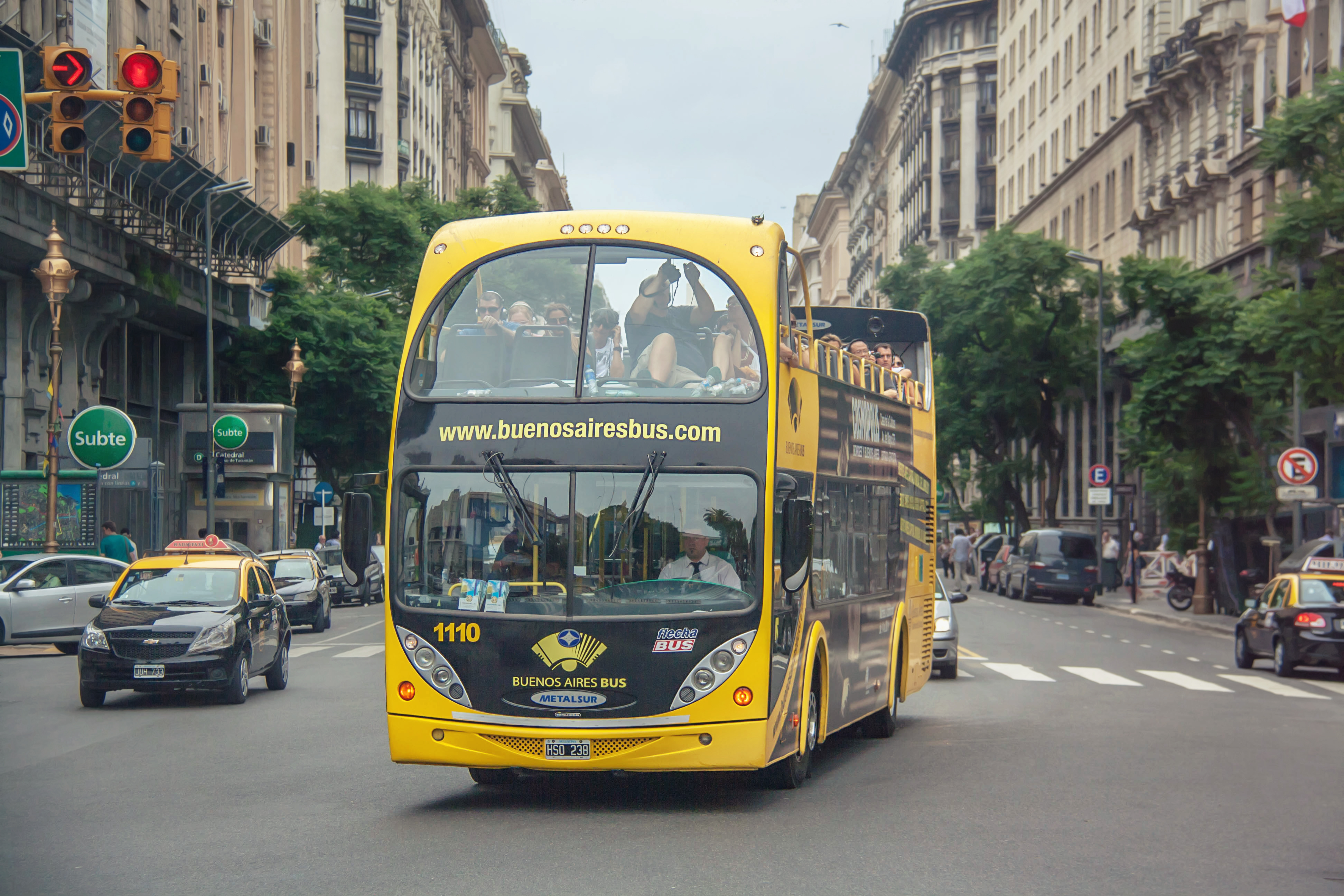
Buenos Aires Bus.

En el casco histórico se puede visitar, además, la Manzana de las Luces. Allí se encuentran alojados varios edificios con gran valor histórico, como la iglesia de San Ignacio y la sede del Colegio Nacional de Buenos Aires. En la manzana pueden observarse los túneles ocultos que recorrían la ciudad durante la época colonial y puede recorrerse además el edificio donde funcionó el Concejo Deliberante desde 1894 a 1931.
En la zona de San Telmo puede visitarse la plaza Dorrego, en donde todos los domingos se instala la famosa Feria de Antigüedades. Además en sus cercanías se ubican varios comercios de anticuarios y un complejo jesuita formado por la iglesia de Nuestra Señora de Bethlem, la Parroquia de San Pedro Telmo y el Museo Penitenciario «Antonio Ballve». En la zona se encuentran además el Museo Histórico Nacional y el parque Lezama, donde fueron alojadas varias esculturas y monumentos.
En el barrio de Recoleta se encuentran una gran cantidad de sitios turísticos y muchos que además tienen un gran valor cultural. Allí pueden encontrarse la sede principal del Museo Nacional de Bellas Artes, la Biblioteca Nacional, la floralis genérica, entre otros.

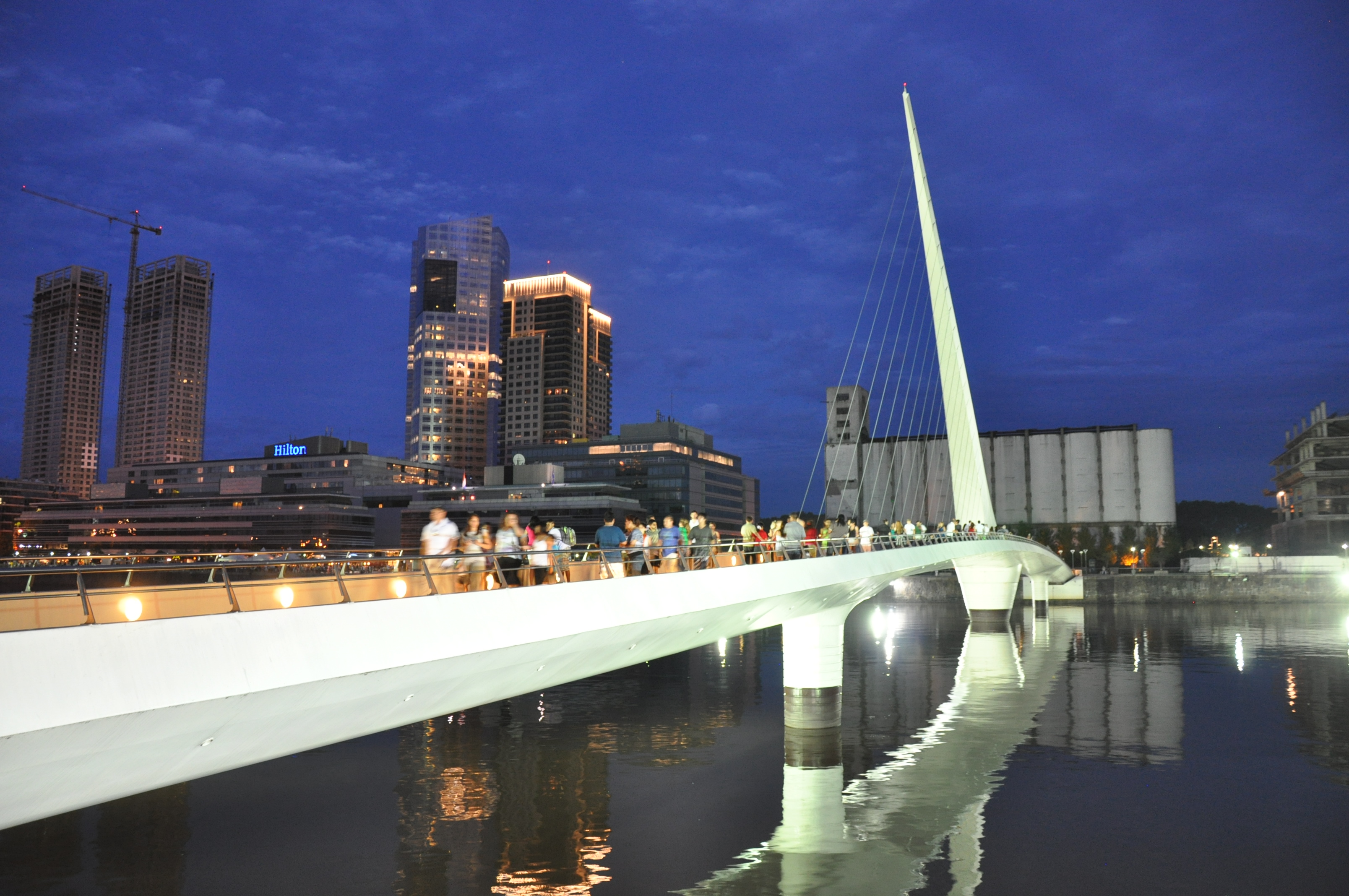
El Puente de la Mujer de noche.
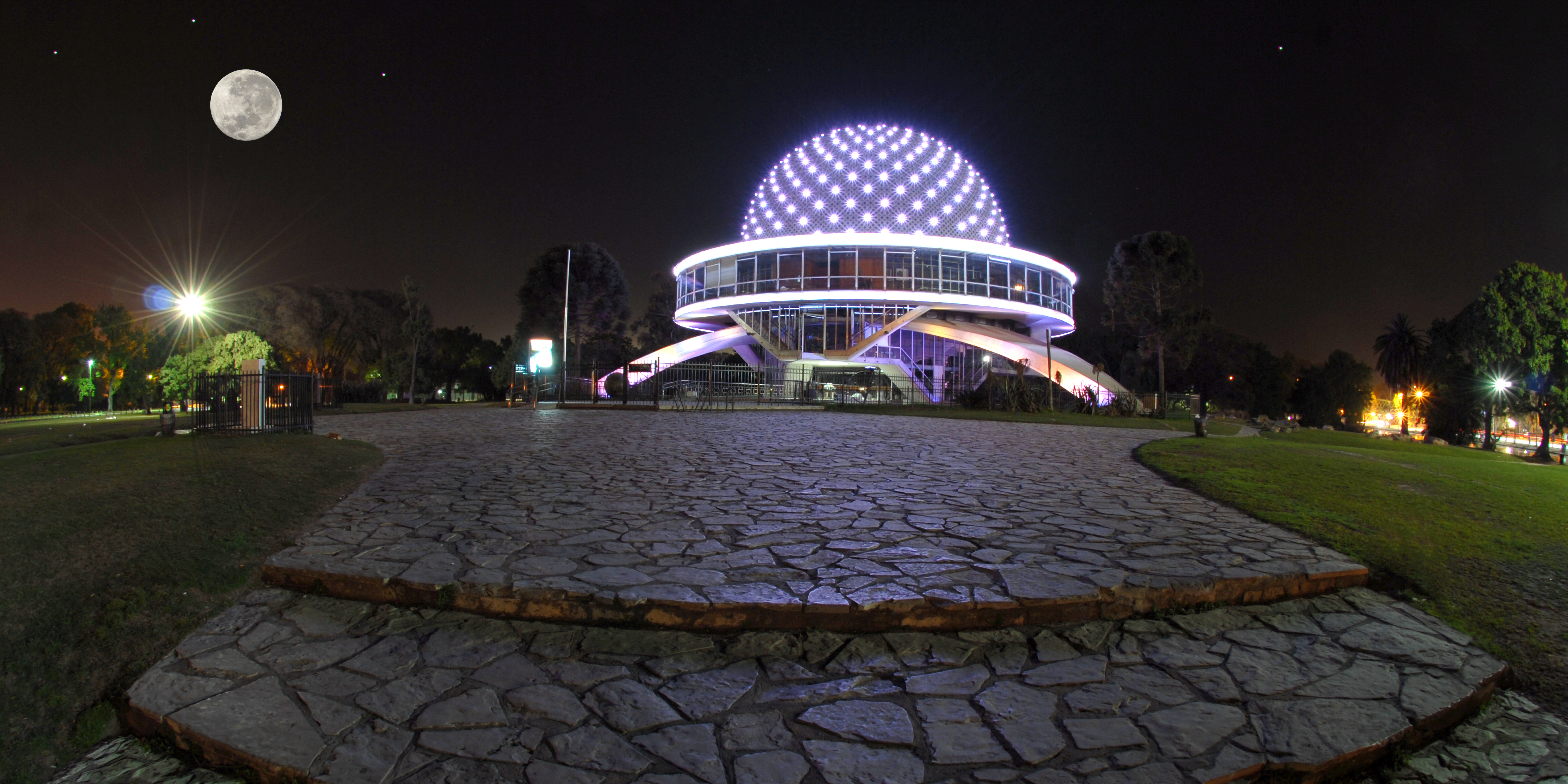
El Planetario Galileo Galilei.
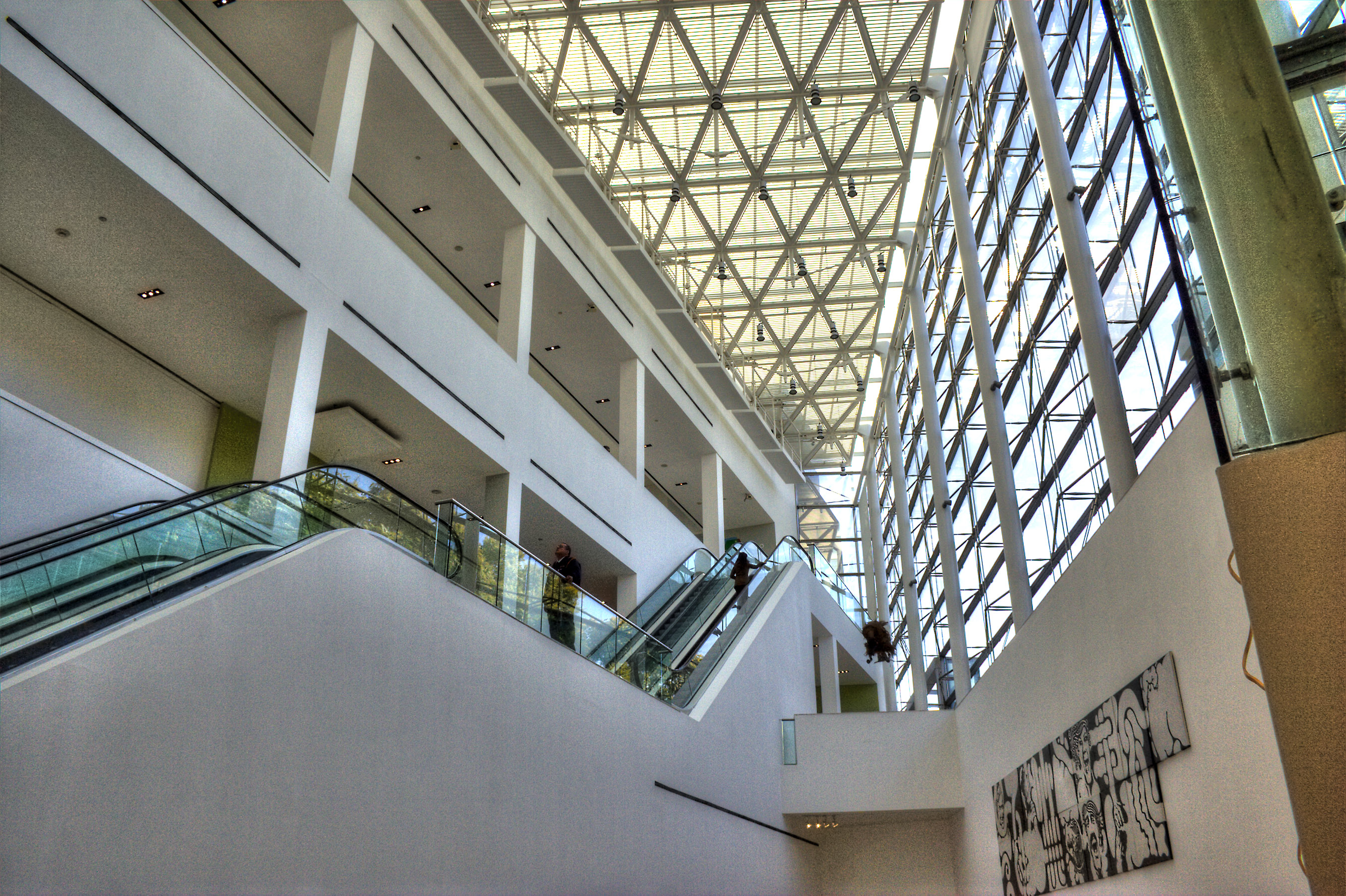
Interior del MALBA.
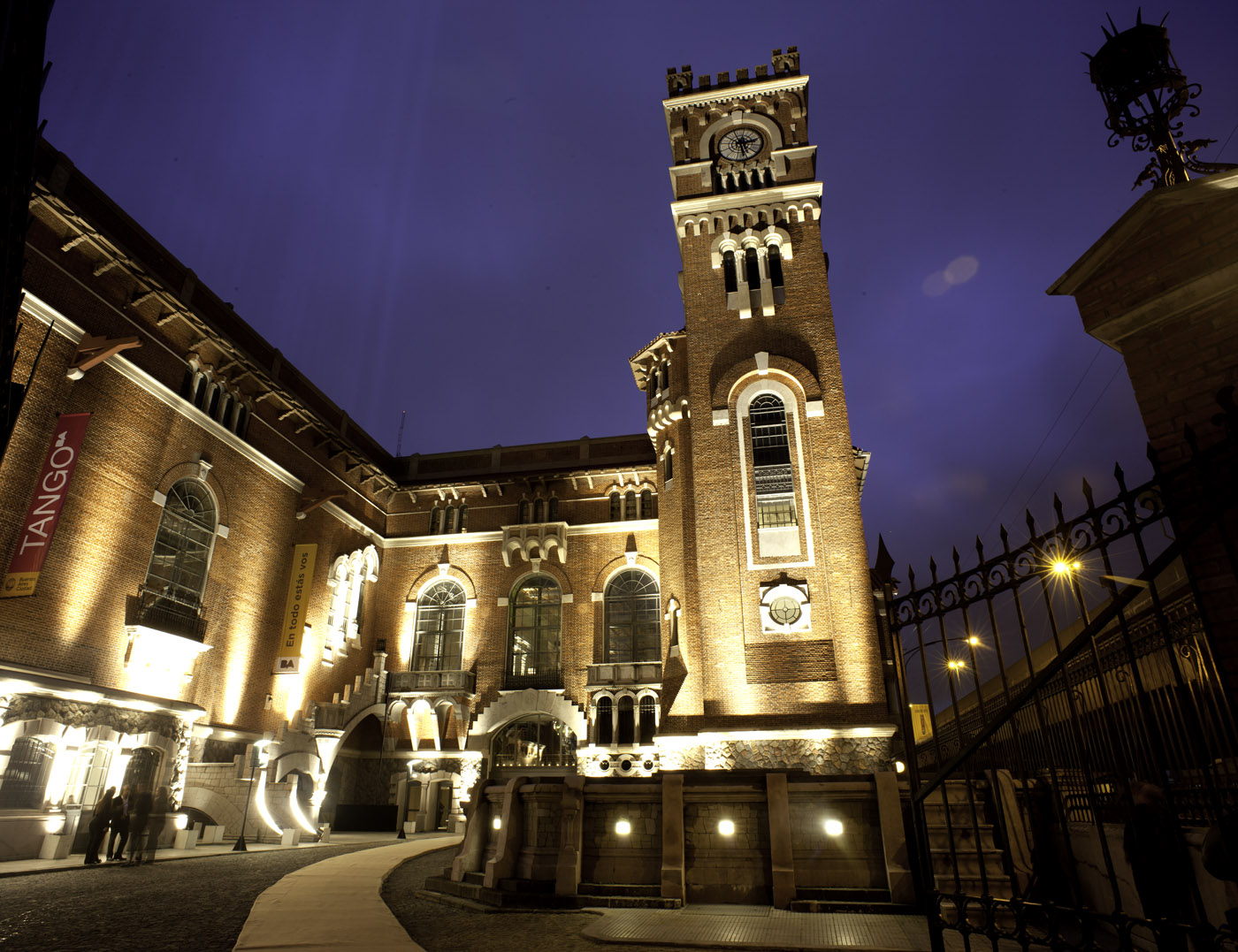
Usina del Arte, un centro cultural y de espectáculos.
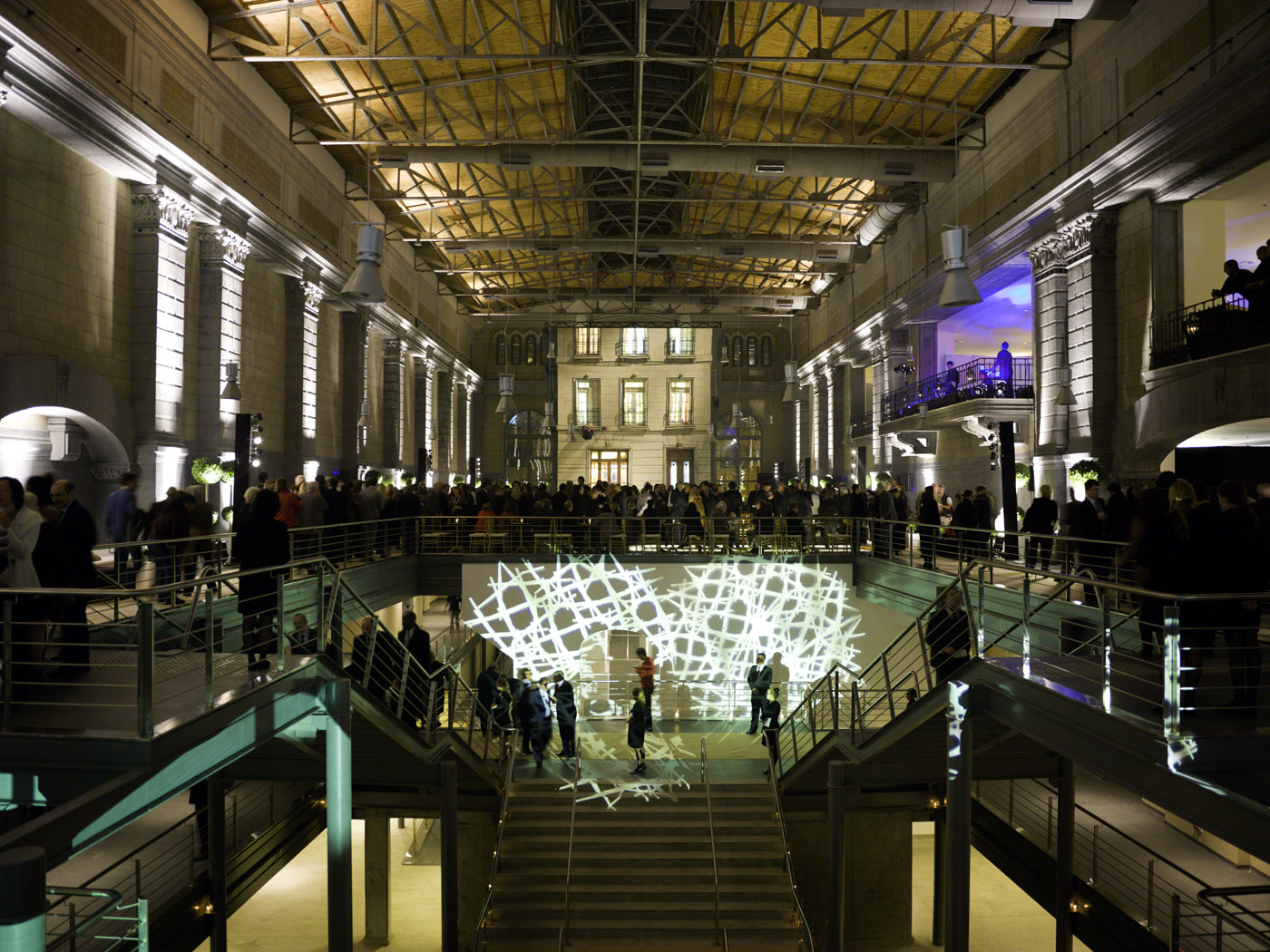
Foyer de la Usina del Arte durante la noche.
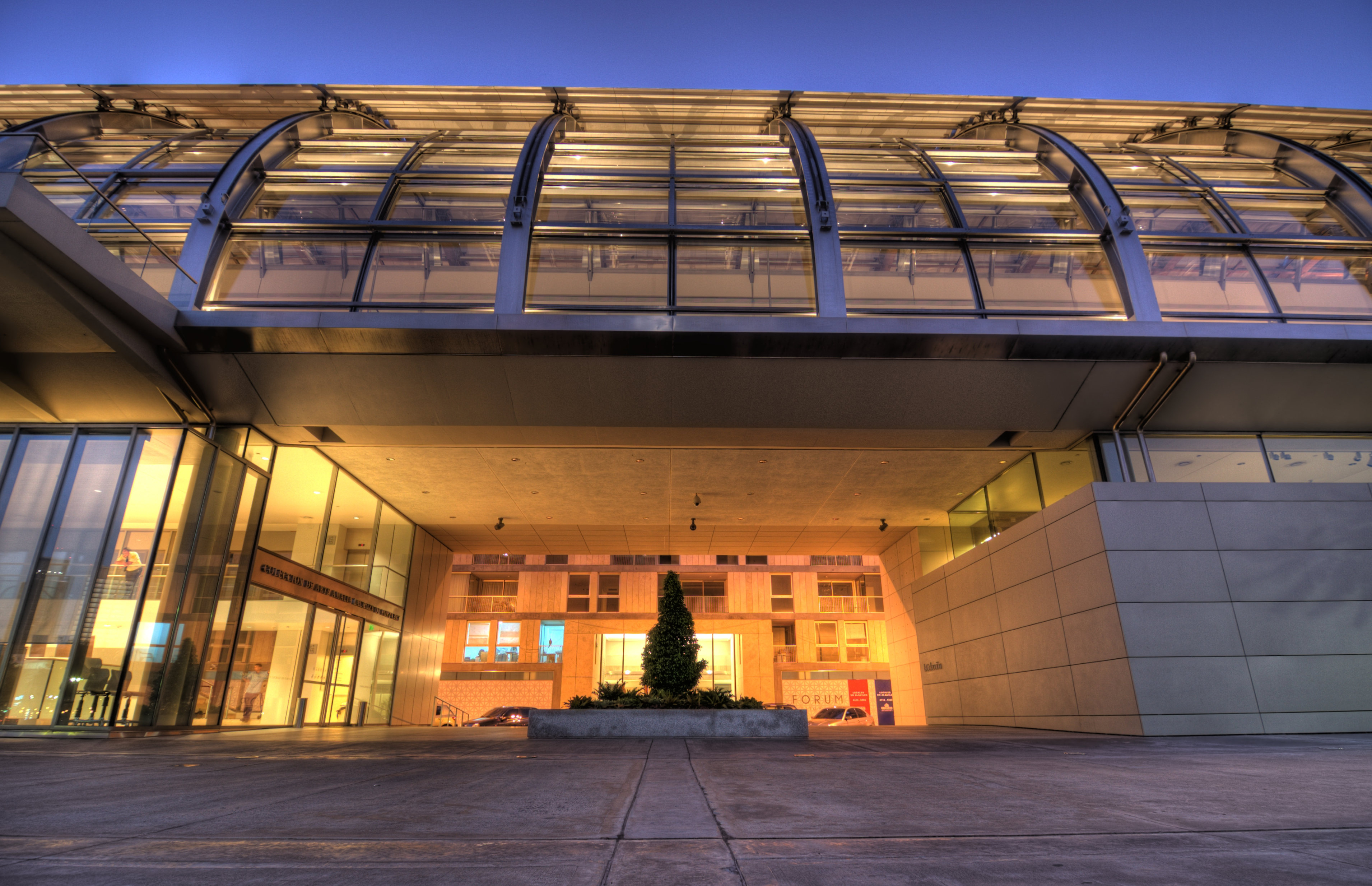
Colección de Arte Fortabat.

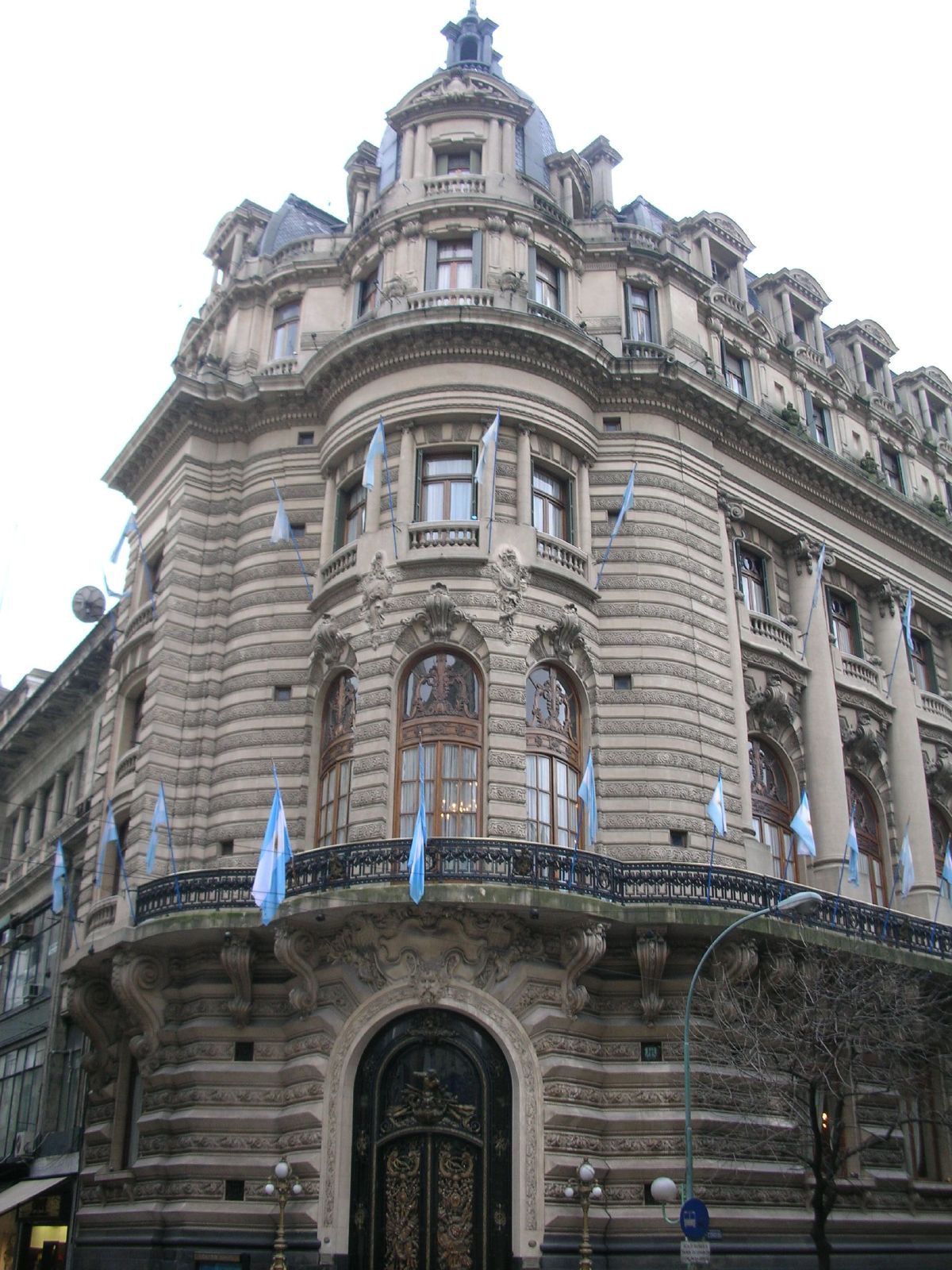
Edificio del Centro Naval

## Cultura
La cultura de la ciudad de Buenos Aires comparte muchas características con la cultura de la zona del Río de la Plata. No solo se comparten características idiomáticas (ya que en la región muchos usan el mismo dialecto, el español rioplatense), sino que comparte las raíces tan diversas que formaron la cultura de la región. La diversidad está dada por la gran cantidad de inmigrantes que llegaron a la región durante los siglos XIX y XX, lo que convirtió a Buenos Aires en un crisol cultural.

### Museos y bibliotecas
El gobierno de la Ciudad administra diez museos que abarcan diferentes temáticas: desde las artes plásticas Museo de Artes Plásticas Eduardo Sívori hasta la Historia Museo Histórico de Buenos Aires Cornelio de Saavedra, pasando por el cine Museo del Cine Pablo Ducrós Hicken. También existen muchos museos dependientes del Gobierno Nacional como el Museo de la Casa Rosada, el Museo Nacional de Bellas Artes, el Museo Nacional de Arte Decorativo, el Museo Argentino de Ciencias Naturales o de fundaciones como el Museo de Arte Latinoamericano de Buenos Aires.
De la ciudad dependen 26 bibliotecas públicas que cuentan con 317.583 ejemplares. Además existen muchas bibliotecas dependientes de los diferentes Poderes de la Nación, así como de las diferentes universidades que se encuentran en la Capital.

### Industria editorial

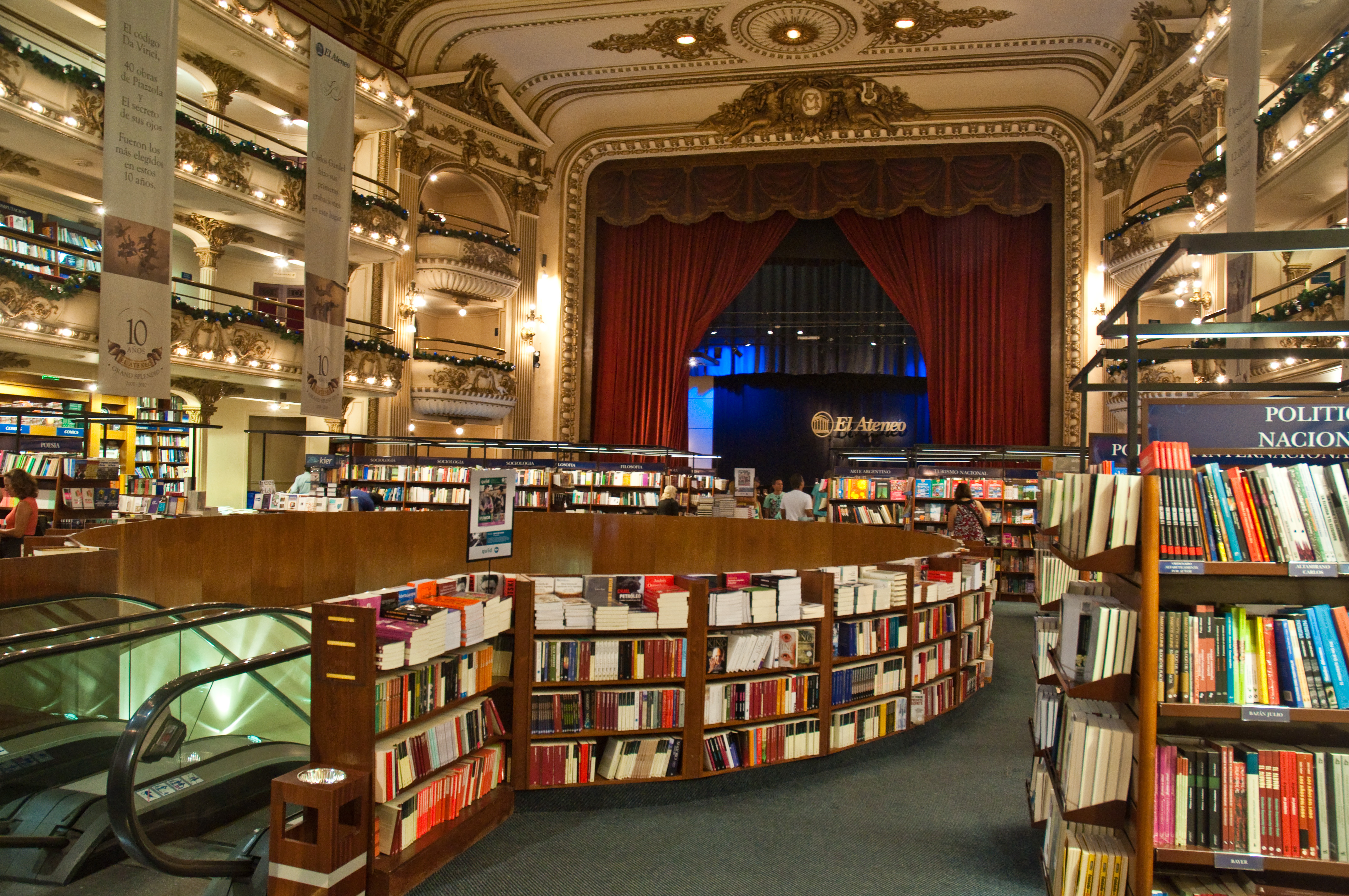
La librería El Ateneo fue elegida la segunda librería más hermosa del mundo.

La metrópolis se distingue además como el mayor centro editorial del país, ya que allí residen las editoriales más importantes, y es también la ciudad donde se editan los diarios y revistas de mayor tirada. Por ejemplo, Clarín es el diario con mayor tirada de la Argentina, siendo además uno de los de mayor difusión en el mundo de habla hispana, con una tirada que promedia los 300 837 ejemplares diarios en junio de 2010.
El segundo de mayor tirada (promedio de 160 000 ejemplares de lunes a sábados y 250 000 los domingos) es La Nación que es uno de los más antiguos del planeta, su primer ejemplar se publicó el 4 de enero de 1870.
La industria editorial de Buenos Aires es una de las más competitivas de la región. Según el World Cities Culture Forum, Buenos Aires es la ciudad del mundo con más librerías per cápita. En diferentes lugares pueden conseguirse con regularidad libros antiguos, primeras ediciones y publicaciones en diferentes idiomas, sobre todo en los comercios ubicados en la avenida de Mayo y en la avenida Corrientes, entre Callao y 9 de Julio.
Todos los años en el mes de abril se celebra la Feria Internacional del Libro de Buenos Aires, una de las cinco ferias más importantes del mundo, junto con las de Fráncfort, São Paulo, Guadalajara, Londres y la Book Expo America. La misma va orientada al público en general, así como a la comunidad literaria en su totalidad.
| Predecesor: Liubliana | Capital Mundial del Libro 2011 | Sucesor: Ereván |

### Bares y teatros

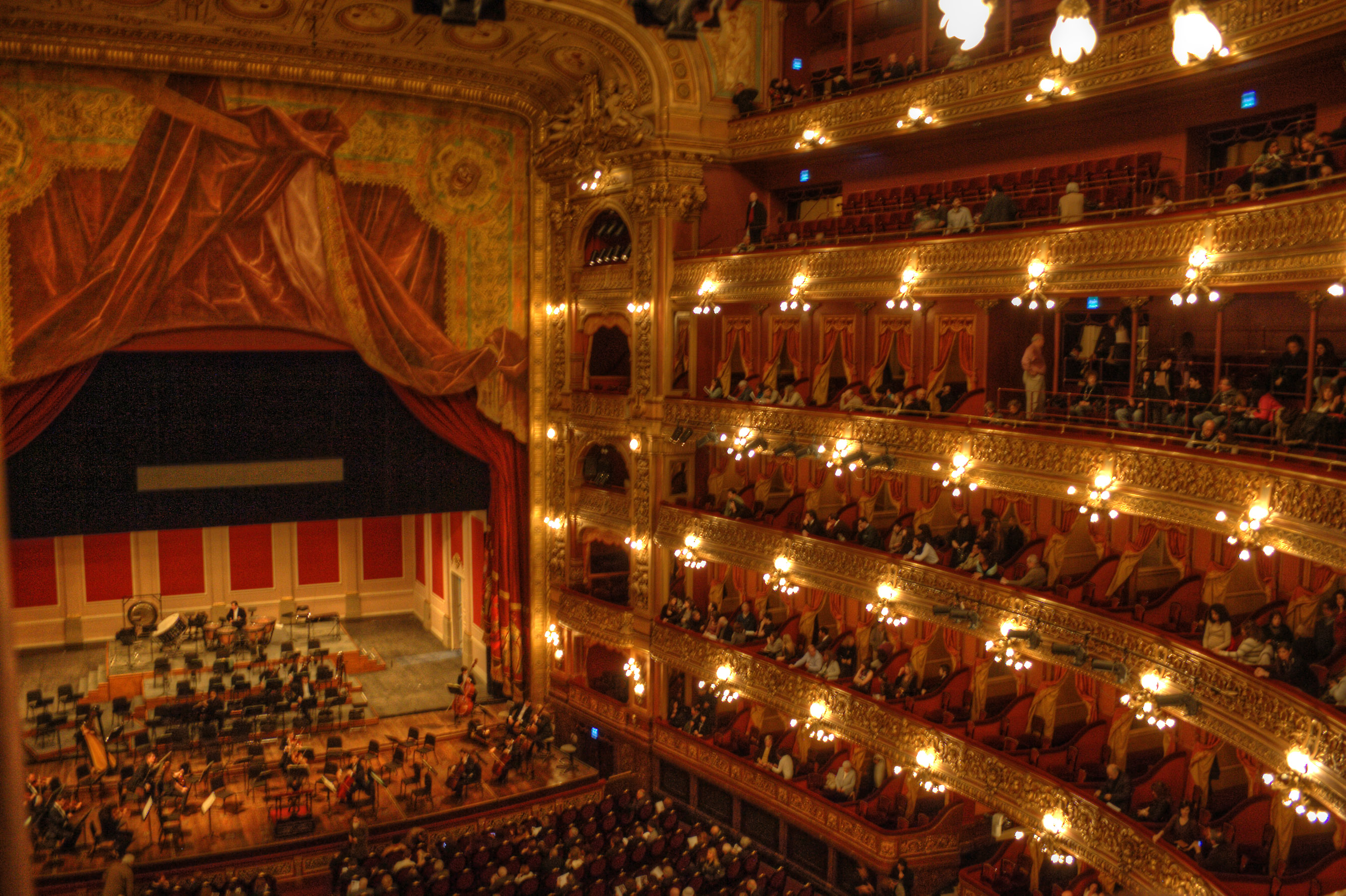
El Teatro Colón es uno de los cinco teatros de ópera más importantes del mundo

Buenos Aires tiene una de las mayores concentraciones de teatros del mundo, ocupando el cuarto lugar entre las ciudades con mayor número de salas teatrales, y unas fuentes incluso la ubican como la ciudad con más teatros en el mundo. La ciudad posee además la industria de teatro más grande de América Latina.
El Teatro Colón es uno de los más importantes del mundo por su tamaño y trayectoria, y uno de los cinco mejores teatros para la ópera por su acústica.

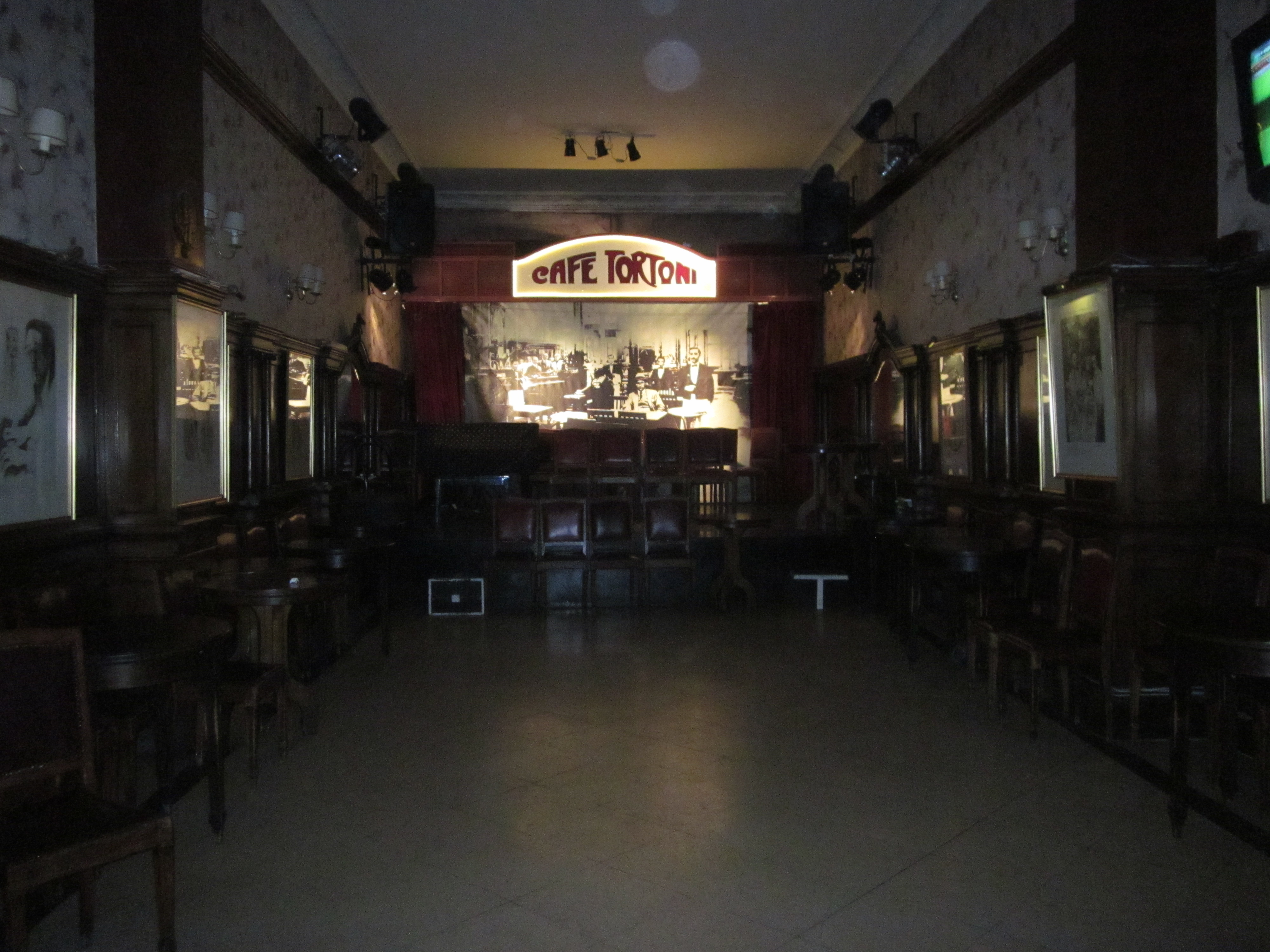
Interior del Café Tortoni, en donde se realiza La Peña, cuyas jornadas artísticas iniciaron en 1926

La avenida Corrientes, en cuyos tradicionales cafés y bares evolucionó el tango a principios y mediados del siglo XX, es la arteria donde se encuentran algunos de los teatros más importantes. En este sentido, la Ciudad de Buenos Aires cuenta con una oferta muy diversa, y muchos de los teatros de mayor relevancia dependen directamente del Gobierno de la ciudad: el Teatro Colón, el Teatro General San Martín, el Teatro Presidente Alvear, el Teatro Regio, el Teatro Sarmiento y el Teatro de la Ribera, entre otros. También existe una importante actividad en el Teatro Nacional Cervantes, el Teatro Gran Rex, el centro cultural Recoleta, el centro cultural General San Martín, el Teatro Maipo, el Teatro Coliseo, el Teatro Lola Membrives, entre otros y la gran cantidad de teatros independientes que se encuentran distribuidos por los barrios de Villa Crespo, Almagro y Abasto. La ciudad cuenta con más de 300 teatros.
La ciudad cuenta con un selecto grupo de unos 70 bares denominados como Bares Notables que se caracterizan por haber sido protagonistas de una parte importante de la historia de la ciudad, estos reciben una ayuda del Gobierno de la Ciudad de Buenos Aires. Algunos inclusive fueron declarados Patrimonio Cultural de la Ciudad de Buenos Aires. Se encuentran principalmente en los viejos barrios de la Ciudad, San Nicolás, San Telmo o La Boca. A eso se suma la locación de bares notables antiguos pero cuya historia interesa a aquellos que llegan buscando un enfoque histórico en su visita a la Reina del Plata. Tal es el caso de dos cafés que quedaron vinculados a uno de los más importantes episodios de la literatura argentina, la dialéctica social y literaria entre el Grupo Florida, llamado así porque se reunían en la Confitería Richmond en la céntrica calle Florida, y publicaban en las oficinas de la cercana revista Martín Fierro, con integrantes cómo Jorge Luis Borges, Victoria Ocampo, Leopoldo Marechal, artistas cómo Antonio Berni, vs. el Grupo Boedo llamado así porque publicaban en la Editorial Claridad y se reunían en el Café El Japonés en la avenida Boedo en el actual barrio del mismo nombre, quedando dicha confrontación literaria y los establecimientos que los cobijaron en la historia de la ciudad. Otro de los bares notables de la ciudad es el reconocido London City café. London City es hoy una de las esquinas emblemáticas de Buenos Aires, por su permanencia en el tiempo, por estar vinculado a la historia viva de su gente, por haber contribuido a hechos culturales e históricos relevantes y por su diseño arquitectónico consevado. Fue aquí en el London donde el todavía desconocido Julio Cortázar escribió, y también situó, gran parte de su primera novela Los premios, publicada en 1960.

### Música

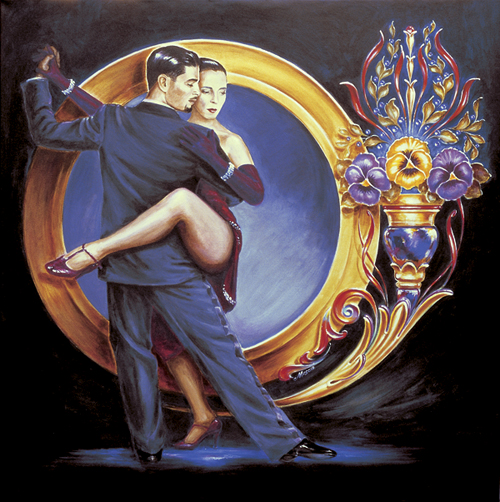
Tango

Buenos Aires es conocida internacionalmente por ser la cuna del tango, siendo el cantante argentino Carlos Gardel su mayor exponente. Pero no hay que olvidarse de orquestas como las de Aníbal Troilo, Mariano Mores y Osvaldo Pugliese, o de letristas como Enrique Santos Discépolo y Homero Manzi. A mediados del siglo XX surgieron nuevos cantantes como Julio Sosa, Edmundo Rivero y Roberto Goyeneche, así como nuevas tendencias, cuyo mayor exponente fue Astor Piazzolla.
A partir del final de la década de 1960, al igual que en muchos centros urbanos del país, surgió el Rock Nacional, y en los 80 y 90, el punk rock argentino; de hecho Argentina fue el tercer país en el mundo en crear un rock de identidad propia. La ciudad ha tenido también influencias de la cumbia colombiana, el cuarteto y, a finales del siglo XX, de la cumbia villera, surgida en las zonas más pobres de la ciudad y del Gran Buenos Aires. Hoy, el nuevo género de moda que nació en Buenos Aires y se exporta en Europa es la cumbia digital, mezcla del ritmo ternario de la cumbia con influencias electrónicas.

### Planetario Galileo Galilei
El Planetario Galileo Galilei está ubicado en la intersección de Avenida General Sarmiento y Belisario Roldán, dentro del Parque Tres de Febrero, en el barrio de Palermo de la ciudad de Buenos Aires, Argentina. Su primera función fue el 13 de junio de 1967, y recibió diversas reformas y actualizaciones siendo las más importantes las de 2011 y 2017. Se construyó con la finalidad de promulgar la divulgación de la ciencia astronómica a través de espectáculos didácticos para los estudiantes y el público en general. En su explanada de acceso tiene en exhibición tres meteoritos metálicos, que fueron encontrados en territorio argentino.

### Tradiciones

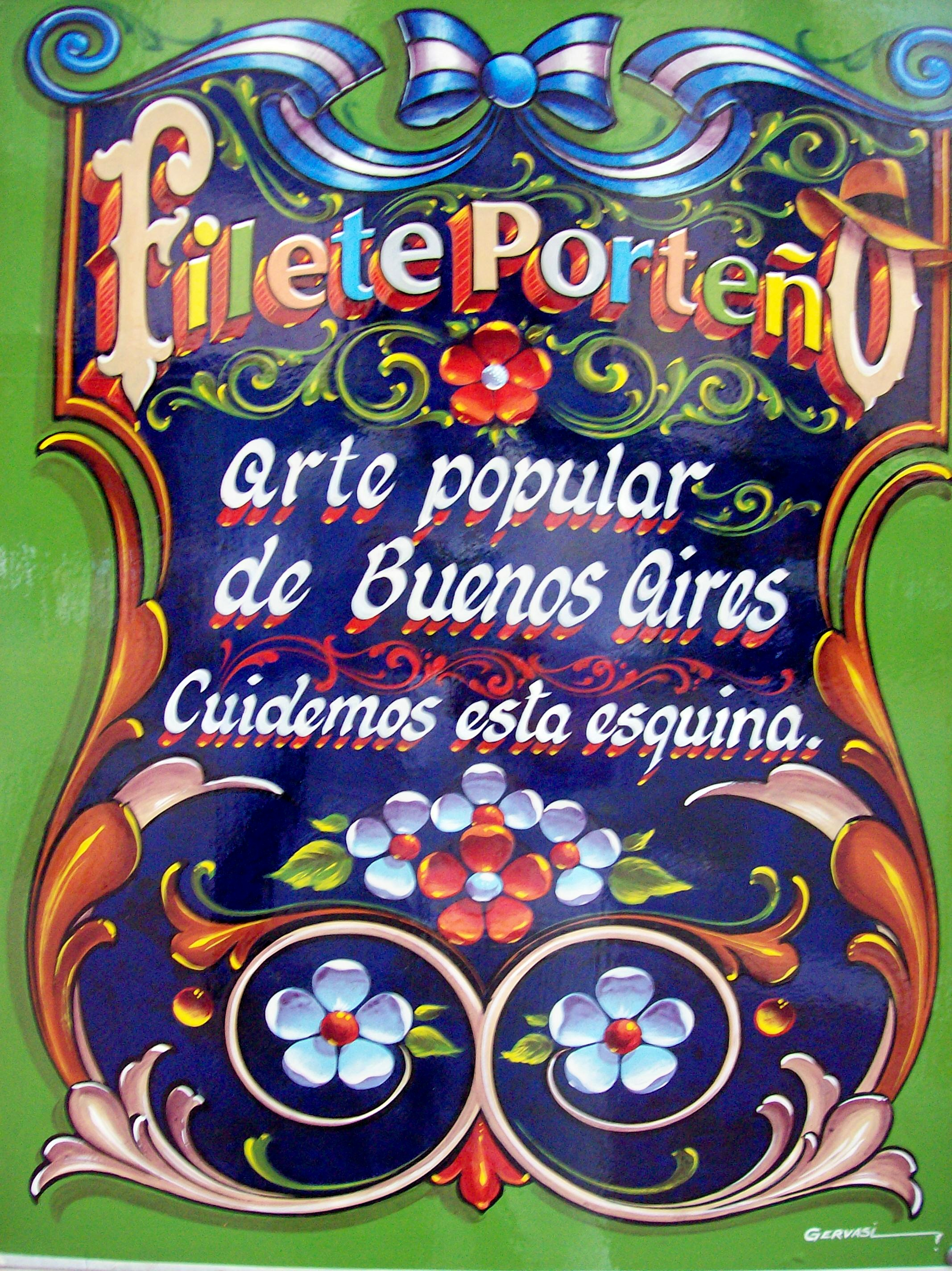
El fileteado es un arte popular de la ciudad

Una manifestación cultural propia de la ciudad es el uso del lunfardo, jerga que se desarrolló y extendió desde mediados del siglo XIX en las zonas pobres de la Ciudad de Buenos Aires. Tiene aportes idiomáticos provenientes de Italia, Francia, España y Portugal, así como de la población negra y criolla local e incluso indígena. El lunfardo quedó inmortalizado en las letras de la música popular, particularmente en las del tango.
Otra manifestación cultural propia del porteño es el fileteado, arte decorativo y popular, nacido en las primeras décadas del siglo XX. Suele presentarse en contextos emparentados con el tango, el diseño y la publicidad. Flores, volutas, hojas de acanto, cintas argentinas, se combinan con personajes populares mediante colores muy vivos y a través del contraste se da la idea del volumen. Los textos también forman parte de la composición del fileteado, con frases acuñadas por la sabiduría popular. En el año 2006 la legislatura porteña declaró al fileteado como Patrimonio Cultural de la Ciudad de Buenos Aires a partir de la sanción de la ley 1941.
Una tradición importante es la de los Festejos de Carnaval. Existen en Buenos Aires 103 murgas, agrupando a más de 10 000 personas. Anualmente suelen juntarse más de 800 000 personas para disfrutar de la música, baile y canto que ofrecen estas comparsas en la gran cantidad de corsos que se realizan en los barrios porteños.

### Moda
En Buenos Aires, desde 2001, se realiza dos veces al año el evento de moda más importante de Argentina, la Buenos Aires Fashion Week con el fin de mostrar las últimas tendencias para las colecciones primavera-verano y otoño-invierno. BAF Week cuenta con la presencia de diseñadores internacionales pero sobre todo nacionales de manera que es una buena ocasión para ofrecer un panorama sobre la industria de la moda local. La convocatoria se realiza en La Rural.
En la ciudad también se llevan a cabo la Argentina Fashion Week y el evento Buenos Aires Moda que llevan 34 y 46 ediciones respectivamente.
La ciudad cuenta a su vez con el Centro Metropolitano de Diseño, una institución pública perteneciente al Gobierno de la Ciudad de Buenos Aires ubicada en el barrio de Barracas en el lugar del antiguo Mercado de Pescado. El predio cuenta con 3.000 m² para la realización de muestras relacionadas con el diseño. Eventos como Casa FOA y Buenos Aires Runway han tenido lugar en sus instalaciones. Caben ser destacados también, los espacios dedicados exclusivamente al dictado de cursos de capacitación vinculados con el diseño.

### Gastronomía
La gastronomía de la ciudad de Buenos Aires se caracteriza por dos grandes aportes europeos: el italiano y el español, es igual de variada que el resto de la cultura, incluyendo carnes rojas, pescados, pastas y las empanadas, que son originarias del noroeste argentino. Entre las carnes se destaca el asado, la tira de asado o el vacío, generalmente acompañado por chorizos, mollejas, chinchulines y morcillas. Además de estos cortes populares, se puede probar el bife de chorizo, el bife de lomo o el ojo de bife, más nobles. Los pescados más consumidos son merluza, corvina, lenguado, besugo y pejerrey. La influencia de la dieta mediterránea italiana, muy difundida por las corrientes migratorias provenientes de ese país a principios del siglo XX, se refleja en las pastas como fideos, ñoquis, canelones, lasañas y ravioles, y en los postres, en especial el helado y el tiramisú Más allá de todas estas hay una que nos faltó mencionar El Mate un conjunto de yuyos secos colocados adentro de un recipiente con una base de metal.
| Predecesor: Bogotá | Capital Iberoamericana de la Cultura 1992                                      | Sucesor: Santiago de Chile |
| Predecesor: Kioto  | Sede de las Conferencias de las Naciones Unidas sobre el cambio climático 1999 | Sucesor: Bonn              |
| Predecesor: Milán  | Sede de las Conferencias de las Naciones Unidas sobre el cambio climático 2004 | Sucesor: Montreal          |

## Medios de comunicación

### Televisión abierta
Las principales emisoras de televisión abierta son América TV (canal 2), Televisión Pública (canal 7), El Nueve (canal 9), Telefe (canal 11), El Trece (canal 13), Net TV (canal 27.2), Canal 21 y Canal 26. Históricamente, estas estaciones han emitido por televisión analógica terrestre desde su comienzo de emisiones, aunque también están disponibles por la televisión digital abierta (TDA).

### Emisoras de radio
La ciudad de Buenos Aires tiene numerosas emisoras de radio, tanto AM como FM. Al igual que en el resto del mundo, las FM son más escuchadas. Entre las 15 más escuchadas se encuentran 10 que emiten en FM: La 100, Pop Radio, Rock & Pop, FM Metro, Radio El Mundo, Los 40, Radio Disney, FM Aspen, Mega, Vale, Radio One 103.7, Vorterix Rock; y en AM: Radio 10, Radio Mitre, Continental, La Red, Radio BBN - 730 AM y Radio Nacional, sin dejar de mencionar entre las más importantes a Del Plata y la desaparecida Radio América.

### Periódicos
Los dos de mayor circulación son La Nación y Clarín. También tienen circulación nacional: Crónica, Popular, La Prensa, Página/12 y Perfil. Con orientación financiera se editan Buenos Aires Económico, El Cronista y Ámbito Financiero.

## Deportes

### Fútbol
El deporte más popular en Buenos Aires, al igual que en todo el país, es el fútbol, y gran parte de los equipos con mayor historia en la Primera División de Argentina se encuentran en la ciudad, que es la que tiene la mayor concentración de clubes de fútbol en el mundo (con 21 instituciones). Por otra parte, 18 de ellos tienen su propio estadio, aspecto en el que solo es comparable con Londres y Montevideo, que siguieron el modelo inglés que pregona que cada equipo sea dueño de su cancha, a diferencia de lo que sucede en la Europa continental, donde suele haber un solo gran escenario, generalmente de propiedad comunal, que es compartido por los equipos de la ciudad.
En Buenos Aires se encuentran varios de los clubes de fútbol más importantes del país:
- Primera División: Argentinos Juniors, Barracas Central, Boca Juniors, Deportivo Riestra,  Huracán, River Plate, San Lorenzo y Vélez Sarsfield.
- Primera B Nacional: All Boys, Atlanta, Defensores de Belgrano,  Ferro Carril Oeste, Nueva Chicago y Sacachispas.
- Primera B: Comunicaciones.
- Primera C: Deportivo Español, Excursionistas, y General Lamadrid.
- Primera D: Deportivo Paraguayo, Sportivo Barracas y Yupanqui.

Algunas instituciones han mudado sus estadios, e incluso sus sedes, al conurbano bonaerense o al interior de la provincia de Buenos Aires, pero mantienen lazos con la ciudad, donde permanecen sus núcleos edilicios y una cantidad de socios y simpatizantes. Ellos son:
- Primera División: Platense
- Primera B Nacional: Almagro, Chacarita Juniors, Estudiantes y San Telmo
- Primera B: Colegiales, Deportivo Armenio y Fénix
- Primera C: Atlas, Liniers, Sportivo Italiano
- Primera D: Lugano

En lo deportivo, Boca Juniors, River Plate y Vélez Sarsfield son los tres clubes porteños que han sido campeones del mundo.

### Otras disciplinas
La ciudad además cuenta con numerosas entidades que participan de las diferentes categorías del Campeonato de Futsal AFA, entre ellos los más importantes de la disciplina del país, los multicampeones Pinocho y Boca Juniors (futsal).
Existen instituciones que disponen de infraestructura para la práctica de deportes como el básquet (cuya máxima competición a nivel nacional es la Liga Nacional de Básquet), o el tenis (donde el Buenos Aires Lawn Tennis Club es la sede del único torneo ATP disputado en el país, el Torneo de Buenos Aires). También hay otros estadios para la práctica de deportes como el Luna Park (en el que se destacan los encuentros de boxeo) y el nuevo estadio multipropósito Parque Roca, inaugurado en 2006, utilizado para series de Copa Davis.
En el barrio de Núñez se encuentra el Centro Nacional de Alto Rendimiento Deportivo (CeNARD), un complejo estatal que alberga deportistas de todo el país y permite la práctica de gran cantidad de deportes. Posee canchas de fútbol, hockey, balonmano, rugby, tenis, voleibol, pistas de patín, piletas de natación, entre otros deportes, gimnasios de complementos, taekwondo, judo, halterofilia y dos pistas de atletismo.

### Eventos
La ciudad de Buenos Aires fue sede de varias competencias internacionales: dos estadios, River Plate y Vélez Sársfield, albergaron la Copa Mundial de Fútbol de 1978, y en varias ocasiones la Copa América del mismo deporte. Además del fútbol, la ciudad albergó dos campeonatos mundiales de básquet (1950 y 1990), uno de voleibol masculino (2002) y otro de polo (1987).
En cuanto a eventos multideportivos, fue sede de los primeros Juegos Panamericanos disputados entre el 25 de febrero y 9 de marzo de 1951, y posteriormente perdió por apenas un voto la elección para albergar los Juegos Olímpicos de 1956; asimismo quedó entre las 5 mejores sedes para los Juegos Olímpicos de 2004. En 2006, albergó la octava edición de los Juegos Suramericanos, organizados por la Organización Deportiva Suramericana (ODESUR). La ciudad fue elegida en 2013 como ciudad anfitriona de los Juegos Olímpicos de la Juventud de Verano de 2018.
En cuanto al automovilismo, en el Autódromo Oscar y Juan Gálvez se realizó en veinte oportunidades del Gran Premio de Argentina de Fórmula 1 y diez veces del Gran Premio de Argentina de Motociclismo. En cuatro ocasiones (2009, 2010, 2011 y 2015) la ciudad fue el punto de inicio y finalización del Rally Dakar.

### Equipos deportivos
| Equipo                 | Deporte | Categoría actual           | Barrio            | Estadio                     |
| ---------------------- | ------- | -------------------------- | ----------------- | --------------------------- |
| All Boys               | Fútbol  | Primera B Nacional         | Monte Castro      | Islas Malvinas              |
| Argentinos Juniors     | Fútbol  | Primera División           | Villa Mitre       | Diego Armando Maradona      |
| Atlanta                | Fútbol  | Primera B Nacional         | Villa Crespo      | Don León Kolbowsky          |
| Barracas Central       | Fútbol  | Primera División           | Barracas          | Claudio Tapia               |
| Boca Juniors           | Fútbol  | Primera División           | La Boca           | Alberto J. Armando          |
| Comunicaciones         | Fútbol  | Primera B                  | Agronomía         | Alfredo Ramos               |
| Defensores de Belgrano | Fútbol  | Primera B Nacional         | Núñez             | Juan Pasquele               |
| Deportivo Español      | Fútbol  | Primera C                  | Parque Avellaneda | Nueva España                |
| Deportivo Paraguayo    | Fútbol  | Primera D                  | Barracas          | No posee                    |
| Deportivo Riestra      | Fútbol  | Primera B Nacional         | Villa Soldati     | Guillermo Laza              |
| Excursionistas         | Fútbol  | Primera C                  | Belgrano          | Excursionistas              |
| Ferro Carril Oeste     | Fútbol  | Primera B Nacional         | Caballito         | Arquitecto Etcheverri       |
| General Lamadrid       | Fútbol  | Primera C                  | Villa Devoto      | Enrique Sexto               |
| Huracán                | Fútbol  | Primera División           | Parque Patricios  | Tomás Adolfo Ducó           |
| Nueva Chicago          | Fútbol  | Primera B Nacional         | Mataderos         | Nueva Chicago               |
| River Plate            | Fútbol  | Primera División           | Núñez             | Antonio Vespucio Liberti    |
| Sacachispas            | Fútbol  | Primera B Nacional         | Villa Soldati     | Beto Larrosa                |
| San Lorenzo            | Fútbol  | Primera División           | Boedo             | Pedro Bidegain              |
| Sportivo Barracas      | Fútbol  | Primera D                  | Barracas          | No posee                    |
| Vélez Sarsfield        | Fútbol  | Primera División           | Liniers           | José Amalfitani             |
| Yupanqui               | Fútbol  | Primera D                  | Villa Lugano      | No posee                    |
| Boca Juniors           | Básquet | Liga Nacional de Básquet   | La Boca           | Luis Conde                  |
| Ferro Carril Oeste     | Básquet | Liga Nacional de Básquet   | Caballito         | Héctor Etchart              |
| Obras Sanitarias       | Básquet | Liga Nacional de Básquet   | Núñez             | Obras Sanitarias            |
| San Lorenzo            | Básquet | Liga Nacional de Básquet   | Boedo             | Polideportivo Roberto Pando |
| River Plate            | Vóley   | Liga de Voleibol Argentina | Núñez             | Microestadio River Plate    |

| Predecesor: -                                           | Ciudad Panamericana 1951            | Sucesor: Ciudad de México |
| Predecesor: Belém, Curitiba, Río de Janeiro y São Paulo | Ciudad Sudamericana 2006            | Sucesor: Medellín         |
| Predecesor: Nankín                                      | Ciudad Olímpica de la Juventud 2018 | Sucesor: Dakar            |

## Relaciones internacionales

### Sedes de organizaciones internacionales
- Secretaría del Tratado Antártico

### Aeropuertos internacionales conectados alaeropuerto de Ezeiza
| Ciudad                  | Aeropuerto                                               |
| ----------------------- | -------------------------------------------------------- |
| Santa Cruz de la Sierra | Aeropuerto Internacional Viru Viru                       |
| São Paulo               | Aeropuerto Internacional de São Paulo-Guarulhos          |
| Río de Janeiro          | Aeropuerto Internacional de Galeão                       |
| Brasilia                | Aeropuerto Internacional Presidente Juscelino Kubitschek |
| Curitiba                | Aeropuerto Internacional de Curitiba                     |
| Salvador                | Aeropuerto Internacional Luís Eduardo Magalhães          |
| Porto Alegre            | Aeropuerto Internacional Salgado Filho                   |
| Belo Horizonte          | Aeropuerto Internacional Tancredo Neves                  |
| Florianopolis           | Aeropuerto Internacional Hercilio Luz                    |
| Recife                  | Aeropuerto Internacional de Recife                       |
| Montevideo              | Aeropuerto Internacional de Carrasco                     |
| Punta del Este          | Aeropuerto Internacional de Laguna del Sauce             |
| Asunción                | Aeropuerto Internacional Silvio Pettirossi               |
| Santiago                | Aeropuerto Internacional Arturo Merino Benítez           |
| Lima                    | Aeropuerto Internacional Jorge Chávez                    |
| Bogotá                  | Aeropuerto Internacional El Dorado                       |
| Caracas                 | Aeropuerto Internacional de Maiquetía Simón Bolívar      |
| Panamá                  | Aeropuerto Internacional de Tocumen                      |
| Ciudad de México        | Aeropuerto Internacional Benito Juárez                   |
| Cancún                  | Aeropuerto Internacional de Cancún                       |
| Punta Cana              | Aeropuerto Internacional de Punta Cana                   |
| La Habana               | Aeropuerto Internacional José Martí                      |
| Nueva York              | Aeropuerto Internacional John F. Kennedy                 |
| Nueva York              | Aeropuerto Internacional Libertad de Newark              |
| Miami                   | Aeropuerto Internacional de Miami                        |
| Los Ángeles             | Aeropuerto Internacional de Los Ángeles                  |
| Houston                 | Aeropuerto Intercontinental George Bush                  |
| Dallas                  | Aeropuerto Internacional de Dallas-Fort Worth            |
| Atlanta                 | Aeropuerto Internacional Hartsfield-Jackson              |
| Orlando                 | Aeropuerto Internacional de Orlando                      |
| Toronto                 | Aeropuerto Internacional Toronto Pearson                 |
| París                   | Aeropuerto de París-Charles de Gaulle                    |
| Roma                    | Aeropuerto de Roma-Fiumicino                             |
| Madrid                  | Aeropuerto de Madrid-Barajas                             |
| Barcelona               | Aeropuerto de Barcelona-El Prat                          |
| Ámsterdam               | Aeropuerto de Ámsterdam-Schiphol                         |
| Fráncfort del Meno      | Aeropuerto de Fráncfort del Meno                         |
| Londres                 | Aeropuerto de Londres-Heathrow                           |
| Londres                 | Aeropuerto de Londres-Gatwick                            |
| Zúrich                  | Aeropuerto Internacional de Zúrich                       |
| Dubái                   | Aeropuerto Internacional de Dubái                        |
| Doha                    | Aeropuerto Internacional Hamad                           |
| Auckland                | Aeropuerto Internacional de Auckland                     |
| Estambul                | Aeropuerto Internacional Atatürk                         |
| Adís Abeba              | Aeropuerto Internacional Bole                            |

### Hermanamientos
La ciudad de Buenos Aires ha tenido, a lo largo de su historia, diversos hermanamientos y acuerdos de cooperación con ciudades de varios continentes, además de algunas regiones o comunidades autónomas.
Ciudades hermanadas con Buenos Aires:
- Cádiz, España (1975)[296]
- Caracas, Venezuela (1982)[297]
- Medellín, Colombia.
- Barcelona, España (1985; 1990)
- Bilbao, España (1992)
- Almería, España (2008)
- Bangkok, Tailandia (2006)
- Ceuta, España
- Guadix, España (1987).
- Madrid, España (1975).
- Salamanca, España (2006).
- Santa Cruz de La Palma, España
- Oviedo, España (1982).
- Santiago de Compostela, España
- Sevilla, España (1976).
- Vigo, España (1992).
- Tarija, Bolivia.
- Belgrado, Serbia (1990).
- San José, Costa Rica
- Londres, Reino Unido
- Berlín, Alemania (1994)[298]
- Atenas, Grecia (1992).
- Guadalajara, México (1996).
- Varsovia, Polonia (2004).
- Bogotá, Colombia (1986).
- Barranquilla, Colombia[299]
- Nueva York, Estados Unidos.
- Brasilia, Brasil (1986; 1997).
- Porto Alegre, Brasil (1995).
- Río de Janeiro, Brasil (1996).
- São Paulo, Brasil (1999).
- La Paz, Bolivia[300] (2003)
- La Habana, Cuba
- Ciudad del Cabo, Sudáfrica
- Damasco, Siria (1989).
- El Cairo, Egipto (1992).
- Ereván, Armenia (2000).
- Génova, Italia (1991).
- Lucca, Italia (2003).
- Cagliari, Italia
- Bérgamo, Italia
- Milán, Italia (1998).
- Nápoles, Italia (1990).
- Roma, Italia (1987).
- Ferrara, Italia (2004).
- Lima, Perú (1983).
- Cuzco, Perú (1986).
- Aguas Calientes, Perú.
- Jerusalén, Israel
- Tel Aviv, Israel (1958).
- Kiev, Ucrania (1993).
- Lisboa, Portugal (1992).
- Managua, Nicaragua
- Miami, Estados Unidos (1978).
- Asunción, Paraguay (2002)
- Montevideo, Uruguay (1975).
- Moscú, Rusia (1990).
- Osaka, Japón (1990).
- Tokio, Japón (2018).
- Ottawa, Canadá (1998).
- Toulouse, Francia (1990).
- París, Francia (1999).
- Reikiavik, Islandia.
- Pekín, China (1991; 1993).
- Praga, República Checa (1992).
- Quito, Ecuador
- Róterdam, Países Bajos (1990).
- Santiago de Chile, Chile (1992).
- Santo Domingo, República Dominicana (1991).
- Seúl, Corea del Sur (1992).
- Zagreb, Croacia (1998).
- Ciudad de México, México (1997).
- Tegucigalpa, Honduras (2000)
- Corrientes, Argentina (2009).
- Cuernavaca, México (2012).
- Palermo, Italia (2014)
- Colonia del Sacramento, Uruguay (2018)
- Mixco,Guatemala (2019)

Regiones, estados y comunidades autónomas (entidades sub-estatales) hermanadas con la Ciudad de Buenos Aires:
| - Calabria, Italia (1987). - Galicia, España (1998). | - Basilicata, Italia (1999). - Nueva Jersey, Estados Unidos (1999). | - Andalucía, España (2001). - Ohio, Estados Unidos (2001) | - Morelos, México (2012). |